# Умершие в мае 2021 года
Это список известных людей, соответствующих установленным критериям значимости (см. Википедия:Критерии значимости персоналий), умерших в мае 2021 года.
Причина смерти указывается лишь в исключительных случаях (убийство, самоубийство, гибель в результате военных действий, смертная казнь, ДТП или несчастные случаи). В остальных случаях — не указывается.

## 31 мая

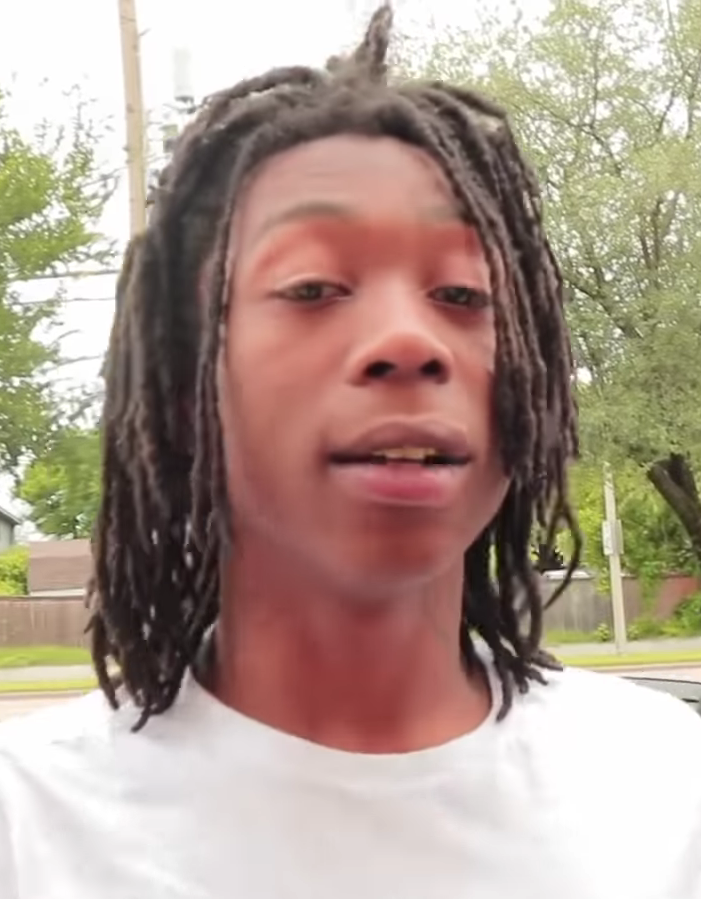
Lil Loaded

- Lil Loaded (20) — американский рэпер, певец и автор песен; самоубийство[1].
- Бадоса, Энрике (94) — испанский поэт и переводчик[2].
- Брюле, Мишель (56) — канадский писатель; ДТП[3].
- Бухов, Владимир Викторович (68) — российский художник[4].
- Гильденскиольд, Руслан Сергеевич (90) — советский и российский гигиенист, доктор медицинских наук, профессор, заслуженный деятель науки Российской Федерации (1993)[5].
- Голонка, Арлин (85) — американская актриса[6].
- Дель Монте, Питер (77) — итальянский режиссёр[7].
- Дмитриев, Евгений Иванович (74) — советский партийный деятель и организатор производства на Украине, первый секретарь Черновицкого обкома КП Украины, председатель Черновицкого областного совета народных депутатов (1990—1991)[8].
- Евграфов, Лев Борисович (86) — советский и российский виолончелист, заслуженный артист Российской Федерации[9].
- Есу, Китенге (76) — конголезский государственный деятель, министр внешней торговли[10].
- Жерад, Абдусалем (84) — тунисский профсоюзный деятель, председатель Тунисского Всеобщего Профсоюза (2000—2011)[11].
- Зыкин, Владимир Александрович (?) — советский и российский баянист, руководитель музыкальной группы «Аюшка» (с 1980 года), заслуженный артист Российской Федерации (1996)[12].
- Карапетян, Александр Владиленович (71) — российский учёный в области механики, доктор физико-математических наук, профессор кафедры теоретической механики и мехатроники мехмата МГУ (1996), заслуженный профессор МГУ (2018)[13].
- Кривченко, Альберт Аркадьевич (85) — советский и российский журналист и поэт, губернатор Амурской области (1991—1993)[14].
- Кёйт, Эверт (82) — нидерландский писатель[15] (о смерти объявлено в этот день).
- Левинзон, Иосиф Израилевич (86) — советский и российский виолончелист, профессор кафедры виолончели, арфы, контрабаса и квартета СПбГК (1999), заслуженный артист Российской Федерации (1996)[16].
- Мамыров, Нургали Кулшыманович (82) — советский и казахстанский экономист, академик НАН Казахстана (2003)[17].
- Маскареньяс ди Оливейра, Сержиу (93) — бразильский физик[18].
- Николич, Станимир (86) — югославский и сербский шахматист, гроссмейстер (1978) (о смерти объявлено в этот день)[19].
- Сергеев, Филимон Иванович (79) — российский и советский актёр театра, кино и эстрады, прозаик и поэт (о смерти объявлено в этот день)[20].
- Скоробогатов, Михаил Борисович (76) — советский и российский архитектор[21].

## 30 мая

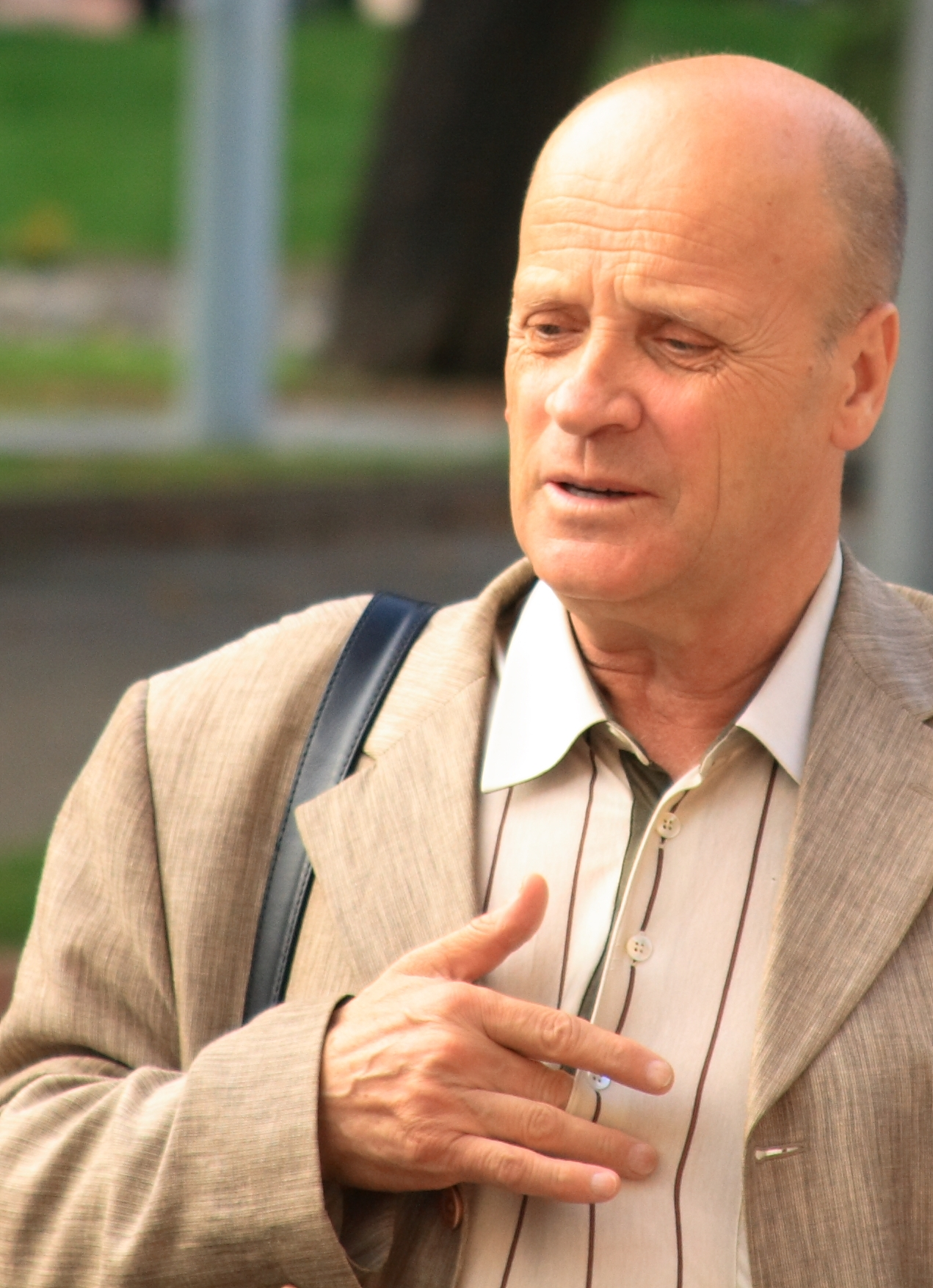
Михаил Слабошпицкий

- Береговой, Михаил Тимофеевич (103) — советский военачальник, начальник Радиотехнических войск ПВО СССР (1968—1983), генерал-лейтенант (1968), брат лётчика-космонавта СССР Георгия Берегового[22].
- Бешта, Андрей Петрович (44) — украинский дипломат, посол Украины в Таиланде (2015—2021) и (по совместительству) в Лаосе и Мьянме (2017—2021)[23].
- Вашичкова, Дарина (84) — словацкая актриса[24].
- Дмитренко, Людмила Васильевна (89) — советская и российская переводчица французской литературы, поэт[25].
- Егоров, Геннадий Вячеславович (55) — советский и украинский учёный в области кораблестроения, генеральный директор «Морского инженерного бюро». Лауреат Государственной премии Украины (2011)[26].
- Ильяшевский, Юрий Борисович (81) — советский и российский телевизионный и театральный режиссёр, профессор кафедры актёрского мастерства ВГИКа[27].
- Митчелл, Рик (66) — австралийский легкоатлет, серебряный призёр (бег на 400 м) летних Олимпийских игр в Москве (1980)[28].
- Молина, Луиса (65) — боливийская фолк-певица[29].
- Михай Оприш (90) —румынский писатель, сценарист и кинопродюсер.
- Саини, Парминдер Сингх (63) — кенийский спортсмен (хоккей на траве), чемпион Всеафриканских игр в Найроби (1987)[30].
- Сивараман, Митили (81) — индийская общественная деятельница, борец за права женщин[31].
- Слабошпицкий, Михаил Федотович (74) — украинский литературовед, критик, прозаик и общественный деятель[32].
- Сухачёв, Юрий Александрович (75) — советский и российский военно-морской деятель, вице-адмирал (1997)[33].
- Янушко, Вячеслав Алексеевич (70) — советский и белорусский хирург, доктор медицинских наук[34].

## 29 мая

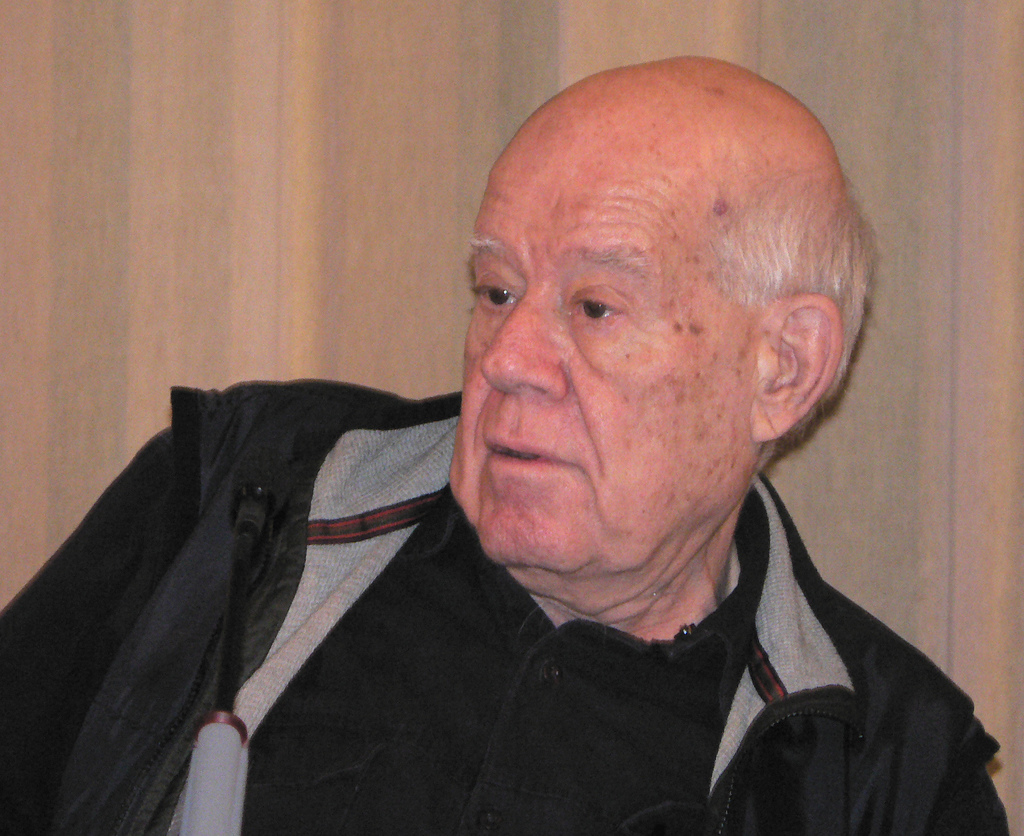
Дани Караван

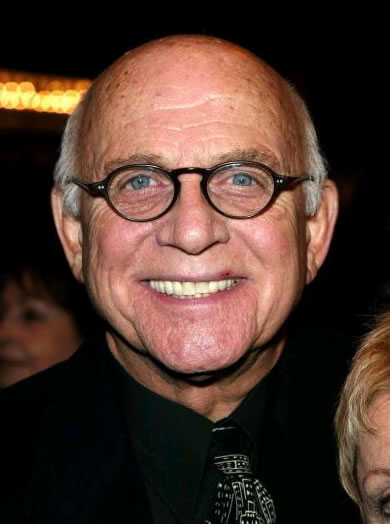
Гэвин Маклауд

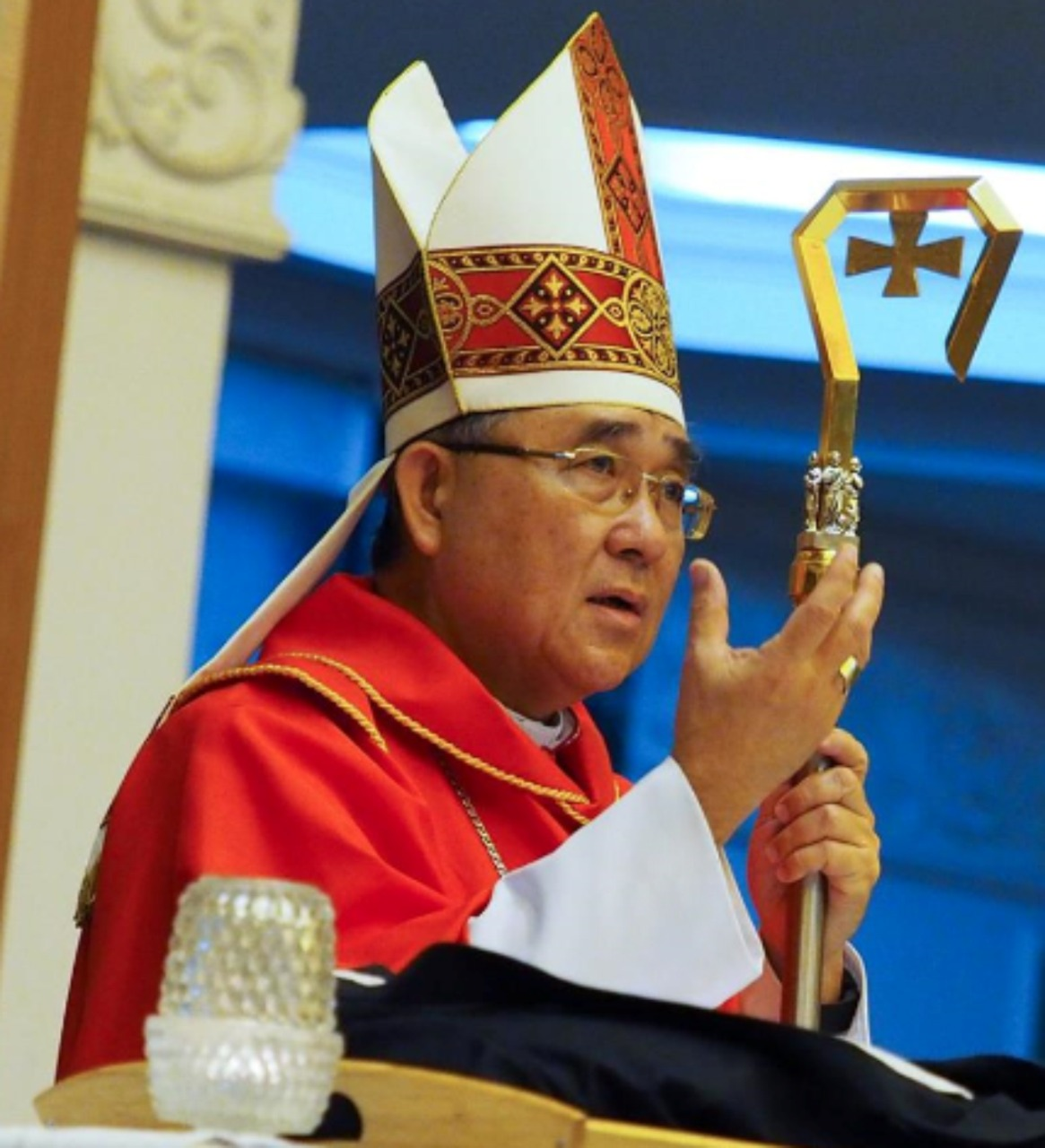
Корнелиус Сим

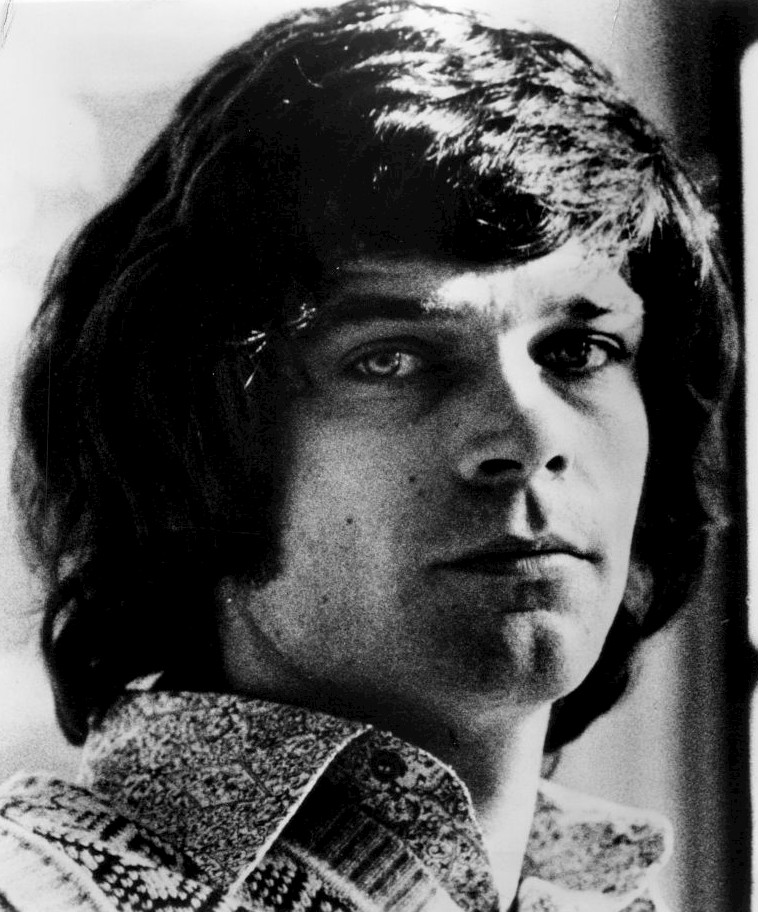
Би Джей Томас

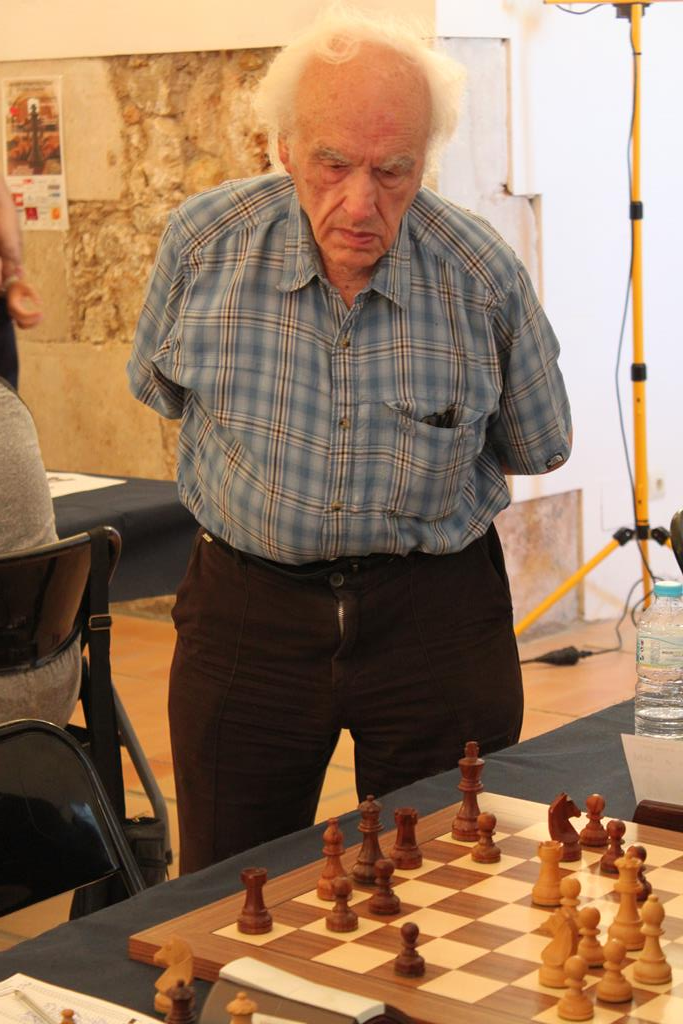
Мигель Фарре

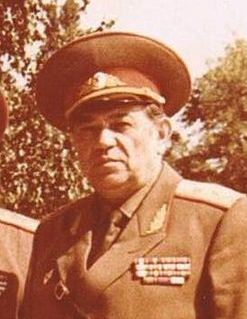
Леонид Щербаков

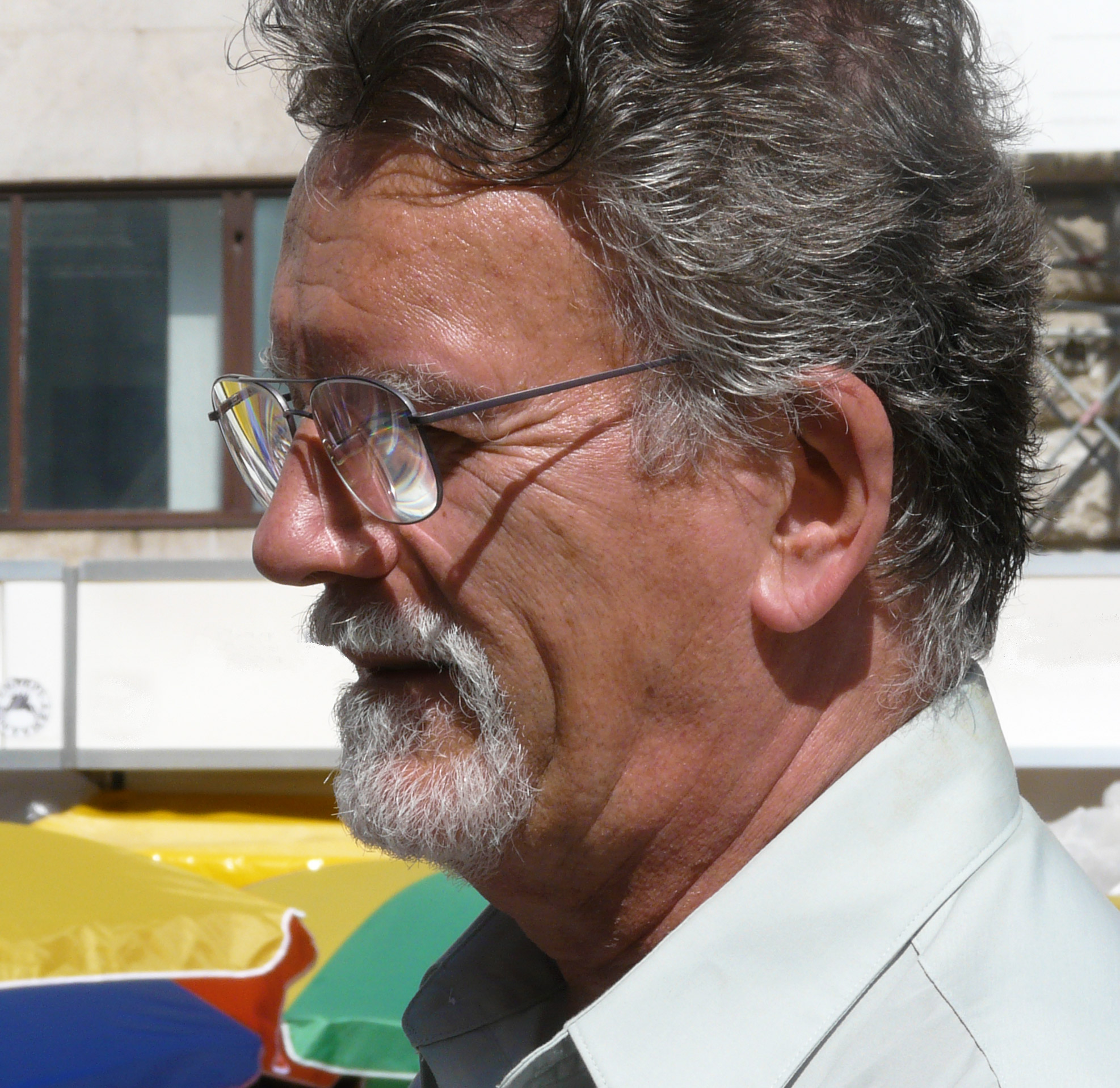
Марцель Янкович

- Итон, Марк (64) — американский баскетболист, выступавший за клуб Национальной баскетбольной ассоциации «Юта Джаз» (1982—1994)[35].
- Каповилла, Морис (85) — бразильский кинорежиссёр[36].
- Караван, Дани (90) — израильский скульптор[37].
- Клокова, Галина Сергеевна (80) — российский художник-реставратор, профессор кафедры реставрации ПСТГУ, заслуженный работник культуры Российской Федерации[38].
- Кочкин, Геннадий Владимирович (86) — советский и российский военачальник, заместитель начальника Гражданской обороны СССР / России (1989—1992), генерал-полковник (1989)[39].
- Лара, Джо (58) — американский актёр и музыкант; авиакатастрофа[40].
- Луизи, Лучано (97) — итальянский писатель и журналист[41].
- Маклауд, Гэвин (90) — американский киноактёр[42].
- Мауренсиг, Паоло (78) — итальянский писатель[43].
- Остоич, Любица (76) — боснийская писательница[44].
- Сидорук, Аркадий Фёдорович (82) — советский и украинский журналист-международник и политолог, корреспондент ТАСС в США[45].
- Сим, Корнелиус (69) — кардинал Римско-католической церкви, Апостольский викарий Брунея (с 2004 года)[46].
- Томас, Би Джей (78) — американский певец[47].
- Фарре, Мигель (85) — испанский шахматист, пианист и музыкальный педагог[48].
- Щербаков, Леонид Иванович (84) — советский военачальник, генерал-лейтенант в отставке, Герой Российской Федерации (1996)[49].
- Эрасо, Адольфо (86) — испанский химик, геолог и спелеолог[50].
- Янкович, Марцель (79) — венгерский кинорежиссёр-мультипликатор, сценарист и кинопродюсер[51].

## 28 мая

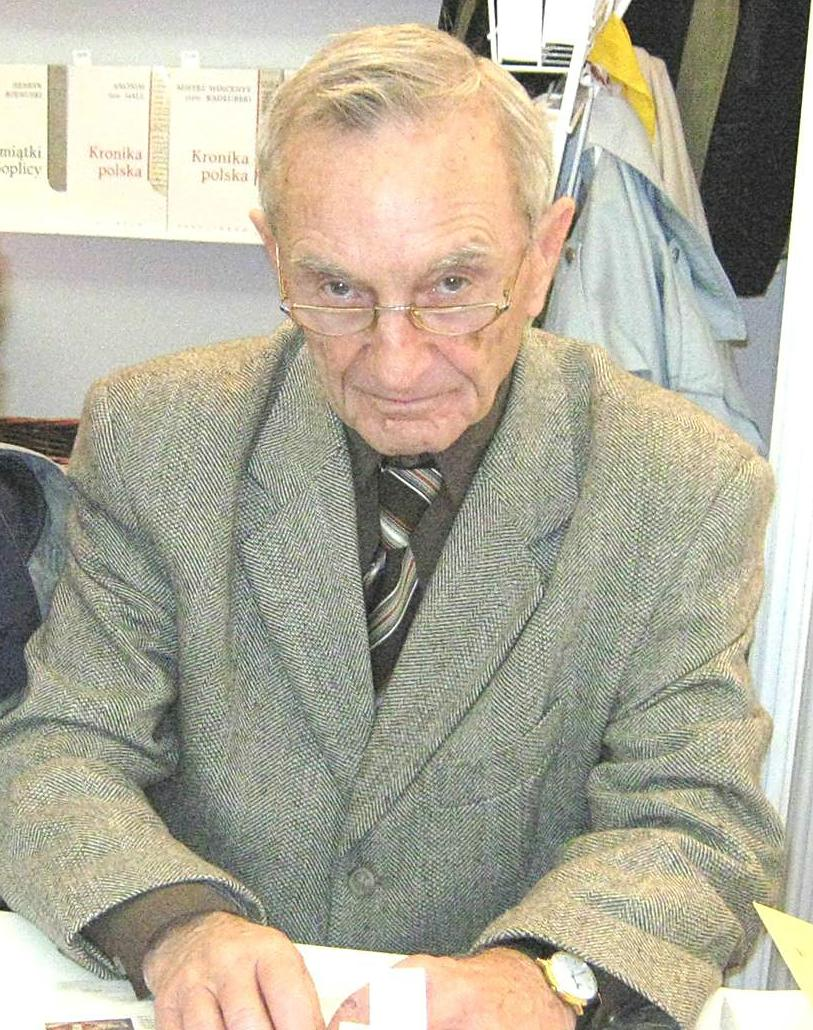
Хенрик Самсонович

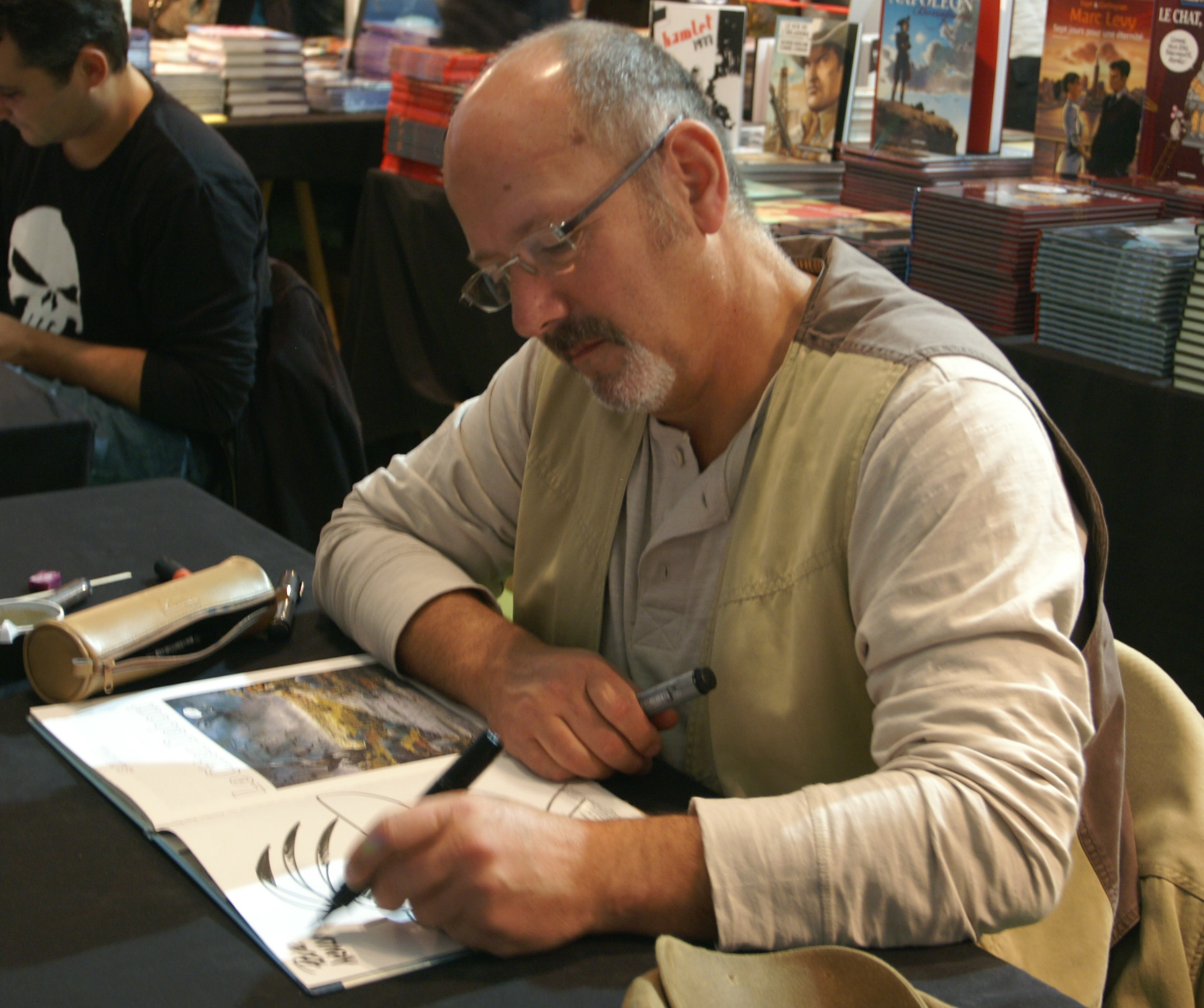
Бенуа Сокаль

- Абдуллаева, Зохра Абдулла кызы (68) — азербайджанская певица, заслуженная артистка Азербайджана (2007)[52].
- Болотовский, Борис Михайлович (92) — советский и российский физик, доктор физико-математических наук (1955), сотрудник ФИАН (с 1951 года)[53].
- Варицкий, Игорь Евгеньевич (59) — украинский шахматист и тренер, мастер спорта международного класса[54].
- Гвоздь, Виктор Иванович (62) — украинский деятель разведывательных структур, председатель Службы внешней разведки Украины (2014—2016), генерал-лейтенант[55].
- Жамойда, Александр Иванович (99) — советский и российский геолог, член-корреспондент РАН (1991; член-корреспондент АН СССР с 1987)[56].
- Ирина-Коган, Вероника Рафаиловна (74) — создатель (1991) и ректор (1991—2013) «Государственной классической академии имени Маймонида», доктор философских наук, профессор[57].
- Латино, Джозеф Нунцио (83) — американский католический прелат, епископ Джексона (2003—2013)[58].
- Маршик, Богуслав (83) — чешский оперный певец (бас)[59].
- Очоа, Хуан Мануэль (63) — перуанский киноактёр[60].
- Рушанский, Михаил Яковлевич (85) — советский и российский боксёр и тренер, призёр чемпионатов СССР и Вооружённых Сил СССР в легчайшем весе[61].
- Самсонович, Хенрик (91) — польский историк-медиевист, действительный член Польской академии наук (2002), министр национального образования Польши (1989—1991)[62].
- Сердюк, Владимир Павлович (70) — российский деятель культуры, почётный член Российской академии художеств (2015)[63].
- Сокаль, Бенуа (66) — бельгийский художник комиксов и автор ряда компьютерных игр, наиболее известный как создатель приключенческой компьютерной игры Syberia[64].
- Ступак, Иван Иванович[укр.] (61) — украинский политический деятель, депутат Верховной Рады Украины[65].
- Трызно, Януш (73) — польский художник[66].
- Целищев, Геннадий Дмитриевич (92) — советский и российский художник-иллюстратор[67].
- Эген, Маркус (93) — немецкий хоккеист и тренер, серебряный призёр чемпионата мира в Швейцарии (1953)[68].

## 27 мая

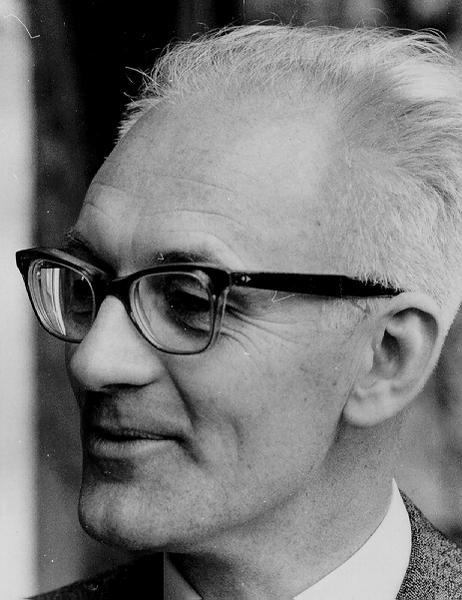
Корнелис де Ягер

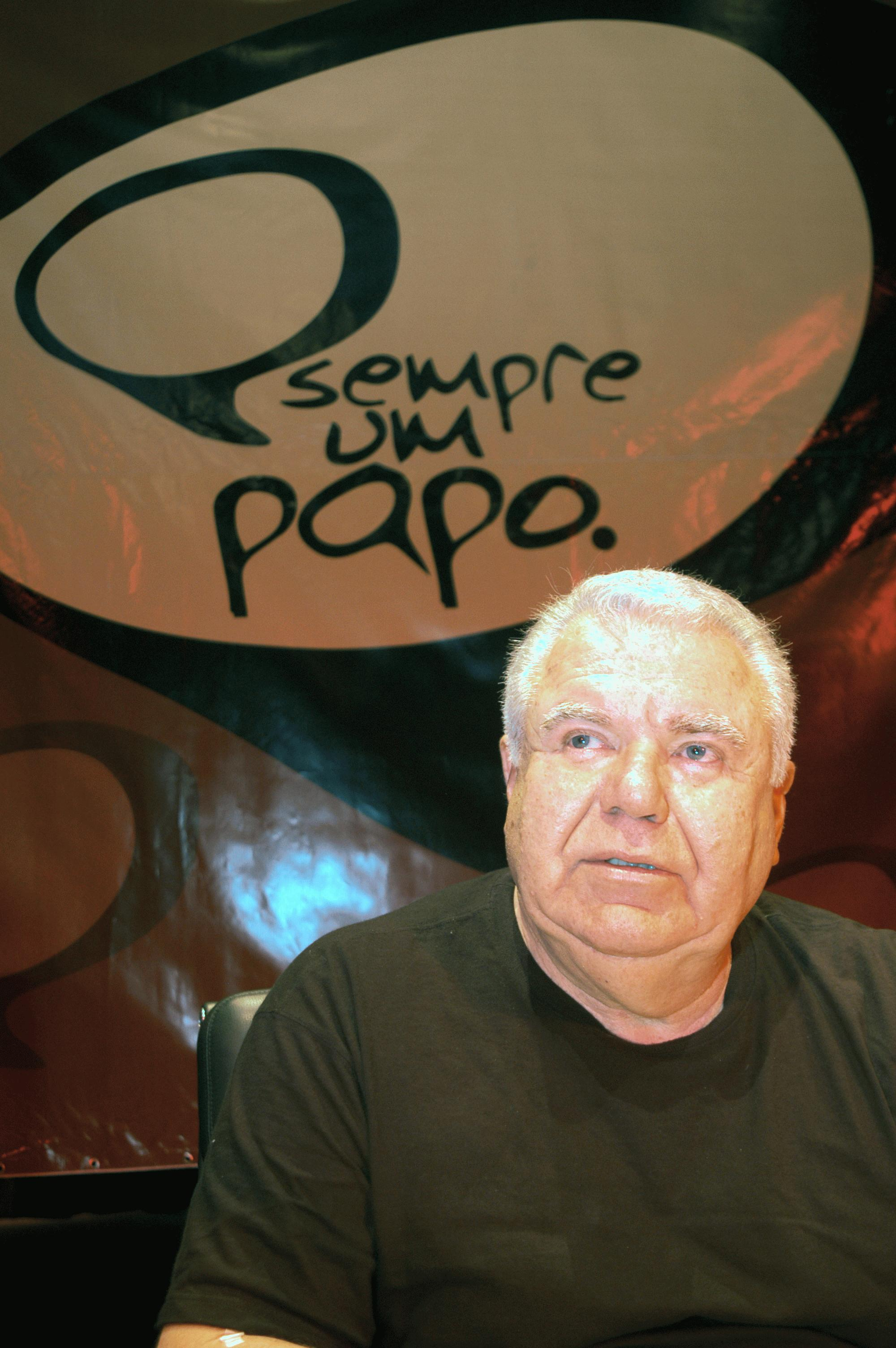
Жайме Лернер

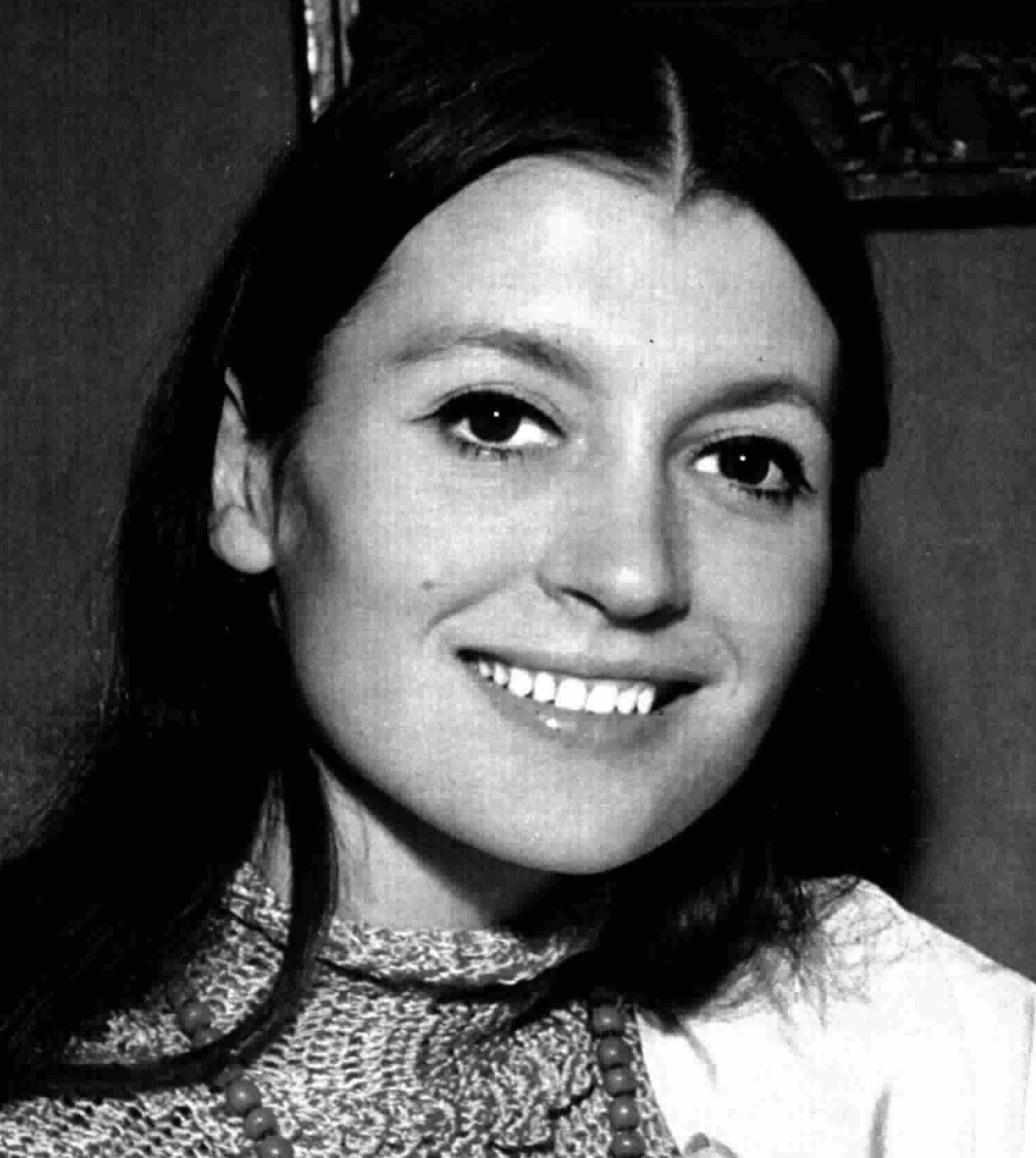
Карла Фраччи

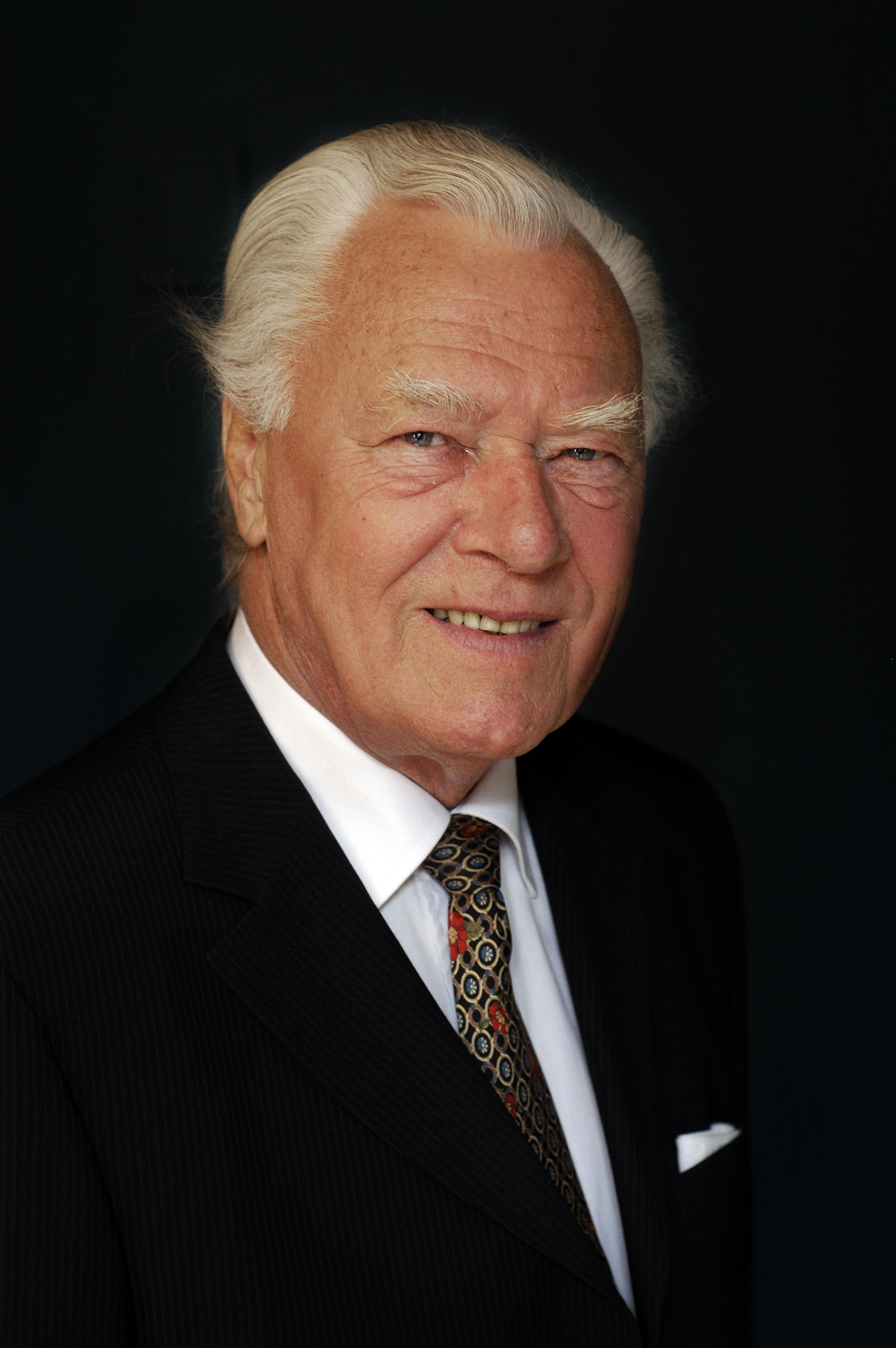
Поуль Шлютер

- Батлер, Дэвид (61) — южноафриканский киноактёр[69].
- Бехтиев, Виктор Михайлович (67) — учредитель и президент «Благотворительного фонда имени П. М. Третьякова»[70][71].
- Бочаров, Владимир Владимирович (81) — советский и российский финансист, доктор экономических наук (1986), профессор кафедры финансов СПбГЭУ, заслуженный деятель науки Российской Федерации (2007)[72].
- Брайант, Шейн (74) — британский актёр[73].
- Вариско, Серхио (60) — аргентинский политик[74].
- Де Ягер, Корнелис (100) — нидерландский астроном, член Королевской академии наук и искусств Нидерландов (1969)[75].
- Джанашия, Марина (71) — советская и грузинская актриса[76].
- Камбурова, Лорина (30) — болгарская актриса и певица[77].
- Кхосла, Шантирай (50) — индийский композитор[78].
- Леонов, Пётр Михайлович (70) — российский деятель культуры[79].
- Лернер, Жайме (83) — бразильский архитектор и государственный деятель, губернатор Параны (1995—2002), президент Международного союза архитекторов (2002—2005)[80].
- Макколи, Робби (78) — американская актриса и сценарист[81].
- Мамасалиев, Алишер Тургунбаевич (48) — киргизский государственный деятель, депутат Жогорку Кенеша (2007—2010)[82].
- Маремуков, Хусен Билялович (73) — советский и российский кабардинский певец[83].
- Мирас Португаль, Мария Тереса (73) — испанский биохимик, президент Королевской академии фармакологии (2007—2013)[84].
- Никитин, Владилен Валентинович (84) — советский агроном, партийный и государственный деятель, председатель Тюменского облисполкома (1976—1985), первый заместитель председателя Совета Министров СССР (1989—1990) (о смерти объявлено в этот день)[85]
- Прохорова, Виолетта Васильевна (96) — советская и британская прима-балерина[86].
- Пховели, Джарджи (77) — грузинский поэт[87].
- Райх, Франтишек (91) — чехословацкий спортсмен (академическая гребля), серебряный (1955) и бронзовый (1956) призёр чемпионатов Европы[88].
- Роландис, Никос (86) — кипрский государственный деятель, министр иностранных дел Кипра (1978—1983)[89].
- Рохас, Патрисио (88) — чилийский физик и хирург, министр обороны и внутренних дел Чили[90].
- Соктоева, Инесса Ильинична (93) — советский и российский искусствовед, заслуженный деятель искусств РСФСР (1991), почётный член РАХ (2008)[91].
- Урицкий, Андрей Наумович (60) — российский писатель, литературный критик[92].
- Фраччи, Карла (84) — итальянская балерина и актриса[93].
- Хвостова, Ксения Владимировна (86) — советский и российский историк-медиевист. Доктор исторических наук (1981), главный научный сотрудник, руководитель Центра «Проблемы исторического познания» Института всеобщей истории РАН, лауреат премии имени Н. И. Кареева (2006)[94]
- Шлютер, Поуль (92) — датский государственный деятель, премьер-министр Дании (1982—1993)[95].

## 26 мая

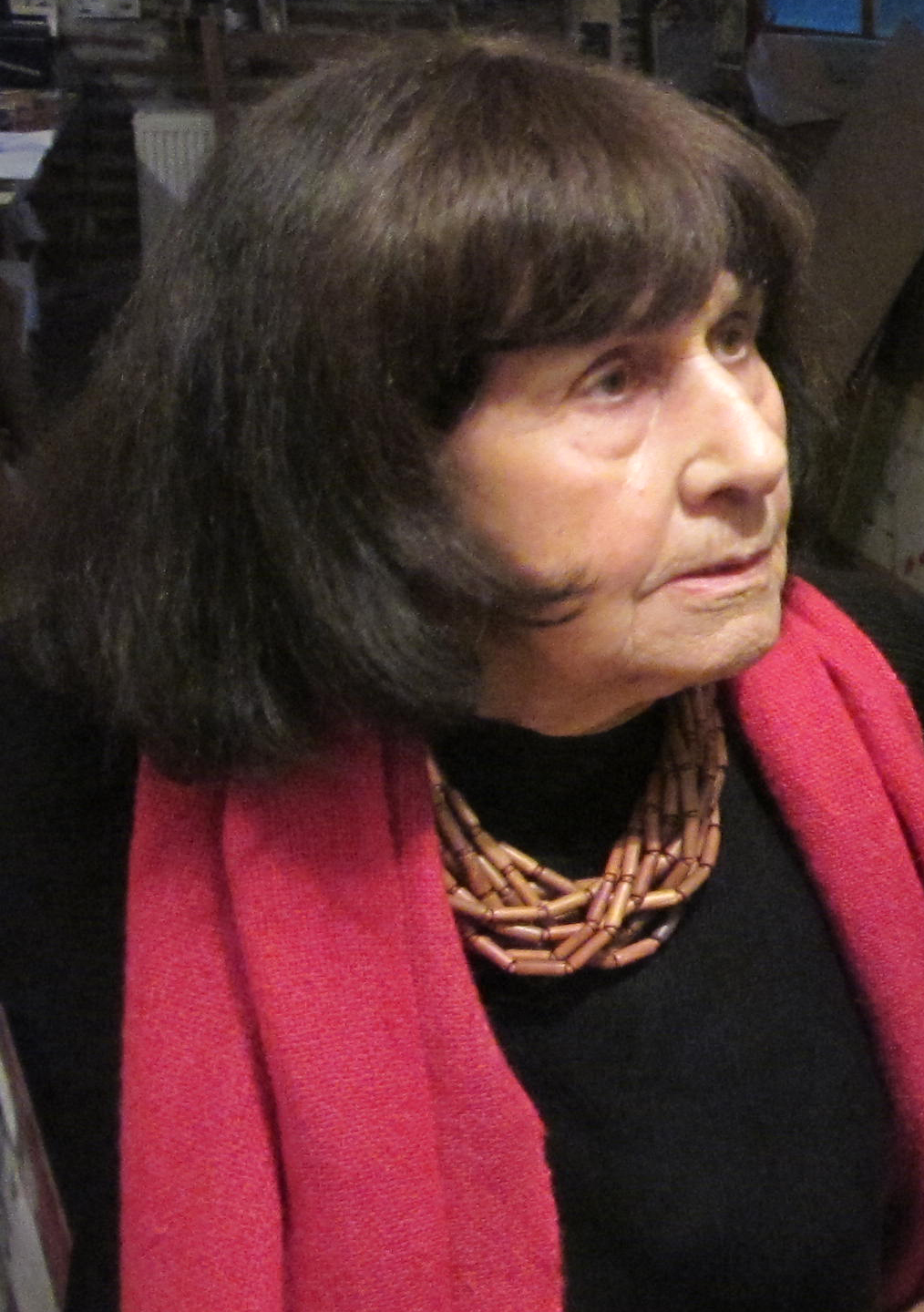
Росер Бру

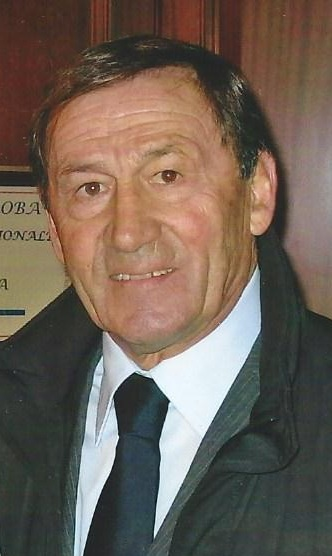
Тарчизио Бурньич

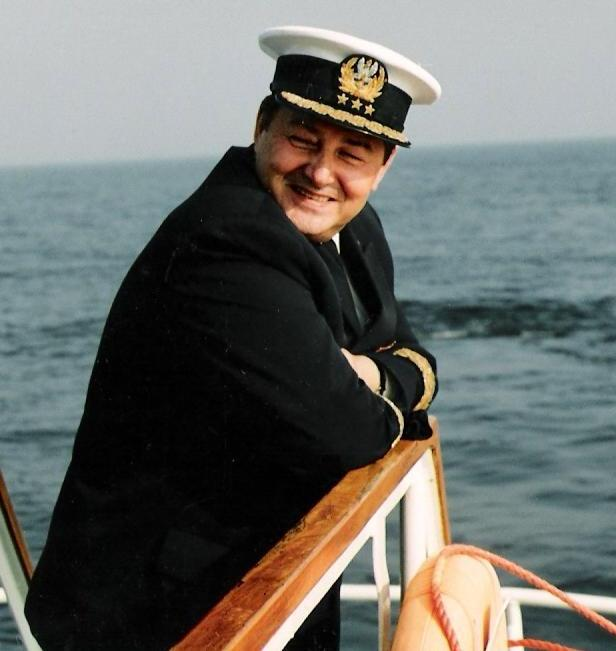
Рышард Лукасик

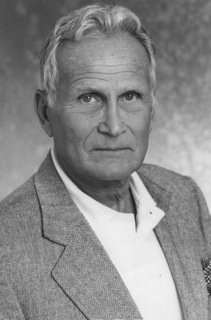
Джером Хеллман

- Амиров, Раджабмад (67) — таджикский государственный деятель, министр культуры Таджикистана (2004—2007)[96].
- Бру, Росер (98) — чилийский художник и гравёр[97].
- Бурньич, Тарчизио (82) — итальянский футболист, победитель чемпионата Европы по футболу в Италии (1968), серебряный призёр чемпионата мира по футболу в Мексике (1970)[98].
- Де Бернарди, Изабелла (57) — итальянская киноактриса[99].
- Добрев, Иван (99) — болгарский военный деятель, контр-адмирал[100].
- Доуи, Маррей (95) — канадский хоккеист, чемпион зимних Олимпийских игр в Санкт-Морице (1948)[101].
- Лукасик, Рышард (74) — польский военный и государственный деятель, командующий ВМС Польши (1996−2003), адмирал флота (2002)[102].
- Мошик, Николай Григорьевич (79) — украинский бандурист и музыкальный педагог, заслуженный деятель искусств Украины (2005)[103].
- Накипов, Дюсенбек (74) — казахстанский хореограф и писатель[104].
- Новаро, Лучана (98) — итальянская балерина[105].
- Павлюкевич, Михаил Георгиевич (72) — советский и российский художник[106].
- Ренган, Рамасундран (57) — малайзийский киноактёр[107].
- Сенаратх, Сурени (61) — шри-ланкийская киноактриса[108].
- Султанов, Ринат Ишбулдович (67) — советский и российский философ и государственный деятель, депутат Государственной думы (1995—1999) (похороны состоялись в этот день)[109].
- Ткачёв, Фёдор Васильевич (64) — российский специалист в области информационных технологий, доктор физико-математических наук, сотрудник ИЯИ РАН[110].
- Хеллман, Джером (92) — американский кинопродюсер, лауреат премии «Оскар» (1970)[111].

## 25 мая

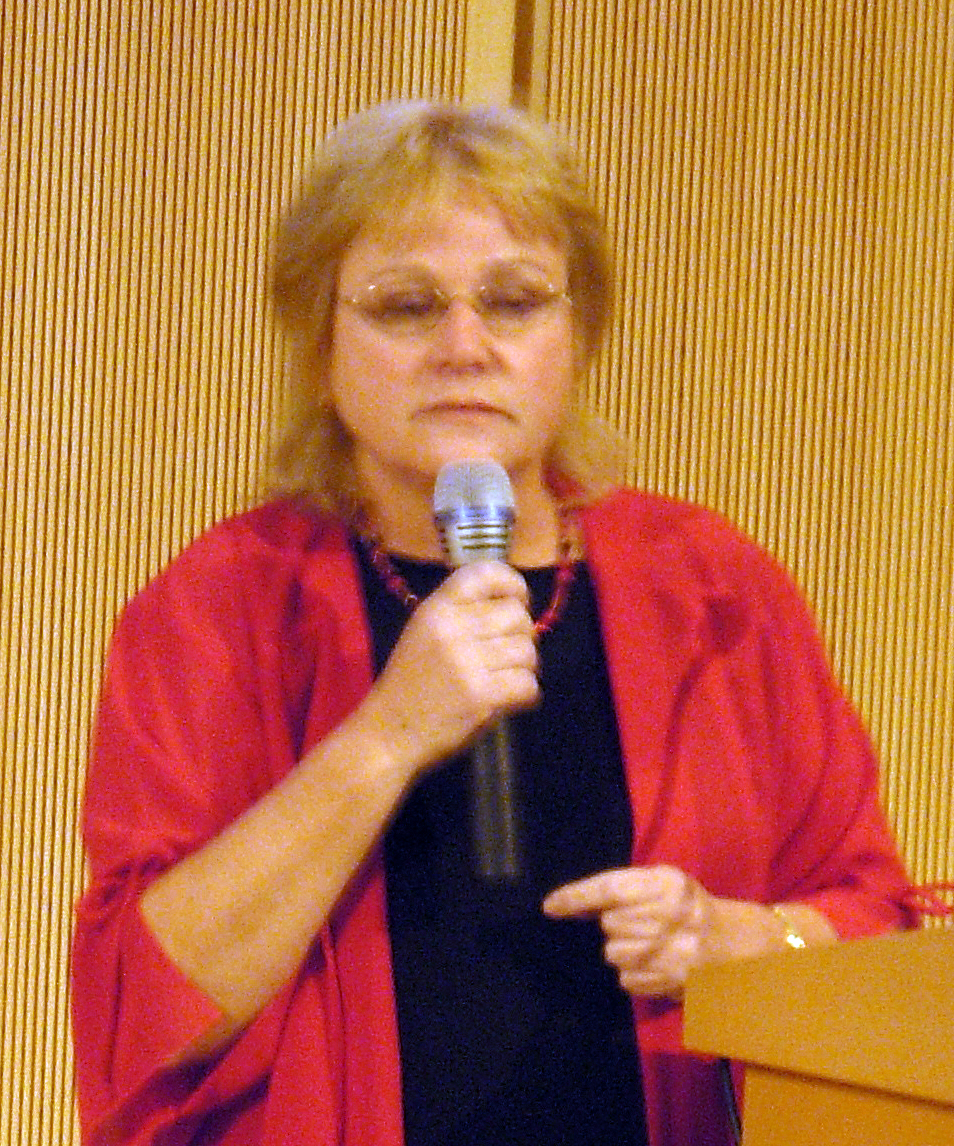
Эйлат Мазар

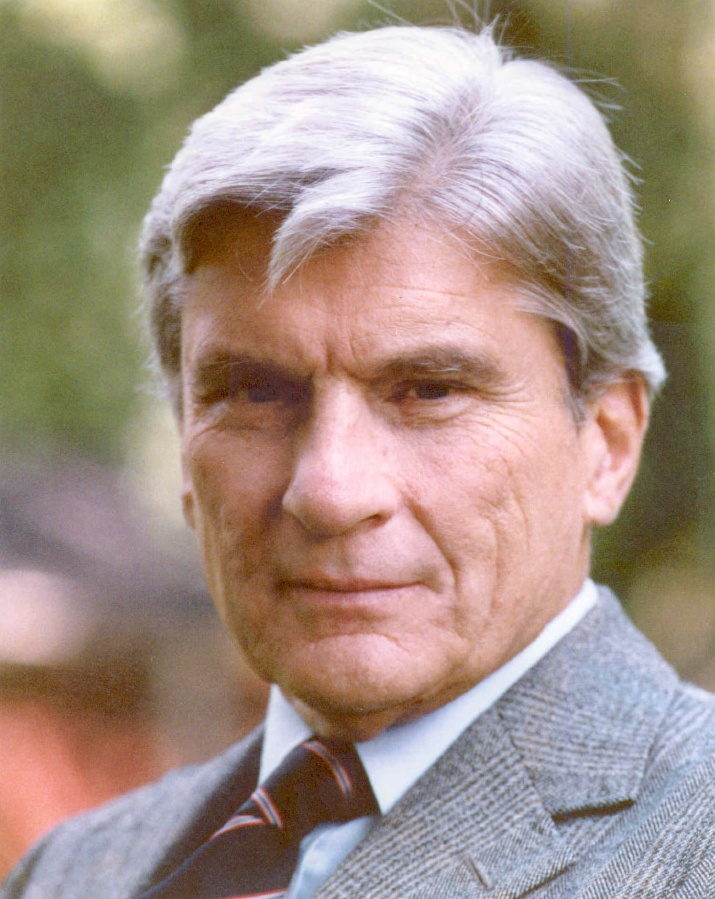
Джон Уильям Уорнер

- Гаврилюк, Ярослав Дмитриевич (69) — советский и украинский актёр театра и кино, народный артист Украины (2006)[112].
- Гоулд, Дезире (76) — американская киноактриса[113].
- Григор Бедрос XX (86) — патриарх Армянской католической церкви (с 2015 года)[114].
- Диксон, Ричард Ньюленд  (90) — британский химик, занимался научными исследованиями и применением оптической спектроскопии в химии[115].
- Заневская-Сапгир, Римма Иосифовна (90) — советская художница-нонконформистка, член Лианозовской группы[116].
- Иванова, Татьяна (73) — советская и российская актриса и певица, солистка Ивановского музыкального театра[117].
- Килгас, Тыну (66) — эстонский оперный певец (баритон) и киноактёр[118].
- Колесник, Прокоп (63) — украинский и словацкий художник[119].
- Мазар, Эйлат (64) — израильский археолог[120].
- Уорнер, Джон Уильям (94) — американский государственный деятель, министр военно-морских сил США (1972—1974), сенатор от штата Виргиния (1979—2009)[121].
- Хрячков, Валерий Васильевич (80) — советский и российский хирург, доктор медицинских наук (1978), профессор (1980), заслуженный врач Российской Федерации (2002), заслуженный деятель науки Российской Федерации (2009)[122].
- Худиев, Низами Манаф оглы (72) — азербайджанский учёный и государственный деятель, доктор филологических наук, ректор АГПУ (1994—1996), председатель ЗАО «Азербайджанское телевидение и радиовещание» (2005—2006), депутат Милли меджлиса (1995—2010)[123].
- Чавес, Хосе Мелитон (63) — аргентинский католический прелат, епископ Аньятуи (с 2015 года)[124].
- Эльприн, Анна (100) — американская балерина и хореограф[125].

## 24 мая
- Алвеш Араужу, Лурдеш (63) — политическая деятельница Восточного Тимора, феминистка, депутат парламента Восточного Тимора[126].
- Бергманн, Фритьоф (90) — американский философ и антрополог[127].
- Бот, Жанна (116) — французская долгожительница[128].
- Гири, Банира[непальск.] (75) — непальская поэтесса[129].
- Добринеску, Корин (53) — румынский эстрадный певец; ДТП[130].
- Миндиашвили, Дмитрий Георгиевич (87) — советский и российский тренер по вольной борьбе, заслуженный тренер СССР (1972), академик РАО (2011), Герой Труда Российской Федерации (2020)[131].
- Райт, Сэмюэл Э. (73) — американский актёр[132].
- Сираджи, Хабибулла (72) — бангладешский поэт, директор академии бенгальского языка при правительстве Бангладеш (Bangla Academy)[133].
- Талалаева, Любовь Андреевна (68) — советская спортсменка (академическая гребля), серебряный призёр летних Олимпийских игр в Монреале (1976), заслуженный мастер спорта[134].

## 23 мая

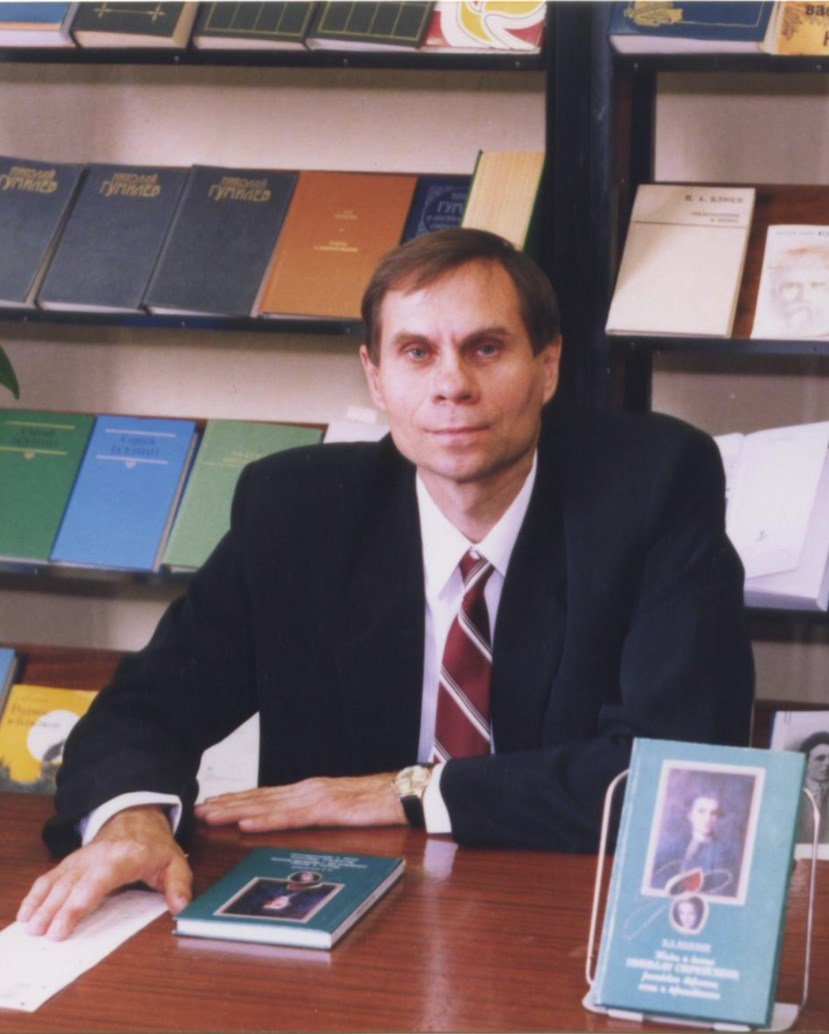
Николай Васильев

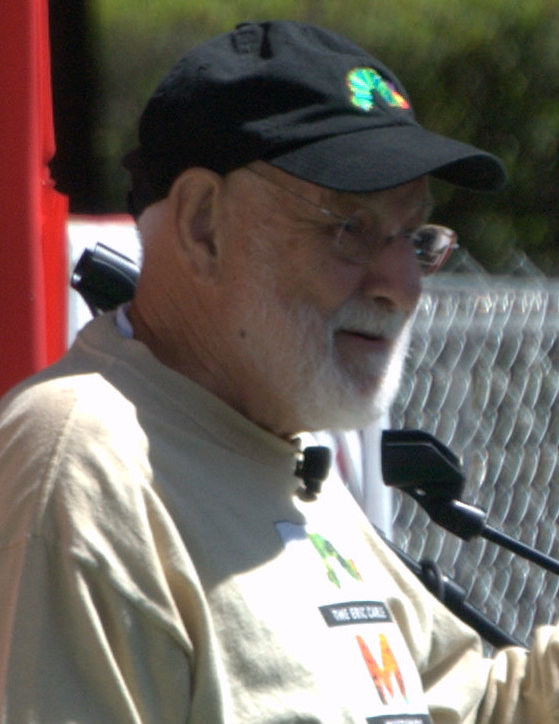
Эрик Карл

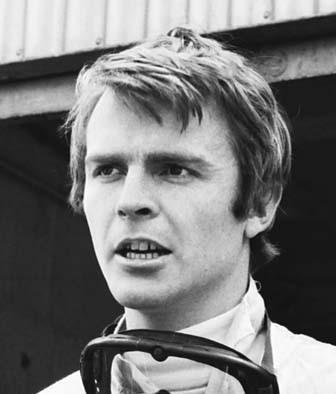
Макс Мосли

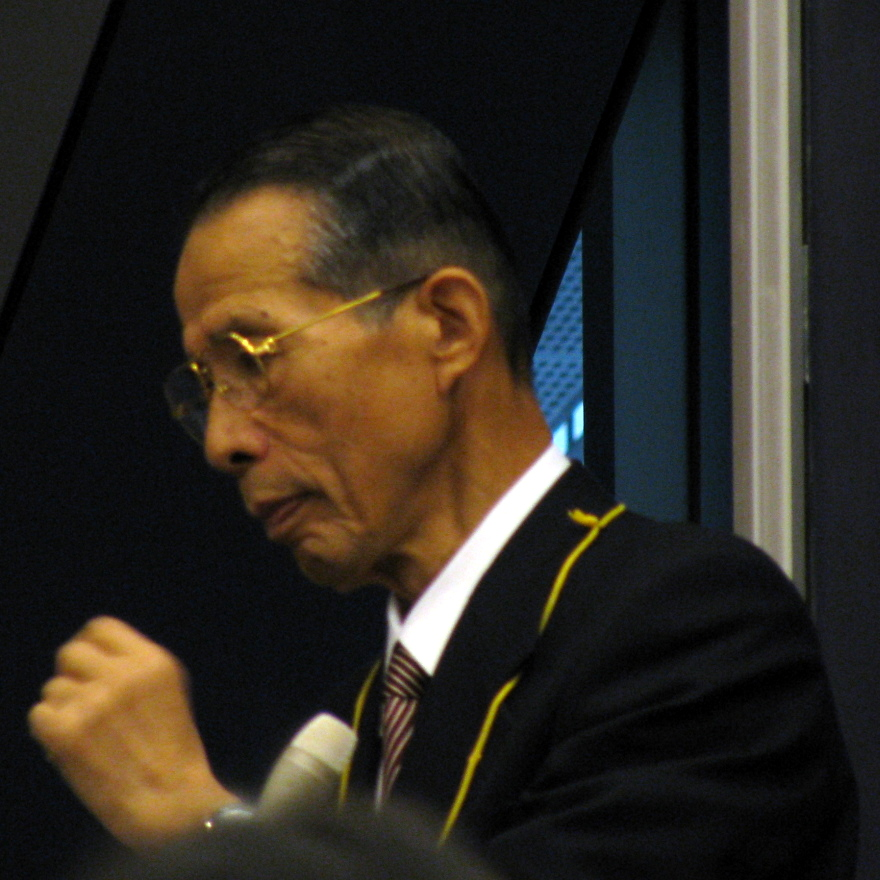
Нагоа Макото

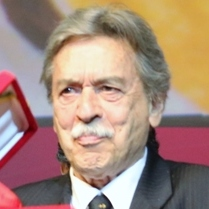
Паулу Мендес да Роша

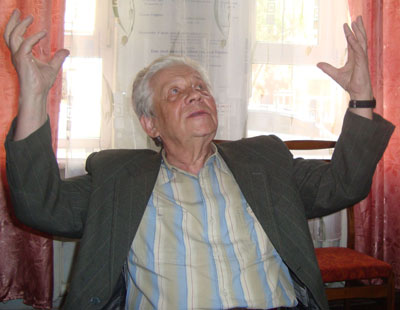
Александр Рудянский

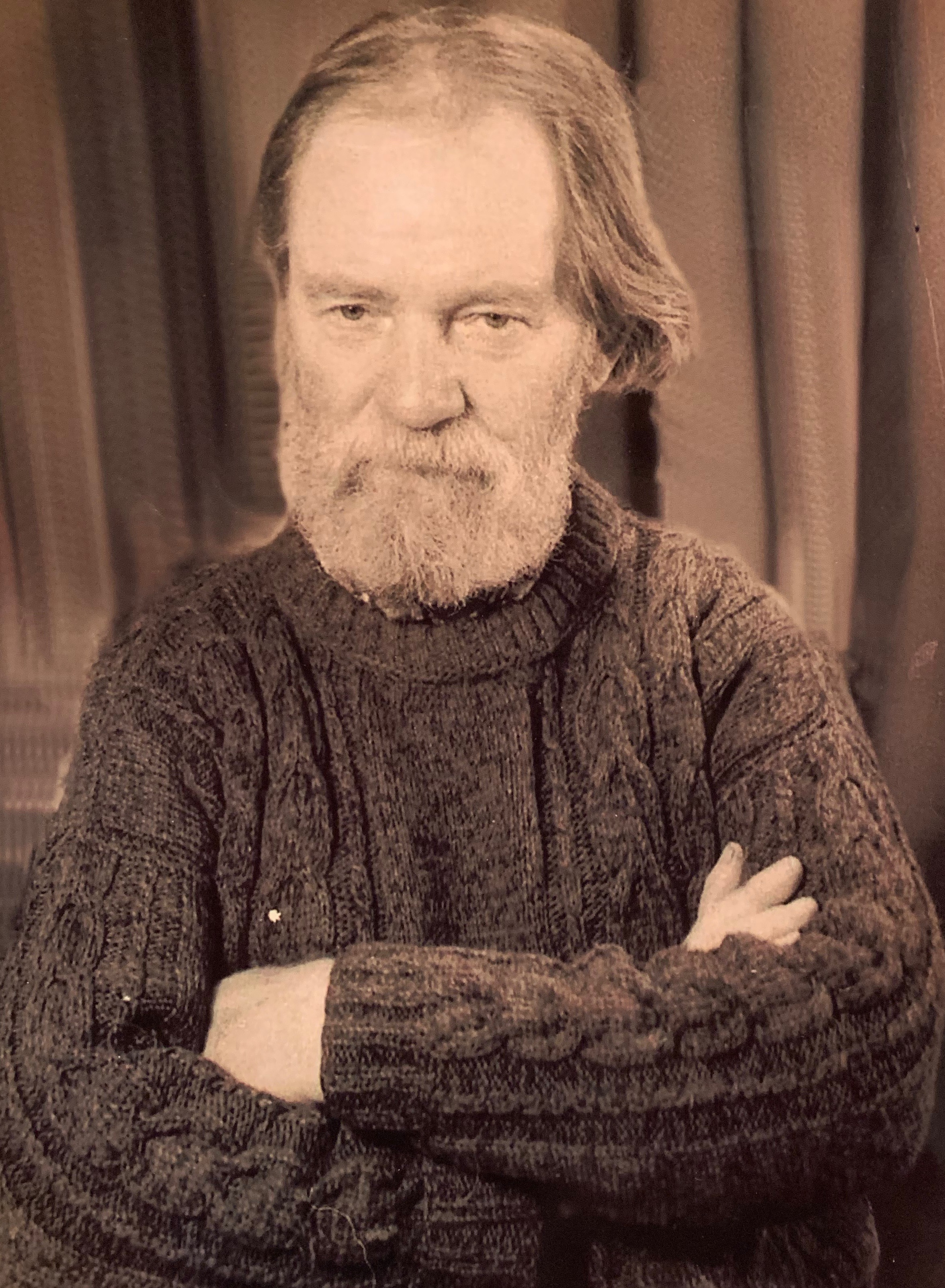
Александр Соловьёв

- Агусто Брионес, Хосе Иван (60) — эквадорский политический деятель, министр окружающей среды и невозобновляемых материальных ресурсов; самоубийство[135].
- Альфтер, Кристобаль (91) — испанский композитор и дирижёр[136].
- Васильев, Николай Леонидович (65) — российский филолог, языковед, литературовед, доктор филологических наук (1994), профессор Мордовского университета (1996)[137].
- Дохан аль-Хасан, Малик (101) — иракский политический деятель, министр юстиции Ирака (2004—2005)[138].
- Зорина, Наталья Александровна (74) — советская киноактриса и модель[139].
- Карл, Эрик (91) — американский писатель и художник-иллюстратор[140].
- Козенкова, Валентина Ивановна (89) — советский и российский историк-археолог, ведущий научный сотрудник отдела скифо-сарматской археологии Института археологии РАН, доктор исторических наук[141].
- Людеман, Герд (74) — немецкий богослов[142].
- Маглиев, Айрат Рафаэлевич (56) — российский скульптор[143].
- Макото Нагао (84) — японский учёный по компьютерным наукам[144].
- Мендес да Роша, Паулу (92) — бразильский архитектор, лауреат Притцкеровской премии (2006)[145].
- Местири, Ахмед (95) — тунисский политический деятель, министр обороны, внутренних дел и юстиции Туниса[146].
- Мосли, Макс (81) — британский автогонщик и спортивный функционер, президент Международной автомобильной федерации в 1993—2009 гг.; самоубийство[147][148].
- Райнов, Юрий Анатольевич (89) — советский и российский ученый в области микро- и наноэлектроники. Лауреат Государственной премии Российской Федерации в области науки и техники (2001) [источник не указан 1520 дней].
- Рудянский, Александр Николаевич (85) — украинский композитор, заслуженный деятель искусств Украины (1993)[149].
- Соловьёв, Александр Александрович (94) — советский и белорусский художник, заслуженный деятель искусств Белорусской ССР (1982)[150].
- Стасенко, Геннадий Семёнович (81) — советский и российский актёр театра, заслуженный артист РСФСР (1990)[151].
- Хилл, Рон (82) — британский легкоатлет (марафон), победитель чемпионата Европы в Афинах (1969)[152].
- Шацкая, Нина Сергеевна (81) — советская и российская актриса театра и кино, заслуженная артистка Российской Федерации (2008)[153].

## 22 мая

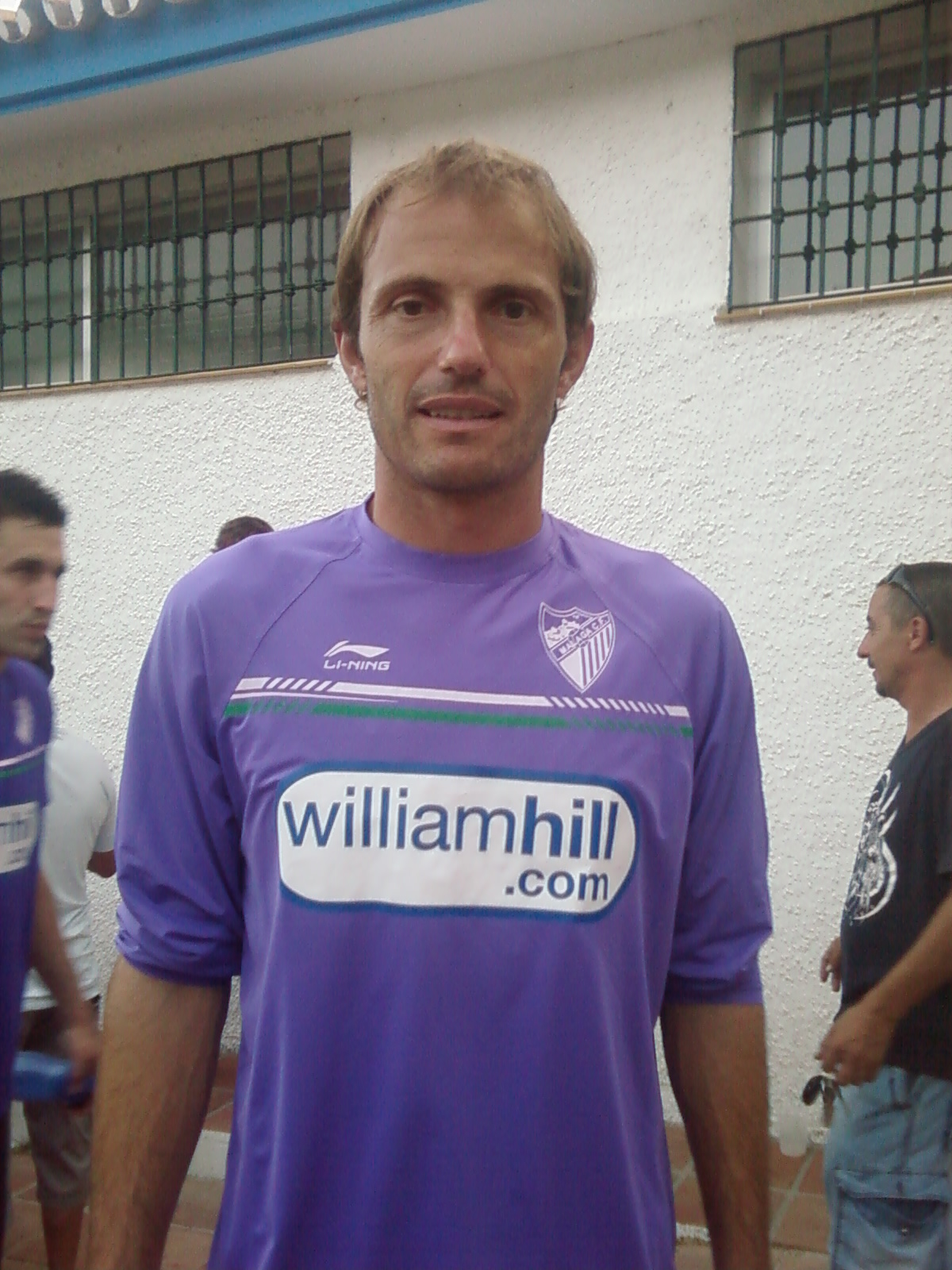
Франсеск Арнау

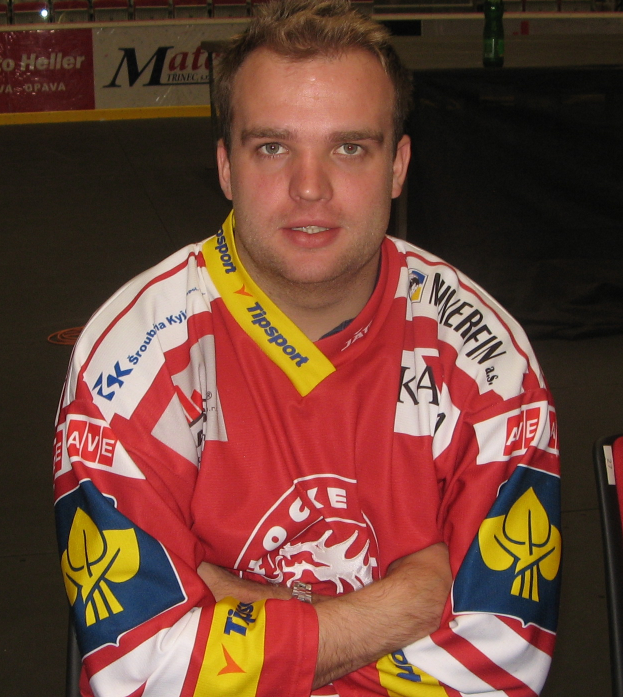
Марек Трончински

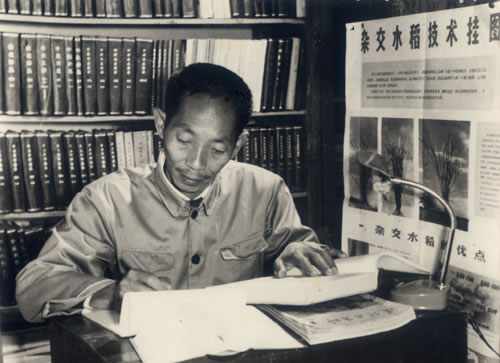
Юань Лунпин

- Агваде-и-Клос, Жорди (95 или 96) — испанский каталонский художник-керамист[154].
- Арнау, Франсеск (45) — испанский футболист[155].
- Багдонас, Эдминас (57) — литовский дипломат, посол в Белоруссии (2007—2012), в Израиле (2014—2019) и в Объединённых Арабских Эмиратах (с 2019)[156].
- Ерусалимский, Евгений Львович (76) — российский кинолог, президент Российской кинологической федерации (1991—2000)[157].
- Заварухин, Николай Михайлович (77) — советский и российский хоккеист и тренер[158].
- Кенетаев, Мельс Оралбекович (75) — советский футболист и тренер[159].
- Ларраньяга, Хорхе (64) — уругвайский политический деятель, член Сената, министр внутренних дел Уругвая[160].
- Малов, Владимир Игоревич (74) — русский писатель-фантаст и журналист[161].
- Оберландер, Корнелия (99) — канадский ландшафтный архитектор[162].
- Рейтмайер, Петер (67) — словацкий лыжник и тренер[163].
- Трончински, Марек (32) — чешский хоккеист, защитник[164].
- У Мэнчао (98) — китайский хирург, член Китайской академии наук (1991)[165].
- Чекки, Анна-Мария (Лалла Чекки) (76) — итальянская пловчиха, участница летних Олимпийских игр 1960 года в Риме и 1964 года в Токио[166].
- Шиклова, Иржина (85) — чешский социолог, гендерная исследовательница, подписант Хартии 77[167].
- Шикора, Павол (69) — словацкий спортсмен по спортивной ходьбе, участник летних Олимпийских игр 1988 года в Сеуле[168].
- Юань Лунпин (90) — китайский агроном, действительный член Китайской академии инженерных наук (1995)[169].

## 21 мая

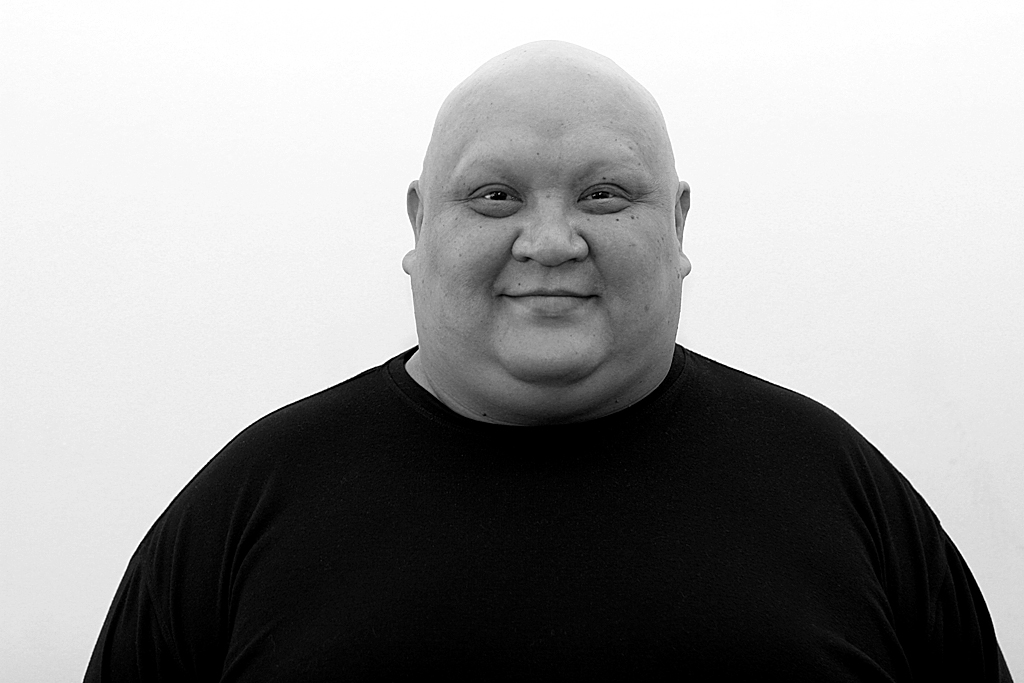
Фархат Абдраимов

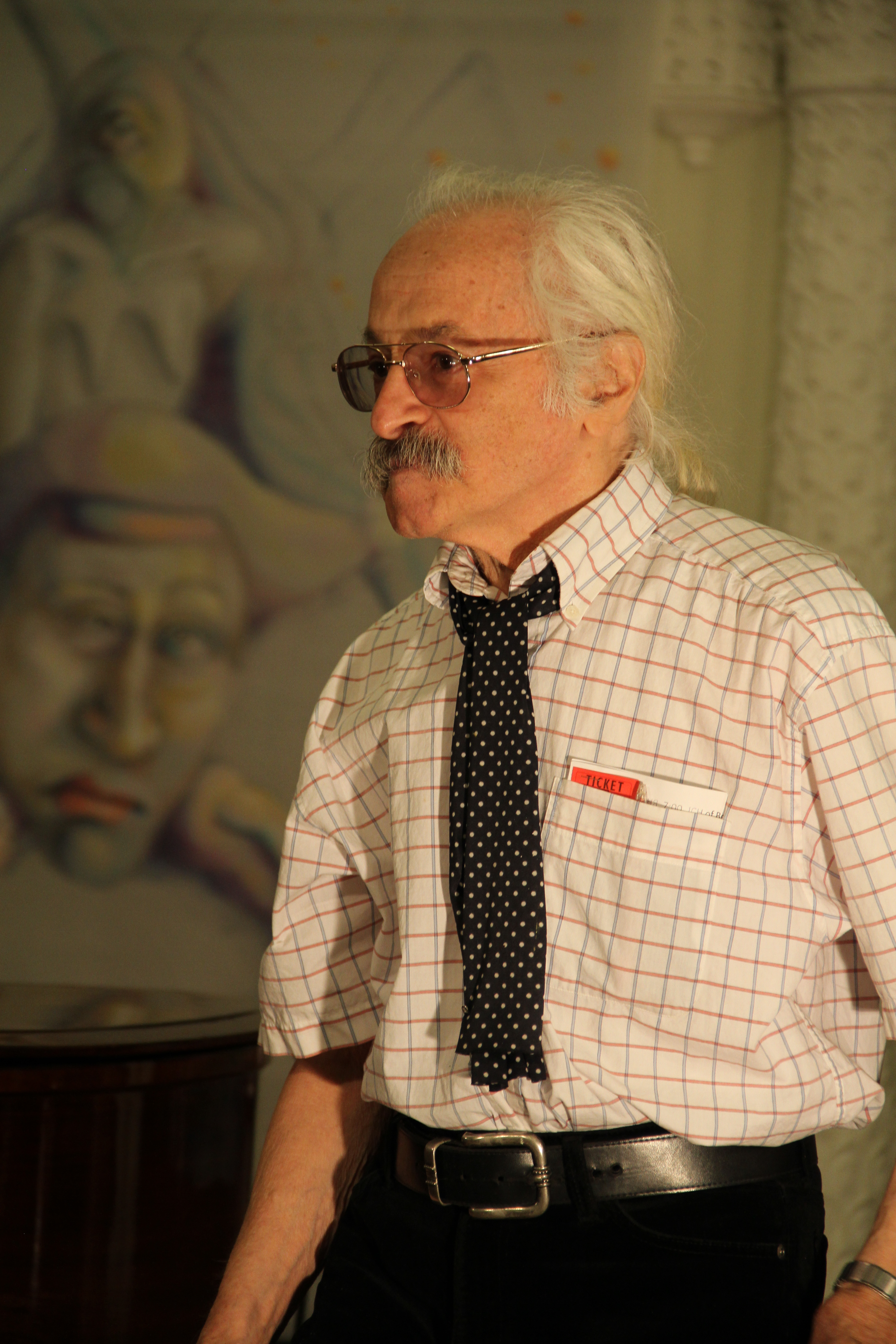
Самуил Каплан

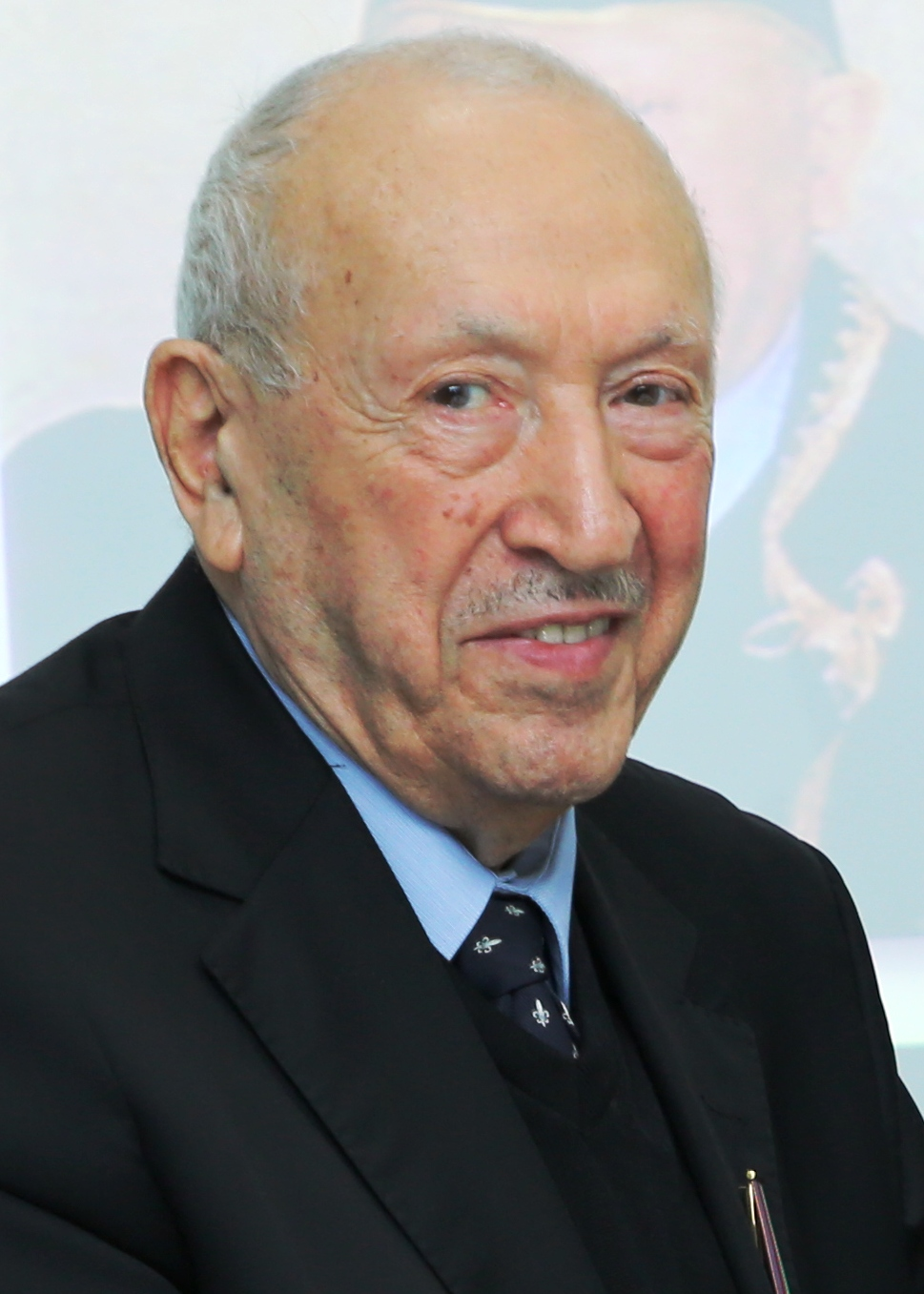
Таир Салахов

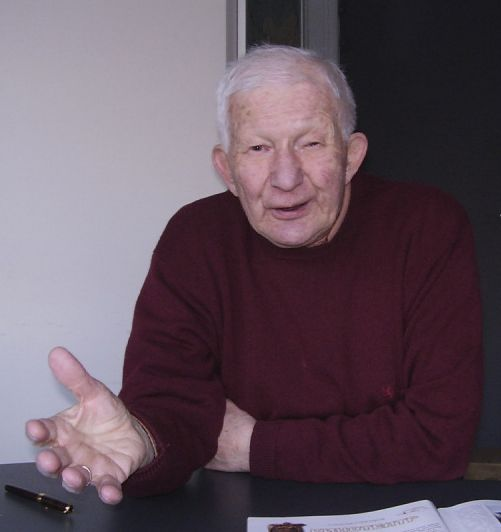
Александр Шипков

- Абдраимов, Фархат Нурсултанович (55) — казахский актёр[170].
- Ашурок, Витольд Михайлович (50) — белорусский общественно-политический активист[171].
- Исаков, Николай Алексеевич (74) — государственный деятель, член Совета Федерации[172].
- Каплан, Самуил Соломонович (92) — советский и американский художник и график[173].
- Коорт, Хейкки (66) — эстонский киноактёр, спортсмен и дипломат[174].
- Куржавский, Виктор Алексеевич (81) — советский и российский хоровой дирижёр, заслуженный работник культуры РСФСР (1991), заслуженный деятель искусств Российской Федерации (2006)[175].
- Мазумдар, Шакти (89) — индийский боксёр, участник летних Олимпийских игр 1952 года в Хельсинки[176].
- Нойендорф, Дитер (81) — восточногерманский спортсмен (прыжки с трамплина на лыжах), серебряный призёр чемпионата мира в Осло (1966)[177].
- Патил, Бабагуда (76) — индийский политический деятель, министр окружающей среды Индии[178].
- Салахов, Таир Теймур оглы (92) — советский, азербайджанский и российский живописец и театральный художник, народный художник СССР (1973), академик АХ СССР / РАХ (1975), Герой Социалистического Труда (1989)[179].
- Шипков, Александр Иванович (85) — советский и российский архитектор, главный архитектор Министерства строительства в северных и западных районах СССР (1987—1991), заслуженный архитектор РСФСР[180].
- Штур, Светозар (70) — словацкий композитор и дирижёр[181].

## 20 мая

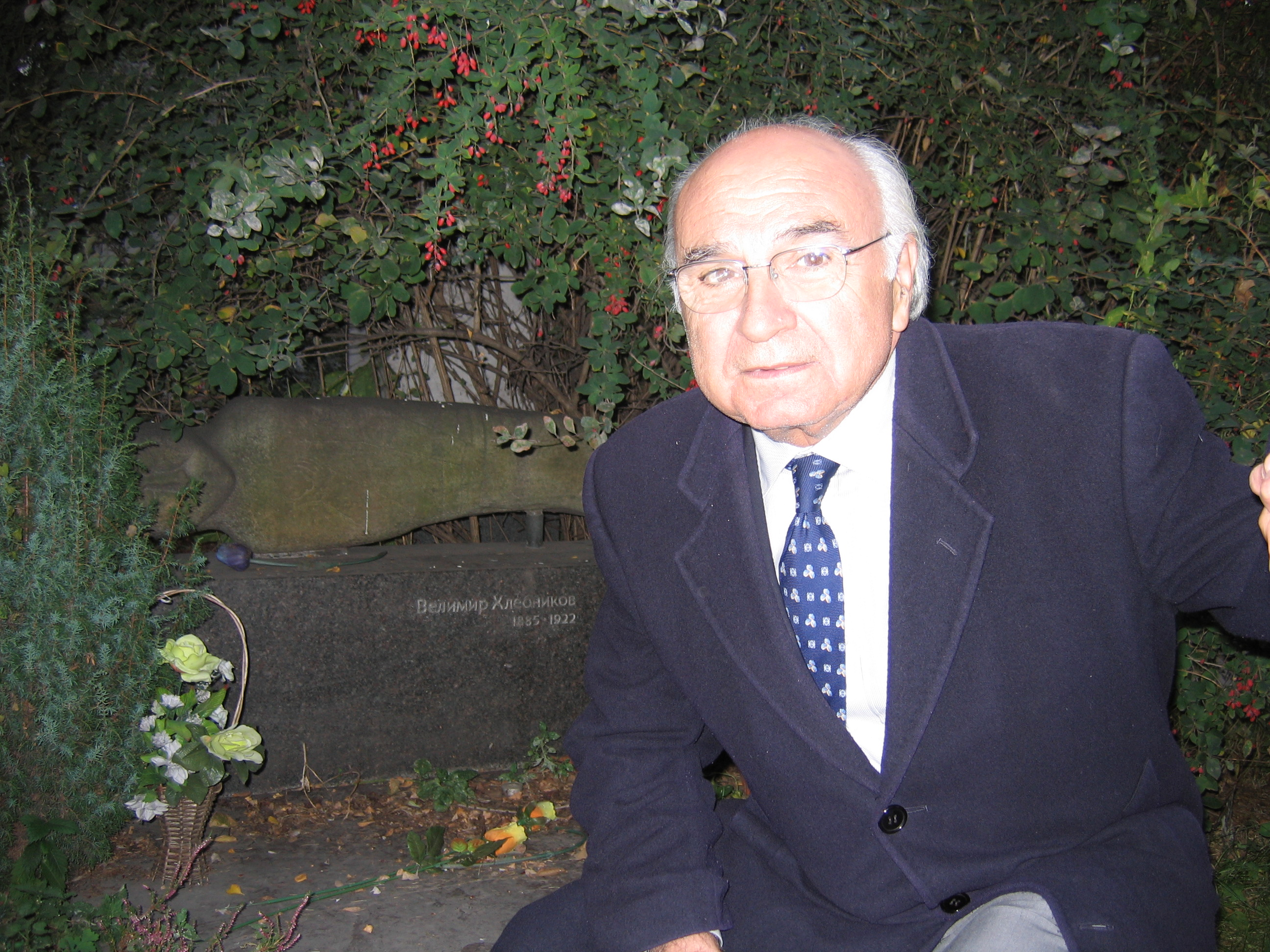
Франсиско Бринес

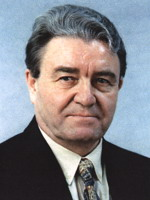
Геннадий Игумнов

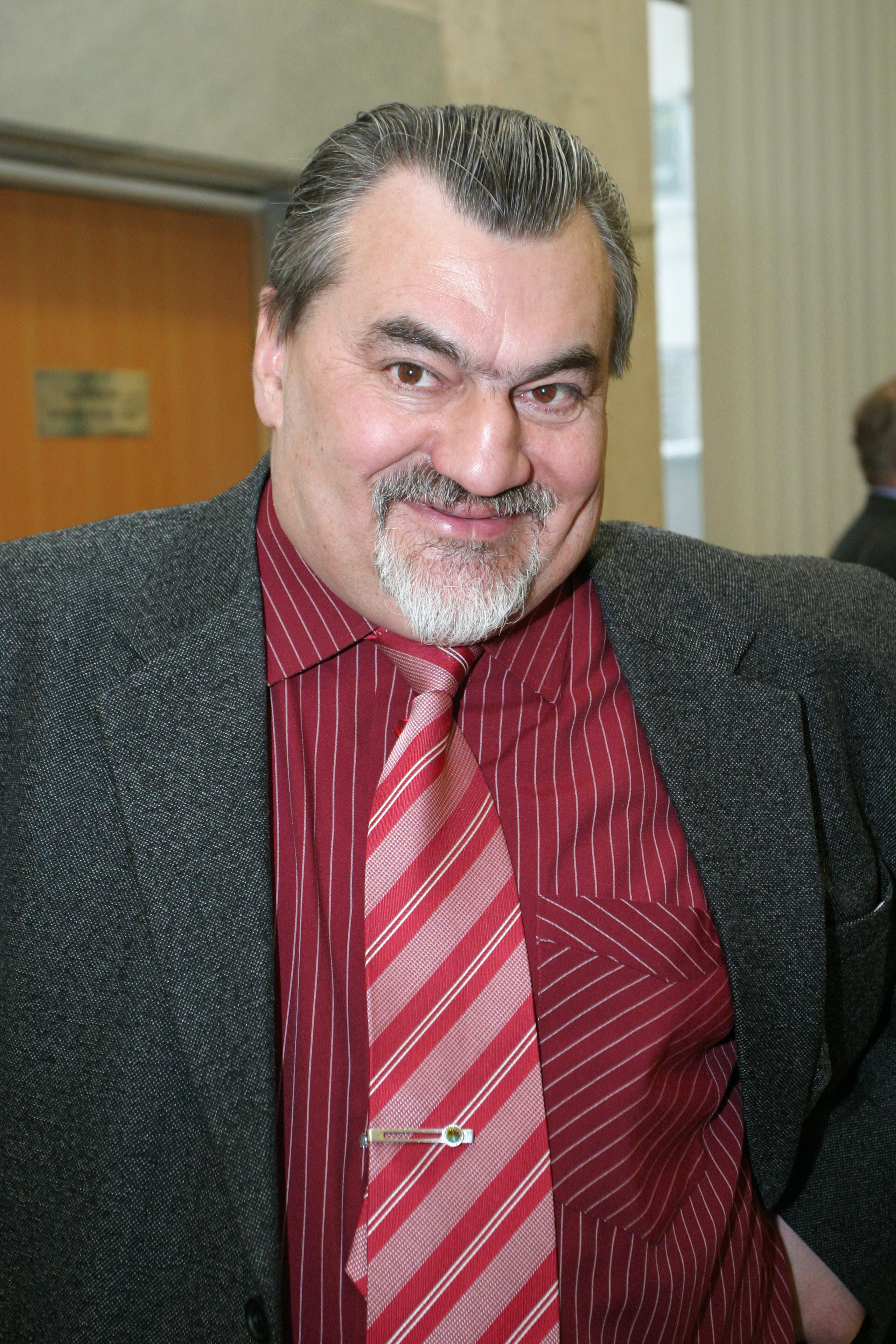
Игорь Стулин

- Бейль-Леспито, Жан (92) — французский баскетбольный функционер, президент Федерации баскетбола Франции[182].
- Бринес, Франсиско (92) — испанский поэт, член Королевской академии испанского языка (2001)[183].
- Вахитова, Альфинур Зариповна (89) — советская, российская башкирская поэтесса и журналист[184].
- Дикисяну, Ион (87) — румынский киноактёр[185].
- Игумнов, Геннадий Вячеславович (84) — советский и российский государственный деятель, губернатор Пермской области (1996—2000)[186].
- Кенигсберг, Алла Константиновна (90) — советский и российский музыковед, доктор искусствоведения, профессор кафедры истории зарубежной музыки СПбГК[187].
- Кронхаммар, Ингвар (73) — шведский и датский скульптор[188].
- Пензер, Жан (93) — французский кинооператор[189].
- Пуль, Шандор (65) — венгерский футбольный арбитр[190].
- Стулин, Игорь Дмитриевич (79) — советский и российский невролог, доктор медицинских наук (1991), профессор (1989), заведующий кафедрой нервных болезней Сеченовского университета (с 1999 года), заслуженный деятель науки Российской Федерации[191].
- Толбоев, Тайгиб Омарович (65) — российский военный лётчик-испытатель, Герой Российской Федерации (2007), брат Магомеда Толбоева[192].
- Трифонов, Александр Александрович (75) — советский и российский художник[193].
- Цзо Хуэй (50) — китайский миллиардер[194].
- Шавелис, Римантас (79) — литовский писатель и сценарист[195].
- Шекау, Абубакар (46-56) — нигерийский фундаменталист; самоубийство[196].

## 19 мая

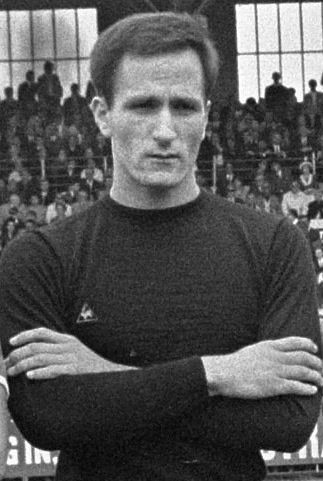
Зденко Вукасович

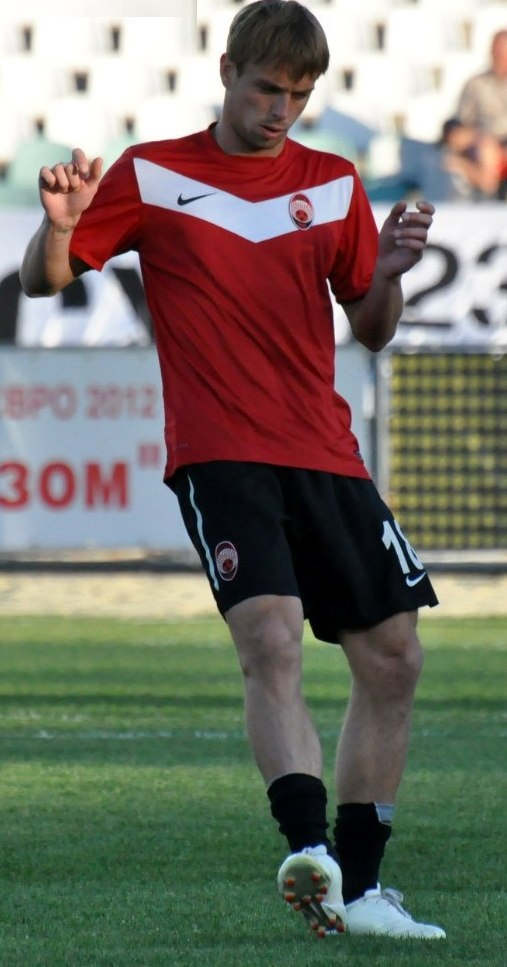
Сергей Ференчак

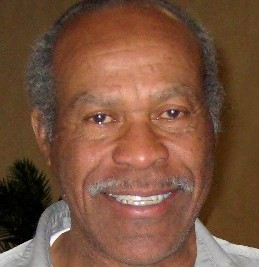
Ли Эванс

- Ван Эйсден, Пит (85) — нидерландский теннисист[197].
- Вукасович, Зденко (79) — хорватский и бельгийский футболист[198].
- Вершинина, Людмила Ивановна (93) — советская и украинская театральная актриса, артистка и главный режиссёр Днепровского театра драмы и комедии, народная артистка Украинской ССР (1977)[199].
- Гагемейстер, Чарльз Крис (74) — офицер армии США, награждённый медалью Почёта (1968)[200].
- Герасимов, Владимир Иванович (89) — советский военачальник, генерал-полковник (1985)[201].
- Дутчак, Михаил Михайлович (67) — украинский дирижёр, народный артист Украины (2017)[202].
- Елубаев, Бауыржан Искакович (73) — казахстанский деятель госбезопасности, генерал-майор КНБ Казахстана[203].
- Йорк, Марк (55) — американский киноактёр[204].
- Казарян, Вартан Казарович (62) — российский филолог, доцент кафедры общего и сравнительно-исторического языкознания филфака МГУ[205].
- Коменан, Закпа (76) — ивуарийский политический деятель, министр образования Кот д’Ивуара[206].
- Корнилов, Юрий Афанасьевич (66) — советский и российский финансист, доктор экономических наук, начальник Амурского управления Госбанка СССР / Центробанка России (1989—2015)[207].
- Лайкам, Эмиль Львович (?) — советский и российский деятель науки, лауреат Государственной премии СССР, отец Константина Лайкама[208].
- Нитранова, Марта (79) — словацкая оперная певица, солистка Словацкого народного театра[209].
- Новожилова, Галина Григорьевна (98) — советская актриса театра и кино, радиоведущая, заслуженная артистка РСФСР (1960)[210].
- Привалов, Александр Васильевич (87) — советский биатлонист и тренер по биатлону, бронзовый (в Скво-Вэлли 1960) и серебряный (в Инсбруке 1964) призёр зимних Олимпийских игр, заслуженный мастер спорта СССР (1964), заслуженный тренер СССР (1968)[211].
- Проценко, Татьяна Анатольевна (53) — советская актриса, известная по роли Мальвины в фильме «Приключения Буратино» (1975)[212].
- Ротко, Николай Алексеевич (76) — российский живописец, заслуженный художник Российской Федерации, академик РАХ (2019)[213].
- Сепульведа, Гильермо (86) — мексиканский футболист, участник чемпионатов мира (1958,  1962)[214].
- Турновский, Мартин (92) — чешский дирижёр[215].
- Ференчак, Сергей Владимирович (37) — украинский футболист, полузащитник[216].
- Фёдоров, Владимир Викторович (79) — советский и украинский историк литературы, доктор филологических наук (1989), почётный профессор ДонНУ[217].
- Эванс, Ли (74) — американский легкоатлет, двукратный чемпион (бег на 400 м и эстафета) летних Олимпийских игр в Мехико (1968)[218].

## 18 мая

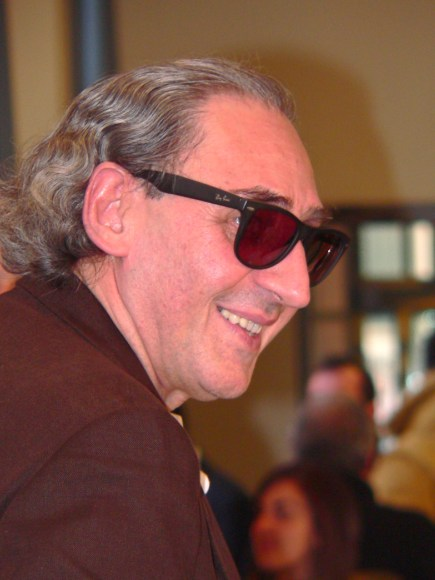
Франко Баттиато

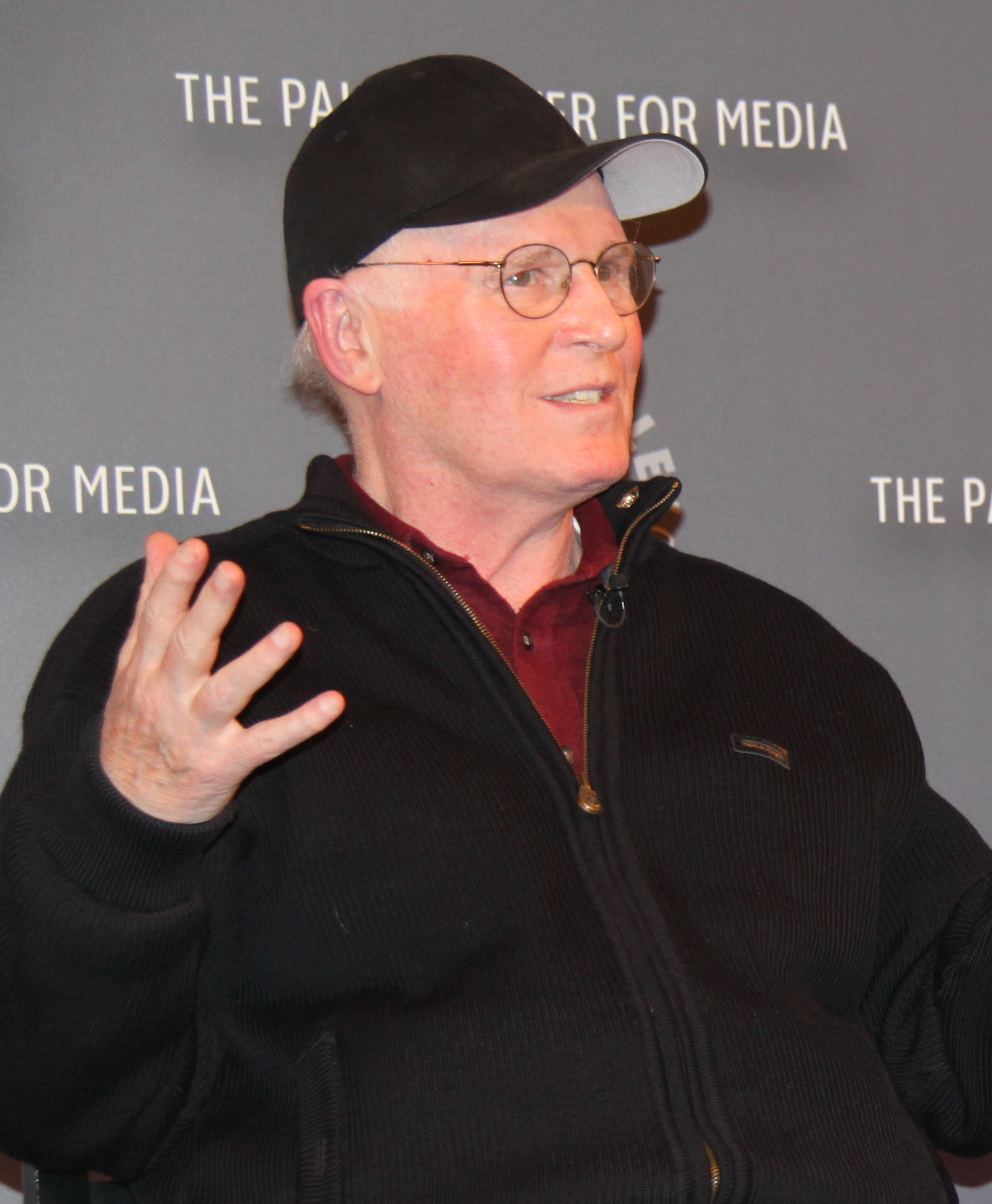
Чарлз Гродин

- Артёмова-Мгебришвили, Людмила Ивановна (72) — советская и грузинская театральная актриса, артистка Тбилисского русского драмтеатра (с 1971 года), заслуженная артистка Грузинской ССР[219].
- Баттиато, Франко (76) — итальянский композитор, эстрадный певец, музыкант, художник и режиссёр[220].
- Бельский, Виктор Михайлович (66) — советский легкоатлет (прыжки в длину), участник летних Олимпийских игр 1980 года в Москве[221].
- Гродин, Чарлз (86) — американский актёр театра и кинематографа, преимущественно комедийного жанра, лауреат премии «Эмми»[222].
- Грушевский, Юрий Анатольевич (74) — советский и российский деятель образования, ректор УлГПИ / УлГПУ (1988—2011)[223].
- Губарев, Александр Лукич (71) — актёр и режиссёр Севастопольского театра Черноморского флота, народный артист Российской Федерации (1999)[224].
- Камнев, Евгений Фёдорович (86) — советский и российский учёный в области спутниковой связи и телекоммуникационных систем, доктор технических наук, профессор[225].
- Кондратьев, Вячеслав Васильевич (82) — российский информатик, член-корреспондент РАН (1991)[226].
- Кошанов, Аманжол Кошанович (86) — казахстанский экономист, академик АН Казахской ССР / НАН Казахстана (1989)[227].
- Леттс, Рикардо (83) — перуанский общественный и политический деятель[228].
- Люпьен, Жиль (Жозеф Леонар Жиль Люпьен) (67) — канадский хоккеист[229].
- Новак, Милан (93) — словацкий композитор[230].
- Петё, Жужанна (76) — венгерская гандболистка, бронзовый призёр летних Олимпийских игр в Монреале (1976)[231].
- Пожарицкая, София Константиновна (89) — советский и российский языковед, доцент кафедры русского языка филфака МГУ, вдова Роланда Добрушина[232].
- Фёдоров, Владимир Анатольевич (82) — советский и российский актёр[233].
- Хасаев, Ахмед Шейхмагомедович (88) — советский и российский кардиолог, доктор медицинских наук (1982), профессор (1984), заслуженный врач Российской Федерации (2010)[234].
- Чубаров, Александр Фёдорович (78) — советский и украинский футбольный тренер и функционер, многолетний администратор клуба «Динамо» (Киев), сборных СССР и Украины по футболу[235].
- Щипан, Роман Васильевич (58) — российский поэт[236].

## 17 мая

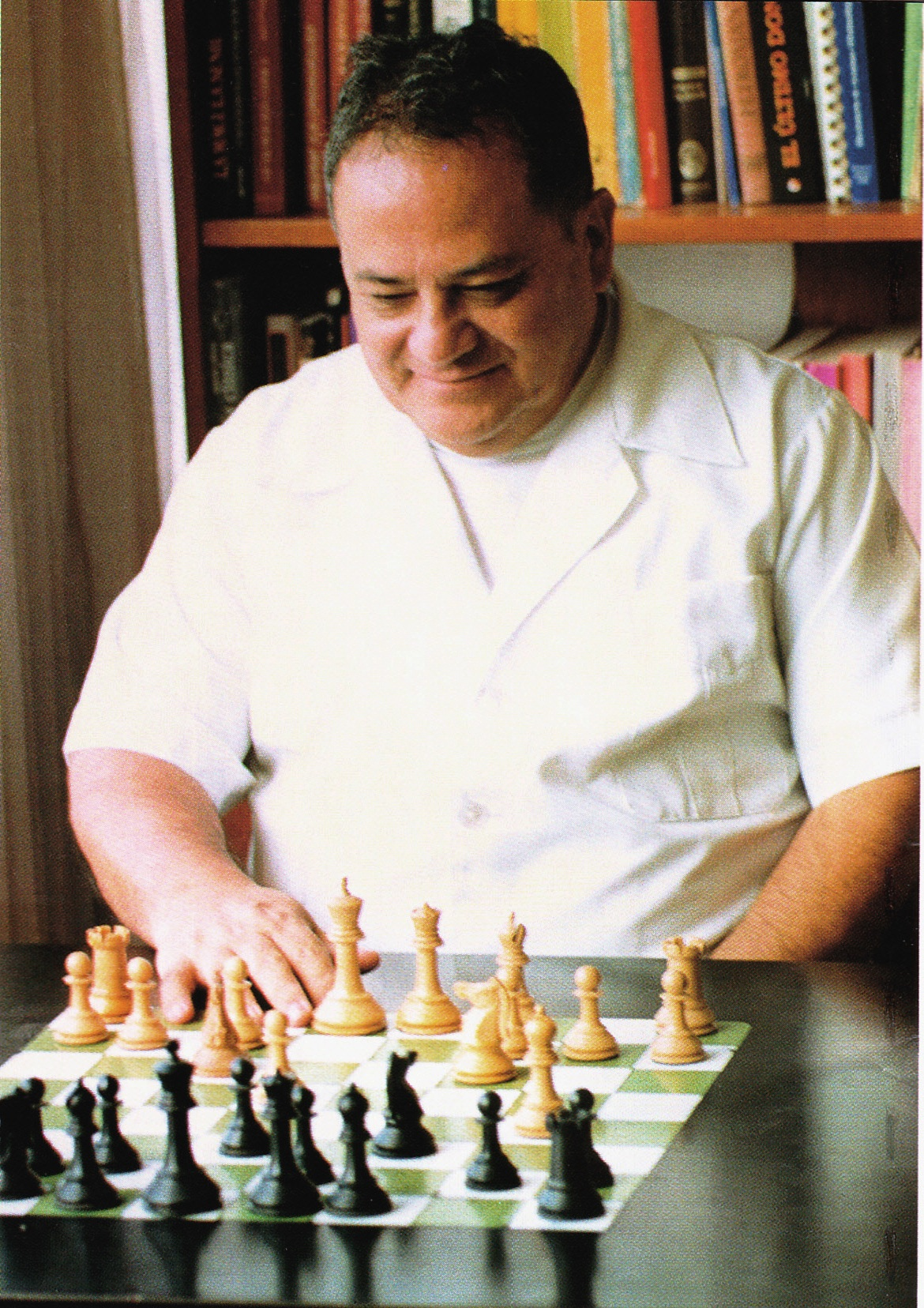
Олаво Епес

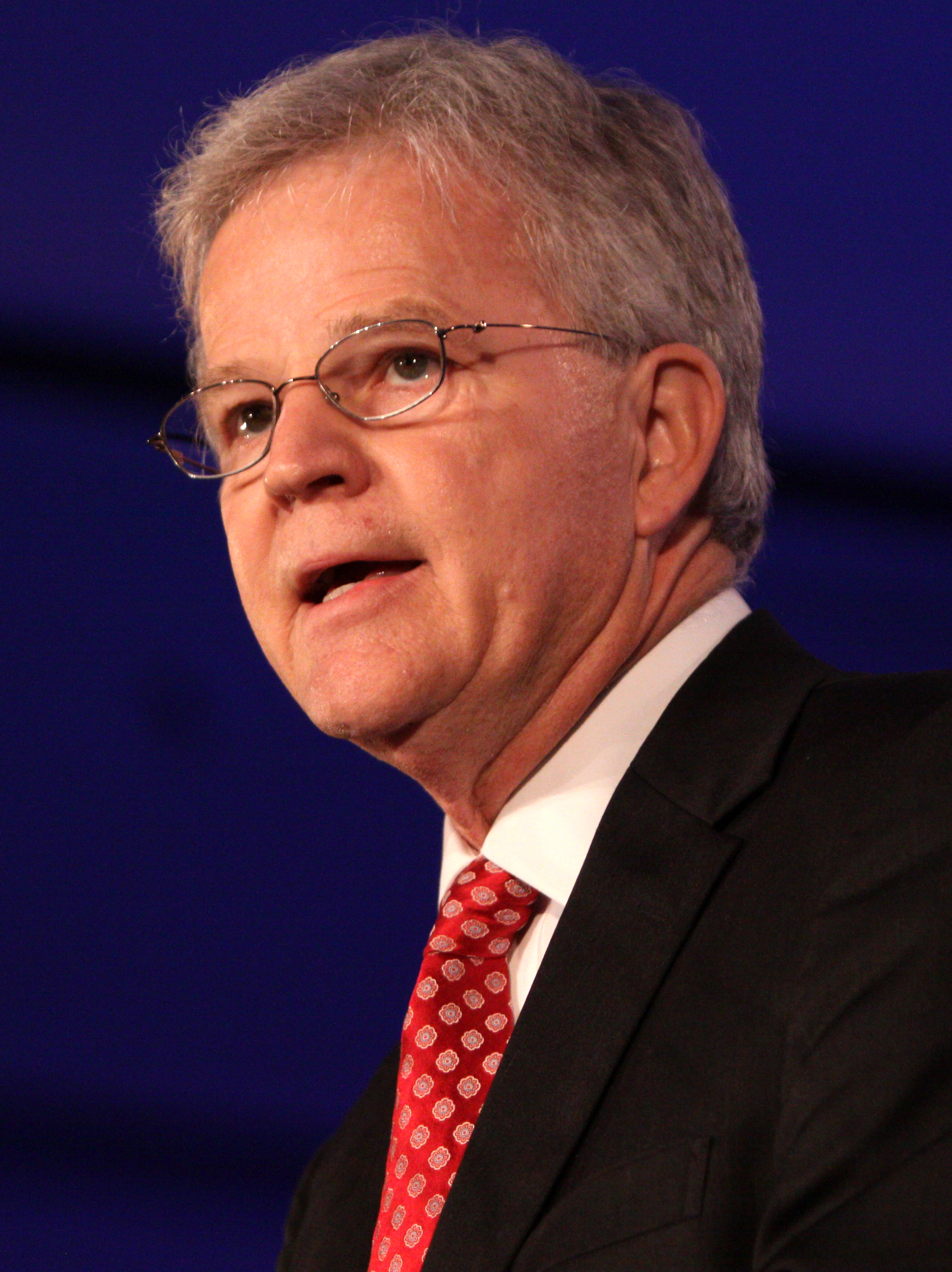
Бадди Рёмер

- Аракелян, Сергей Карапетович (92) — советский государственный деятель, заместитель министра строительства предприятий нефтяной и газовой промышленности СССР (1978—1991), заслуженный строитель РСФСР[237].
- Брун, Микаэль Кристиан (70) — датский композитор в области поп-музыки, гитарист и музыкальный продюсер[238].
- Вильям-Боонен, Магдален (80) — бельгийская политическая деятельница, член Сената Бельгии[239].
- Гёйчали, Меджнун (71) — азербайджанский поэт[240].
- Дроздецкий, Егор Иванович (90) — советский шахтёр, дважды Герой Социалистического Труда (1966, 1983)[241].
- Епес, Олаво (83) — эквадорский шахматист[242].
- Кер, Николя (50) — французский поп-певец, участник группы Poni Hoax[243].
- Малецкий, Николай Леонидович (75) — советский и российский режиссёр игрового и документального кино, сценарист[244].
- Рёмер, Бадди (77) — американский государственный деятель, губернатор Луизианы (1988—1992)[245].
- Страхов, Владислав Иванович (80) — советский и российский горный инженер и государственный деятель, депутат Верховного Совета СССР VIII созыва (1970—1974)[246].
- Теэсалу, Лембит (75) — советский и эстонский мотогонщик, многократный чемпион СССР и Эстонии[247].

## 16 мая

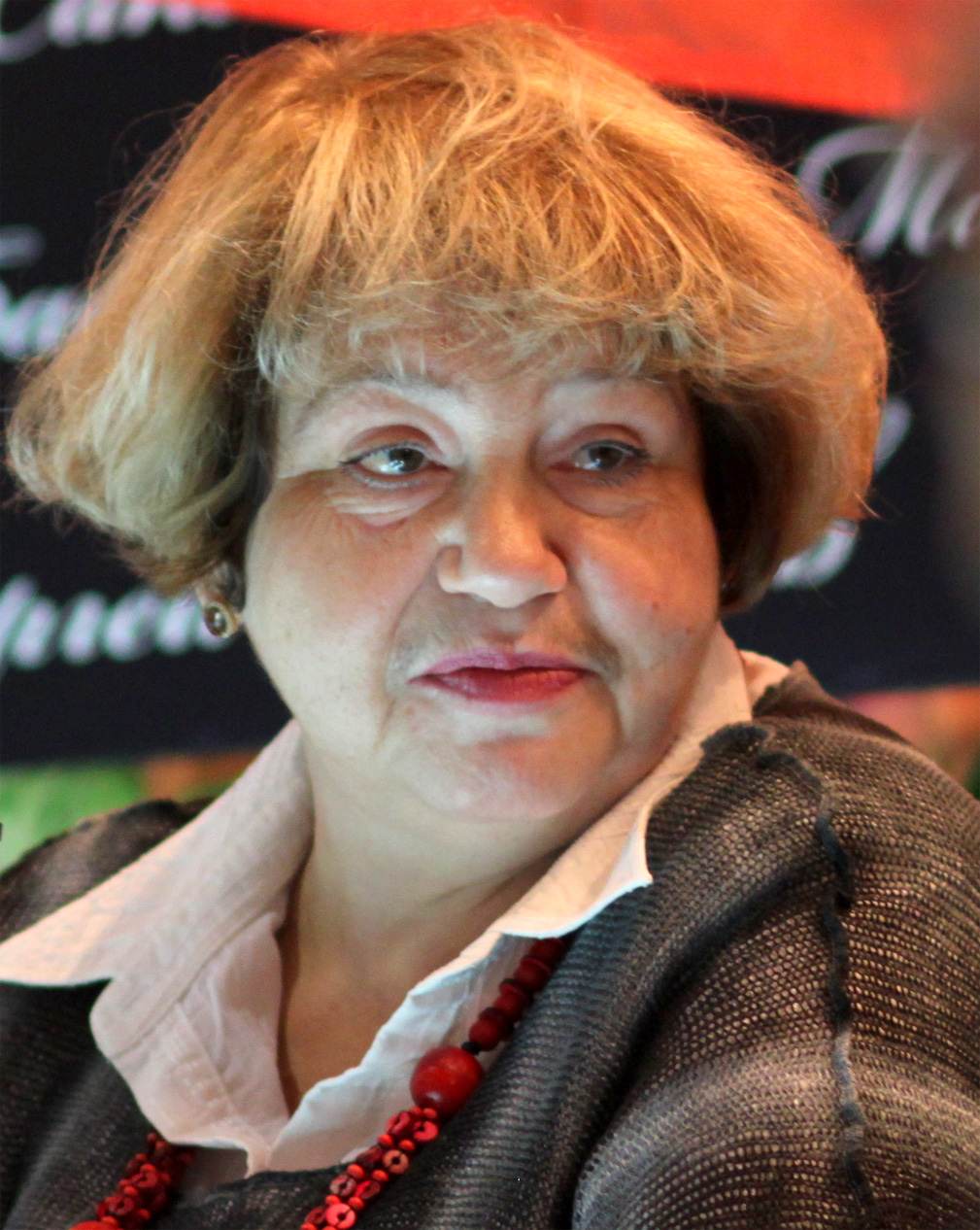
Екатерина Вильмонт

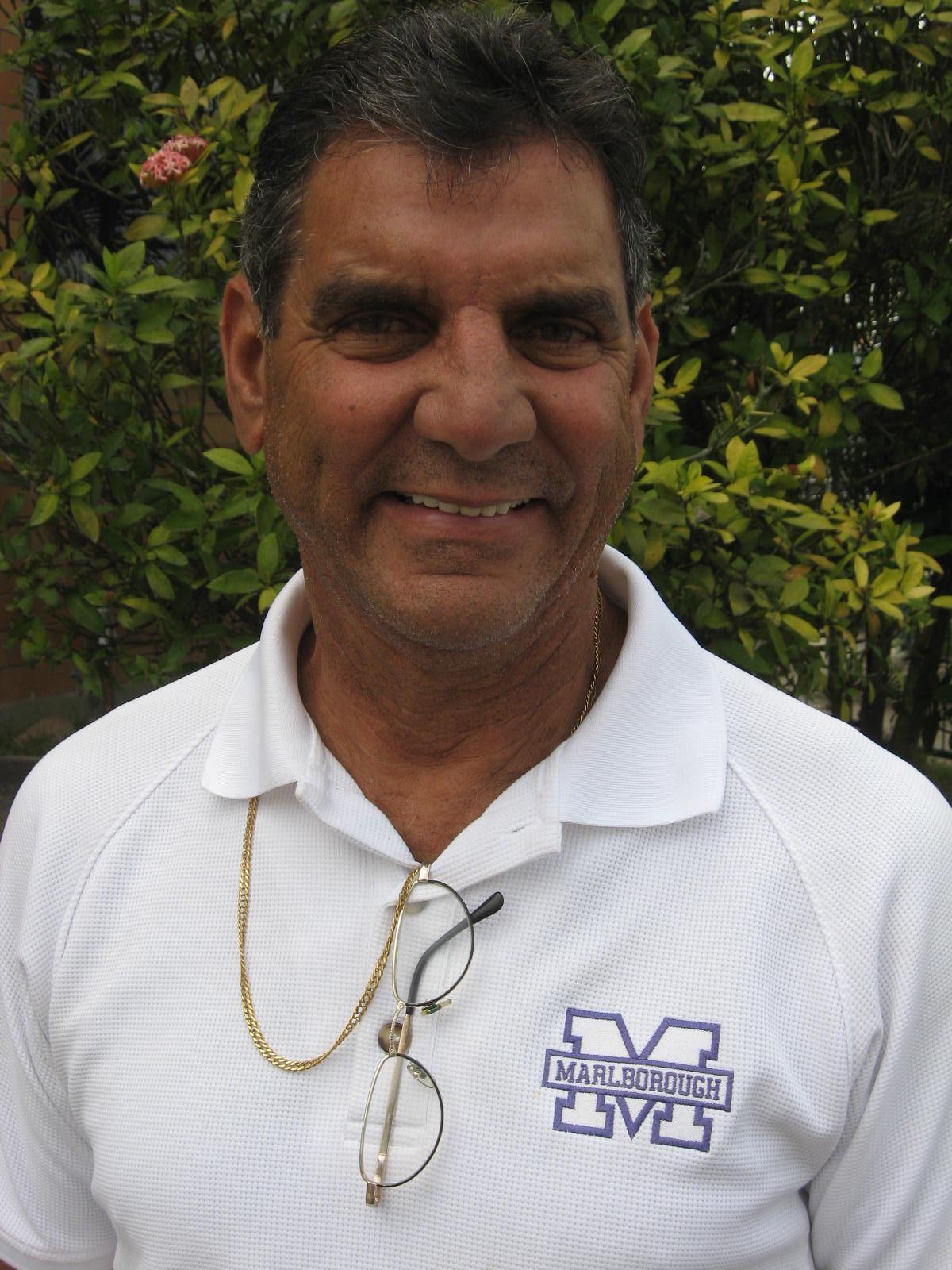
Рилдо да Коста Менезес

- Аль-Иракия, Надия (57) — иракская киноактриса[248].
- Анищенко, Евгений Константинович (65) — белорусский историк[249].
- Быков, Анатолий Николаевич (67) — советский футболист[250].
- Вильк, Ежи (66) — польский политик[251].
- Вильмонт, Екатерина Николаевна (75) — российская писательница[252].
- Гаврилов, Анатолий Михайлович (88) — советский и украинский кинооператор, заслуженный деятель искусств Украины (2010)[253].
- Ковас, Бруну (41) — бразильский государственный деятель[254].
- Коста Менезес, Рилдо да (79) — бразильский футболист, игравший в национальной сборной (1963—1969)[255].
- Лазароский, Яков (84) — югославский македонский партийный и государственный деятель, председатель ЦК Союза коммунистов Македонии (1986—1989)[256].
- Никулин, Николай Михайлович (85) — советский и российский историк, доктор исторических наук, почётный профессор МГИМО[257].
- Рубинштейн, Ричард (97) — американский богослов[258].
- Сатав, Раджив (46) — индийский государственный деятель[259].
- Талотти, Алессандро (40) — итальянский прыгун в высоту, участник летних Олимпийских игр в Афинах и Пекине[260].
- Трофимов, Адольф Иванович (83) — советский и российский учёный в области автоматики и приборов контроля[261].
- Федотов, Александр Николаевич (76) — советский хоккеист («Торпедо»)[262].
- Юлдашев, Баходыр Турсунович (75) — советский и узбекский актёр и режиссёр, народный артист Узбекистана (1995)[263].
- Янсон, Рудольф Алексеевич (82) — российский языковед, доктор филологических наук, профессор[264].

## 15 мая

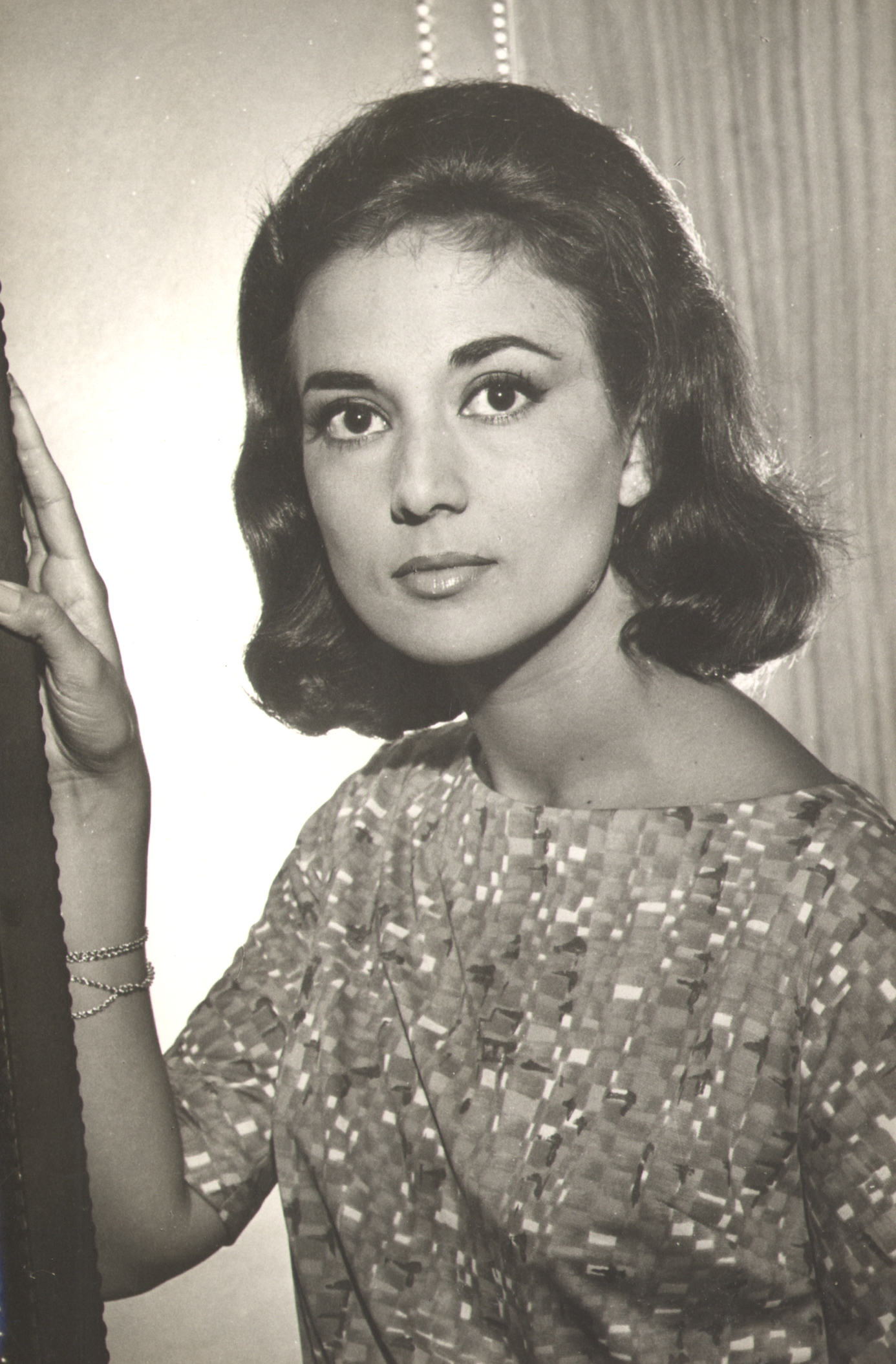
Эва Вилма

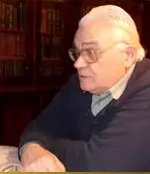
Герман Ионин

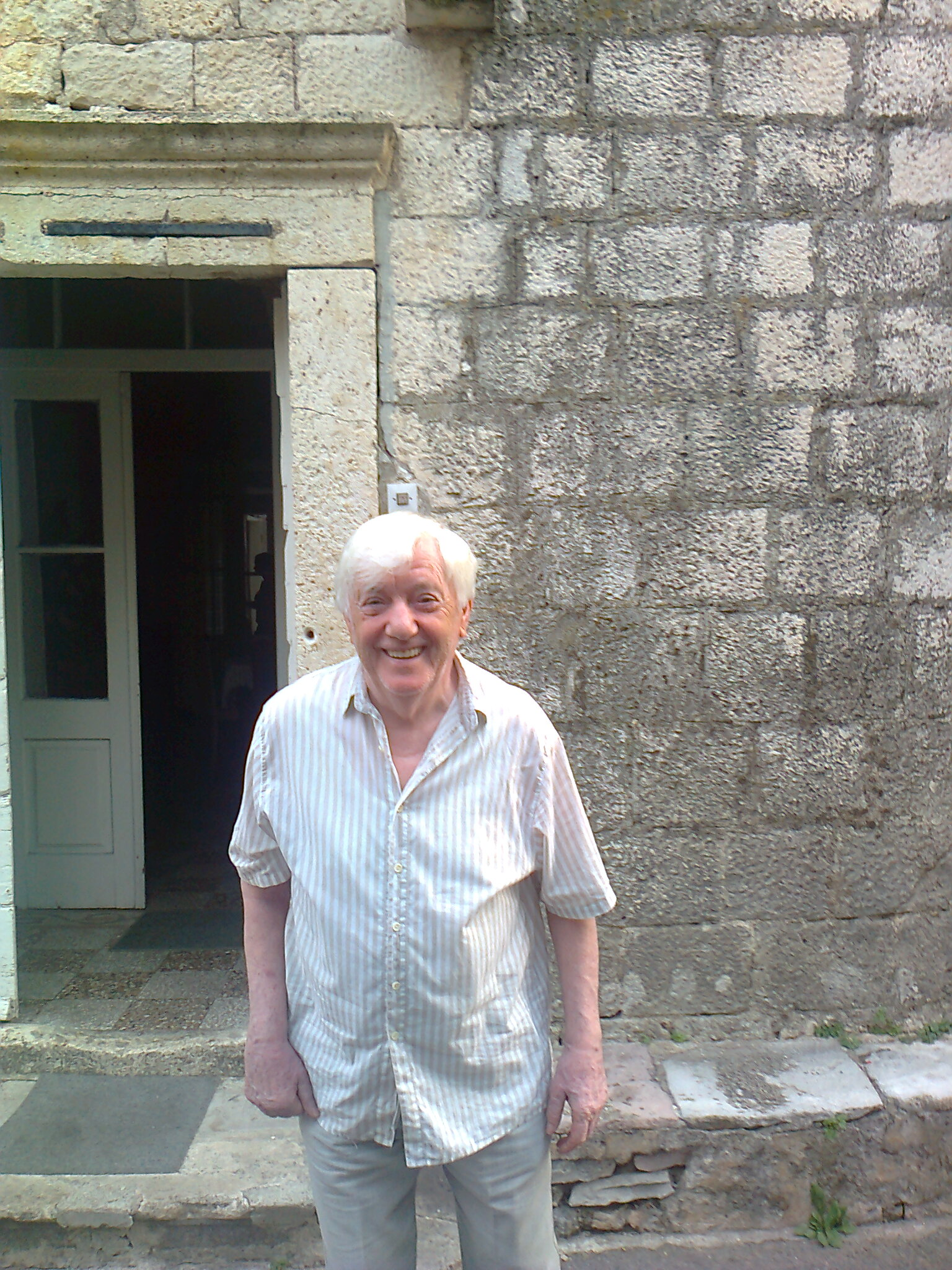
Джордже Марьянович

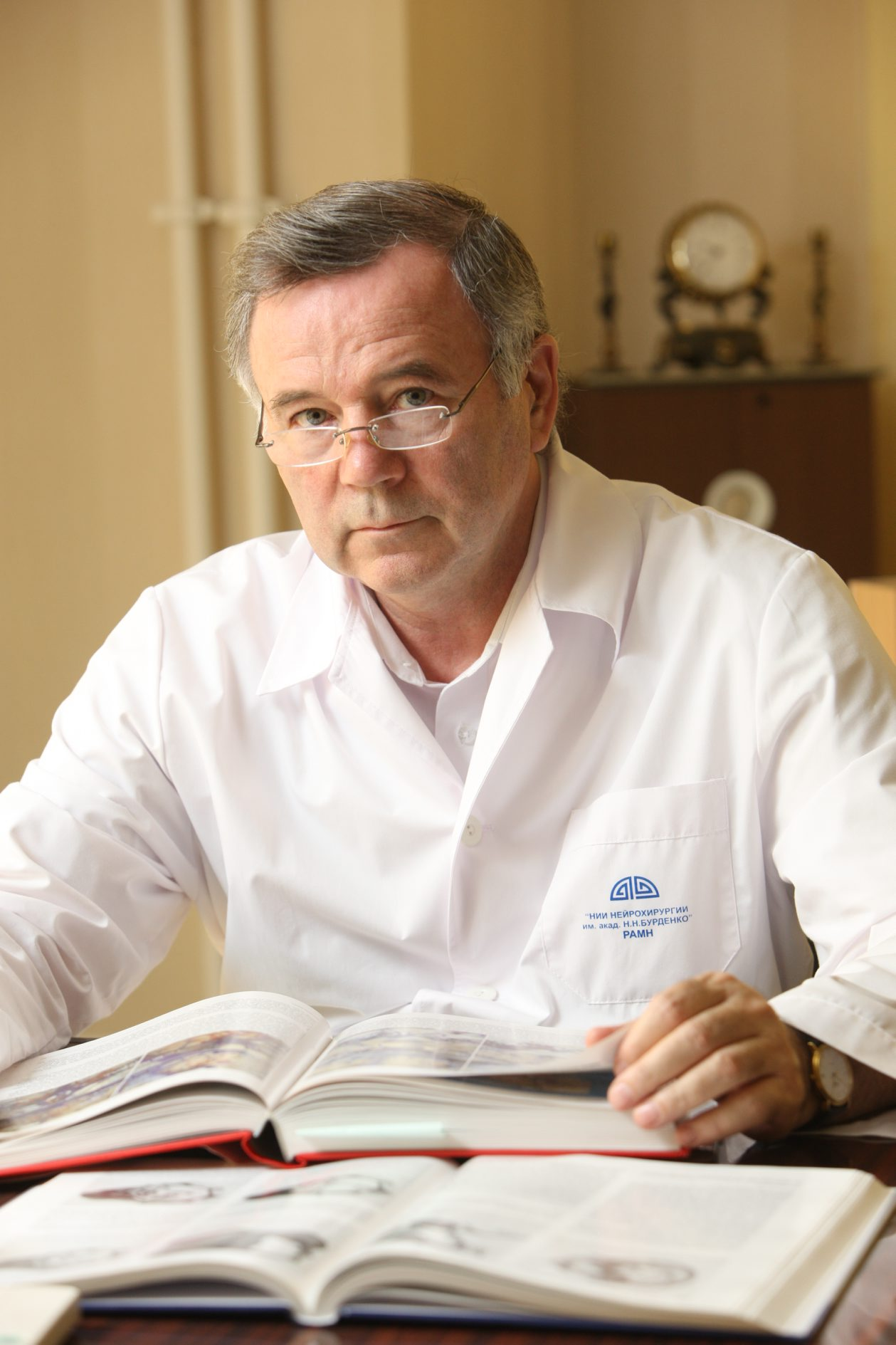
Александр Потапов

- Аммор, Хаммади (90) — марокканский актёр[265].
- Бабурин, Николай Иванович (90) — советский и российский живописец, народный художник Российской Федерации (1997), лауреат премии И. Е. Репина[266].
- Баташёв, Алексей Николаевич (86) — советский и российский историк джаза и джазовый критик, заслуженный деятель искусств Российской Федерации (1995)[267].
- Бек, Марк Михайлович (79) — советский и российский пианист, заслуженный артист Российской Федерации (2005)[268].
- Вилма, Эва (87) — бразильская актриса[269].
- Винт (43) — российский рэп-исполнитель, участник группы «Ю.Г.»[270].
- Галкин, Вадим Николаевич (47) — российский хоккеист[271].
- Гнедаш, Вадим Борисович (89) — советский и украинский дирижёр, народный артист УССР (1978)[272].
- Ионин, Герман Николаевич (84) — русский поэт, прозаик, литературовед[273].
- Ищенко, Юрий Яковлевич (83) — украинский композитор, заслуженный деятель искусств Украины[274].
- Корнилов, Юрий Иванович (87) — советский работник органов государственной безопасности[275].
- Лоскот, Владимир Михайлович (82) — российский орнитолог, доктор биологических наук, заведующий Отделением орнитологии Зоологического института РАН[276].
- Марьянович, Джордже (89) — сербский певец и композитор[277].
- Мусоев, Назирмад (69) — таджикский актёр театра и кино, народный артист Таджикистана[278].
- Потапов, Александр Александрович (72) — советский и российский нейрохирург, директор Национального медицинского исследовательского центра нейрохирургии имени академика Н. Н. Бурденко (2014—2019), академик РАМН (2007—2013), академик РАН (2011)[279].
- Туралич, Фуад (86) — сербский политический деятель, министр внешнеэкономических связей Сербии, член Сената[280].
- Хоррамдин, Бабак (47) — иранский кинорежиссёр; убит[281].

## 14 мая

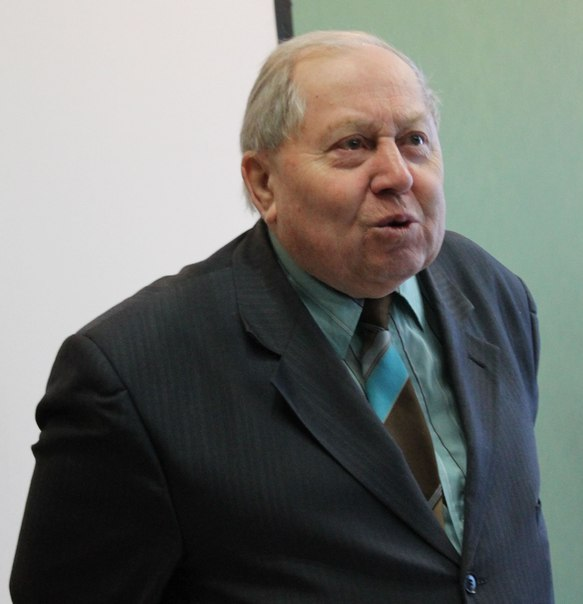
Виктор Трушков

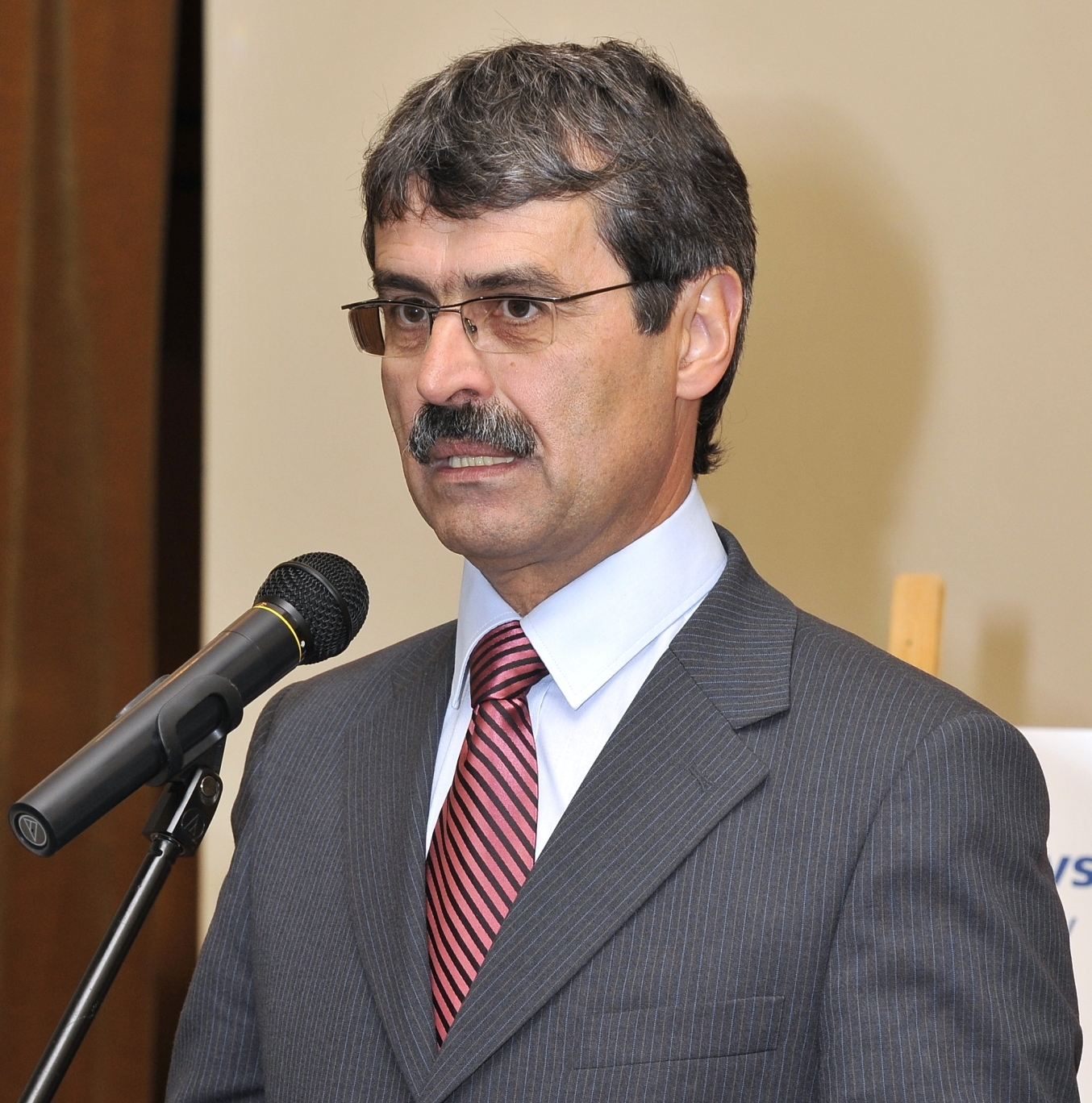
Милан Фтачник

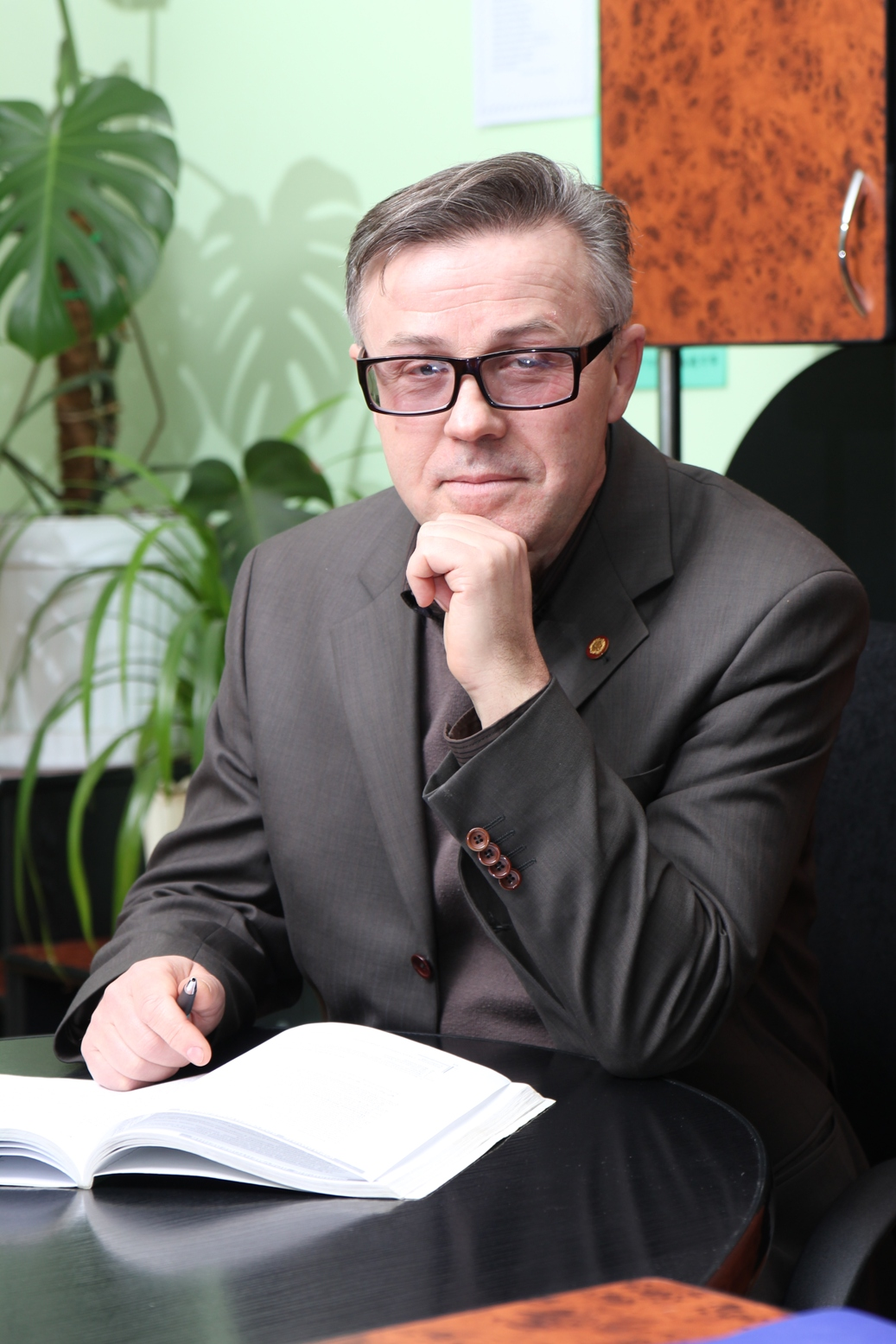
Владимир Щукин

- Андреанидис, Милтос (62) — греческий футболист[282].
- Балашша, Шандор (87) — венгерский композитор[283].
- Бьосса, Реймон (89) — французский художник[284].
- Ван Юань (91) — китайский математик, член Китайской академии наук (1980)[285].
- Гарса, Хайме (67) — мексиканский актёр[286].
- П. К. Джордж (74) — индийский киноактёр[287].
- Домуладжанова, Ольга Витальевна (52) — российская спортсменка (бокс), чемпионка Европы и мира (2001)[288].
- Комбо, Жан (92) — французский футболист[289].
- Лавриненко, Игорь Владимирович (60) — белорусский государственный и политический деятель[290].
- Мяги, Эстер (99) — советский и эстонский композитор, народная артистка Эстонской ССР (1984)[291].
- Новиков, Дмитрий Кузьмич (82) — советский и белорусский аллерголог-иммунолог, доктор медицинских наук (1974), профессор (1983)[292].
- Рехан, Мухаммад — египетский киноактёр[293].
- Трушков, Виктор Васильевич (81) — советский и российский журналист, философ, доктор философских наук (1981), профессор (1983)[294].
- Фтачник, Милан (64) — словацкий государственный деятель, министр образования (1998—2002), мэр Братиславы (2010—2014)[295].
- Хоге, Раймунд (72) — немецкий артист балета, хореограф и публицист[296].
- Шелике, Вальтраут Фрицевна (94) — советский историк[297].
- Щукин, Владимир Владимирович (66) — украинский историк-краевед; убит[298].

## 13 мая

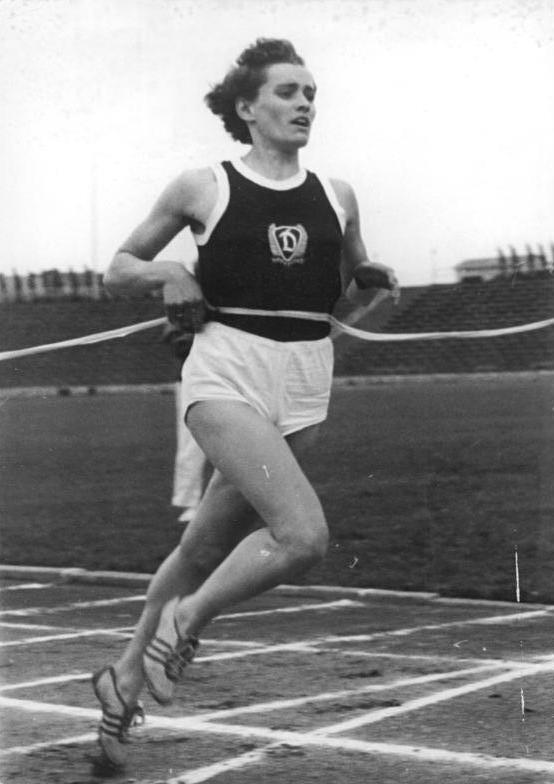
Криста Штубник

- Агагусейнов, Тофик Якуб оглы (98) — советский и азербайджанский военачальник, генерал-полковник (1980) (похороны состоялись в этот день)[299].
- Быстров, Александр Александрович (78) — начальник Управления РЭБ ВС РФ (1992—1998), генерал-лейтенант[300].
- Велес, Ихинио (73) — тренер сборной Кубы по бейсболу, глава Федерации бейсбола Кубы[301].
- Жан-Мари, Оливье (61) — французский художник, сценарист и режиссёр анимационных фильмов[302].
- Марсенаро, Нельсон Луис (68) — уругвайский футболист, игравший в национальной сборной[303].
- Пиччинини, Альберто (79) — аргентинский политик, член Палаты депутатов (2001—2005)[304].
- Селезнев, Николай Николаевич (49) — российский историк, востоковед, исследователь сирийской и арабо-христианской культур и специалист по истории и богословию Ассирийской церкви Востока[305].
- Симмонс, Норман (91) — американский джазовый пианист, композитор и аранжировщик[306].
- Штубник, Криста (87) — немецкая легкоатлетка, двукратный серебряный призёр (бег на 100 и 200 м) летних Олимпийских игр в Мельбурне (1956)[307].

## 12 мая

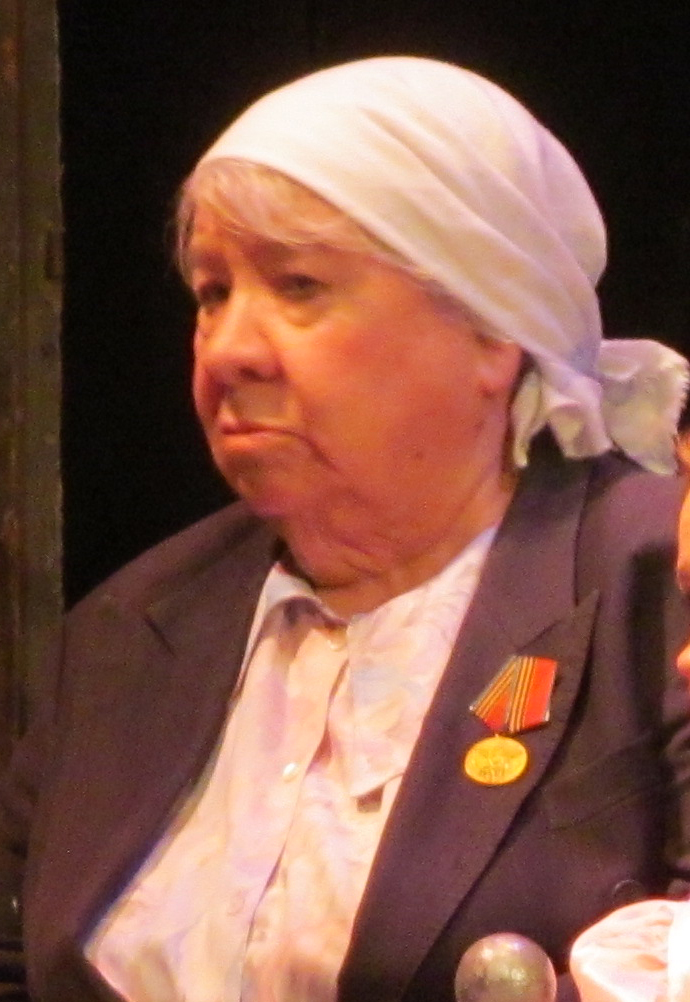
Кира Крейлис-Петрова

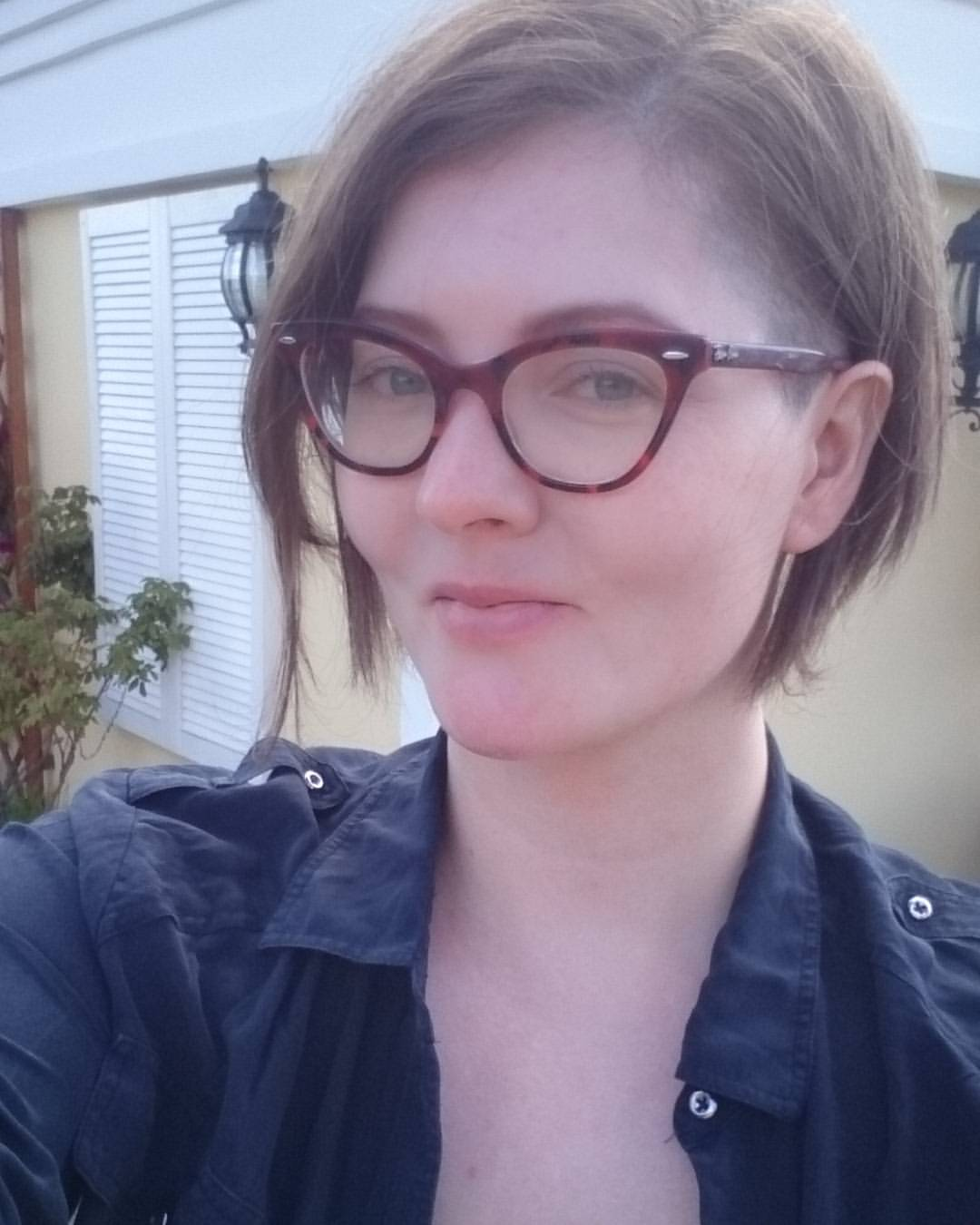
Татьяна Никонова

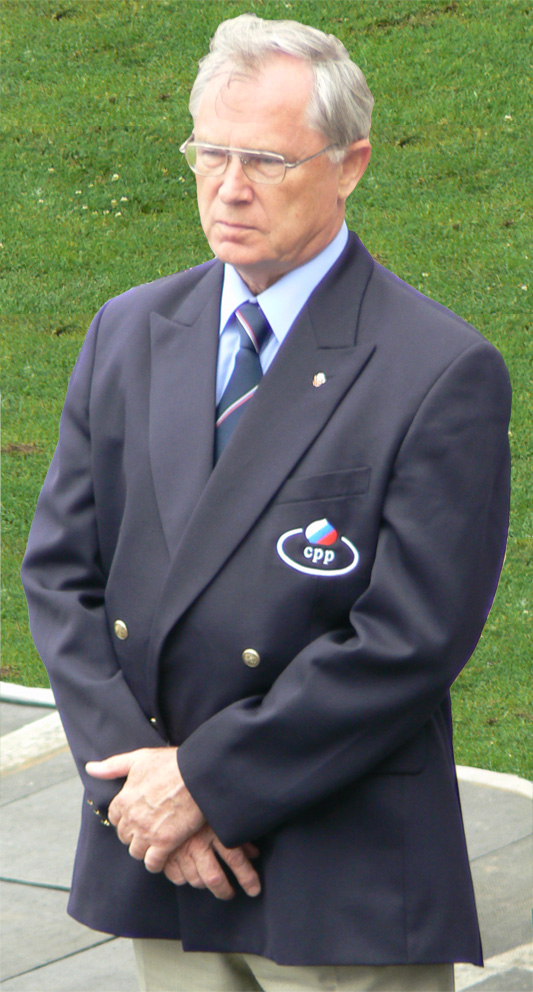
Вадим Петренчук

- Болотина, Иветта Моисеевна (90) — советский и российский концертмейстер, музыкальный педагог. Заслуженная артистка Российской Федерации[308].
- Вассерман, Александр Анатольевич (89) — советский и украинский теплофизик, доктор технических наук (1981), профессор (1986), отец Анатолия Вассермана[309].
- Вулпеску, Иляна (88) — румынский филолог и писательница[310].
- Д’Амброзио, Убиратан (88) — бразильский математик, один из основателей этноматематики[311].
- Де Грев, Луи (91) — бельгийский политический деятель, сенатор и член Палаты Представителей[312].
- Дин, Шеймас (81) — североирландский поэт, прозаик, литературный критик[313].
- ду Канту Машаду, Сезар (70) — бразильский писатель[314].
- Кочетов, Владимир Кириллович (75) — генеральный директор кондитерского комбината «Кубань», основатель бренда «Кочетовы сласти», доктор технических наук (2012)[315].
- Крейлис-Петрова, Кира Александровна (89) — актриса Ленинградского ТЮЗа (1964—1980) и Александринского театра (1980—2012), заслуженная артистка Российской Федерации (1994)[316].
- Мамыкина, Людмила Михайловна (74) — советская и украинская актриса, артистка Винницкого музыкально-драматического театра, заслуженная артистка УССР (1981)[317].
- Никонова, Татьяна Николаевна (43) — российская феминистка и журналистка[318].
- Панигацци, Луиджи (96) — итальянский политический деятель, сенатор (1983—1987)[319].
- Пельо Эрнандис, Франсиско (85) — аргентинский художник, скульптор и поэт[320].
- Петренчук, Вадим Кондратьевич (82) — советский и российский тренер по регби[321].
- Приказский, Владимир (85) — чешский журналист, министр без портфеля в правительстве Чехии[322].
- Редькин, Владимир Николаевич (65) — российский оперный певец (баритон), солист Большого театра (1986—2016), народный артист Российской Федерации (2009)[323].
- Савченко, Александр Викторович (44) — казахстанский футболист, игрок клуба «Актюбинец»/«Актобе» (1992—1997 и 2000—2002)[324].
- Сантрач, Звонимир (69) — сербский художник[325].
- Сегрия, Неус (90) — испанский художник-керамист[326].
- Феурейсл, Иржи (89) — чехословацкий футболист и хоккеист[327].

## 11 мая

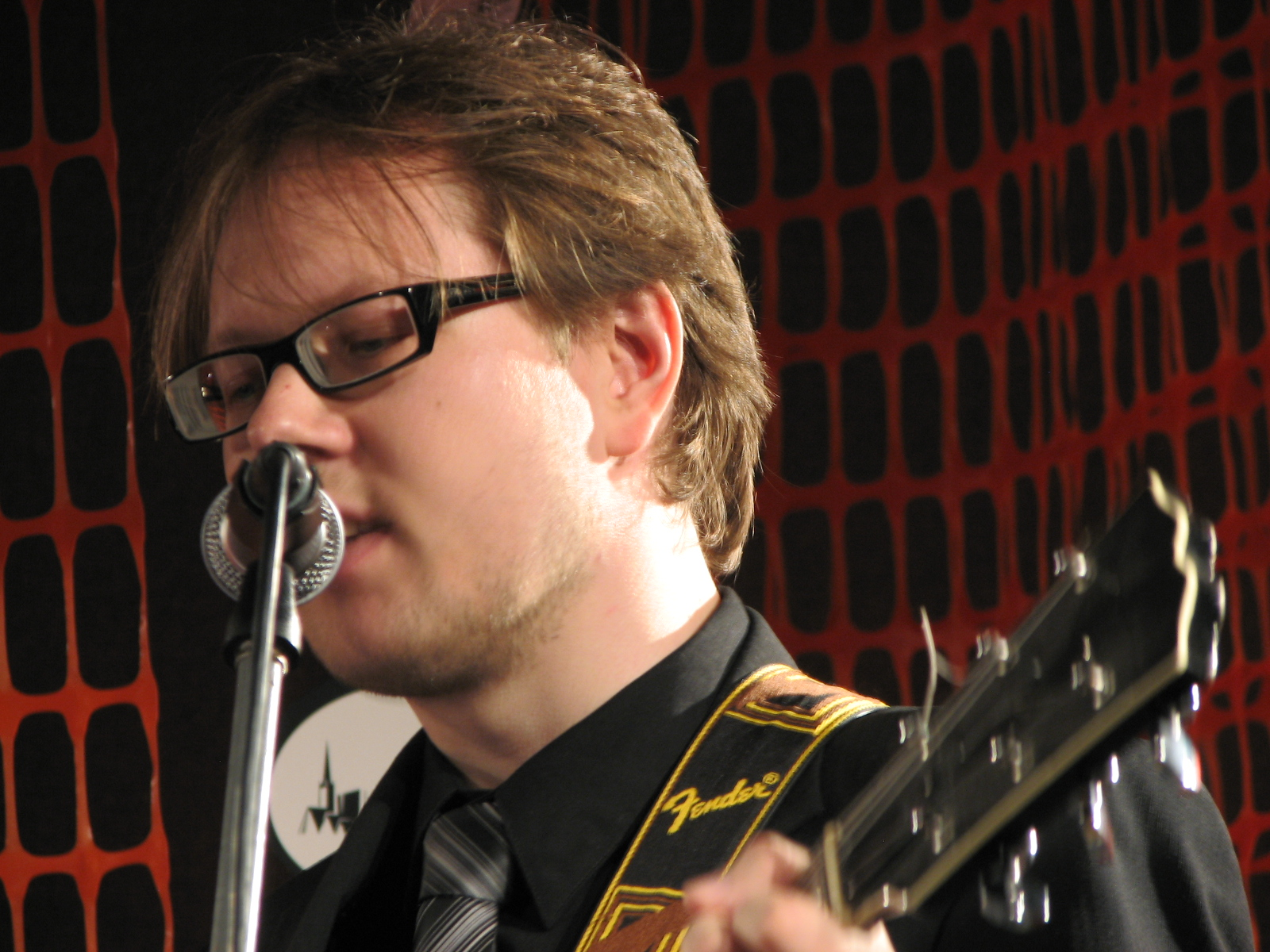
Вахур Афанасьев

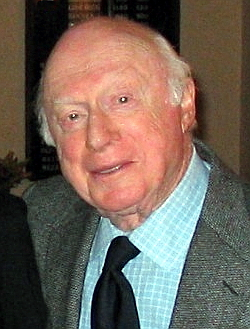
Норман Ллойд

- Асирватхам, Виктор (81) — малайзийский легкоатлет (бег), участник летних Олимпийских игр в Мехико 1968 года[328].
- Афанасьев, Вахур (41) — эстонский писатель и музыкант[329].
- Бреннан, Кольт (37) — игрок в американский футбол[330].
- Бушар, Серж (73) — канадский антрополог и писатель[331].
- Гури Амма К. Р. (101) — индийский политик[332].
- Демень, Аттила (66) — венгерский композитор и режиссёр[333].
- Егин, Владислав Игоревич (32) — российский хоккеист, игрок екатеринбургского «Автомобилиста» (2013—2015)[334].
- Зейналов, Эльдар (59) — азербайджанский художник[335].
- Игнатьева, Эльвира Николаевна (26) — учитель казанской гимназии N 175; убита[336].
- Корбу, Харлампий Григорьевич (91) — советский и молдавский филолог, действительный член Академии наук Молдавии[337].
- Крикунов, Игорь Николаевич (67) — украинский театральный актёр и режиссёр, народный артист Украины (2007)[338].
- Ллойд, Норман (106) — американский актёр[339].
- Логунов, Вадим Юрьевич (53) — советский и российский футболист[340].
- Мирзаев, Шавкат Мухаммаджонович (79) — узбекский музыкант, заслуженный артист Республики Узбекистан[341].
- Тихонов, Анатолий Семёнович (87) — советский и российский лесовод, доктор сельскохозяйственных наук, профессор, заслуженный деятель науки Российской Федерации (1995)[342].

## 10 мая

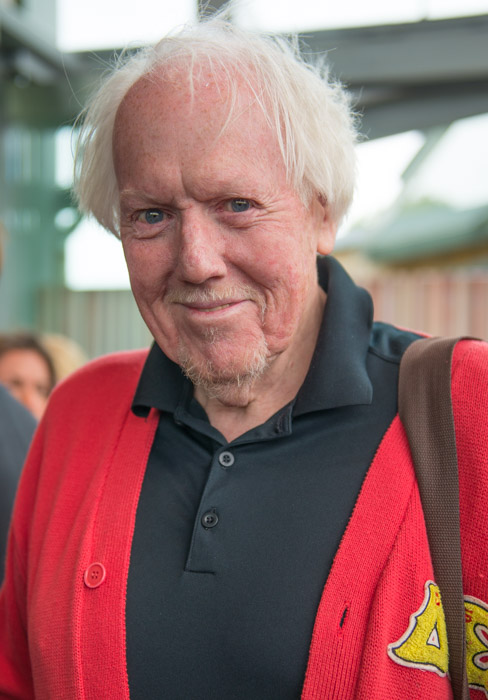
Сванте Турессон

- ан-Нааш, Сами Хасан (64) — тренер сборной Йемена по футболу[343].
- Батлье-и-Фарран, Хосеп Мария (71) — испанский политический деятель, член Сената Испании (2002—2011); ДТП[344].
- Бурнашева, Эльфия Вафовна (79) — российская пианистка, заслуженный деятель искусств Российской Федерации (2003)[345].
- Виктор (Тодоров) (60) — архиерей Болгарской старостильной церкви, епископ Никопольский, викарий Триадицкой митрополии (с 2019 года)[346].
- Йозеф, Деннис — индийский киносценарист и кинорежиссёр[347].
- Какаде, Самбхаджирао (89) — индийский политик, депутат Лок сабха (1977—1979, 1984—1989)[348].
- Козловский, Кшиштоф (70) — польский робототехник, член-корреспондент Польской академии наук (2020)[349].
- Налбантов, Иван (80) — болгарский актёр театра и кино[350].
- Петкович, Братислав (73) — сербский театральный режиссёр[351].
- Рават, Расингх (79) — индийский политик[352].
- Судаков, Владимир Павлович (69) — российский поэт[353].
- Сурин, Алексей Викторович (67) — российский специалист в области общей методологии науки, доктор экономических наук (2008), профессор (2009), декан факультета государственного управления МГУ (1994—2010)[354].
- Турессон, Сванте (84) — шведский джазовый музыкант[355].
- Турчаный, Вильям (93) — словацкий поэт[356].
- Франко, Фортунато (82) — индийский футболист[357].
- Фурнире, Мишель (79) — французский серийный убийца[358].

## 9 мая

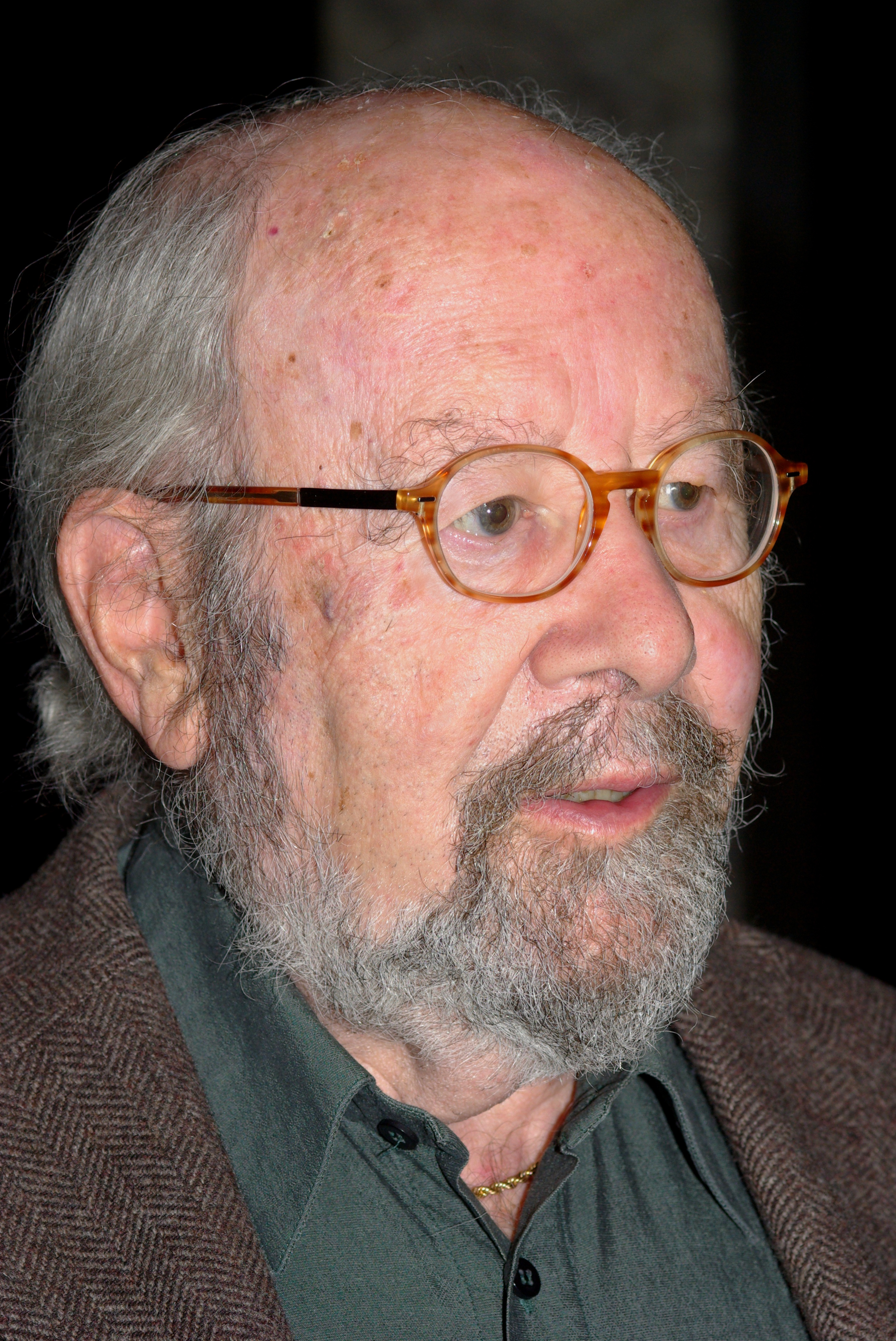
Хосе Мануэль Кабальеро Бональд

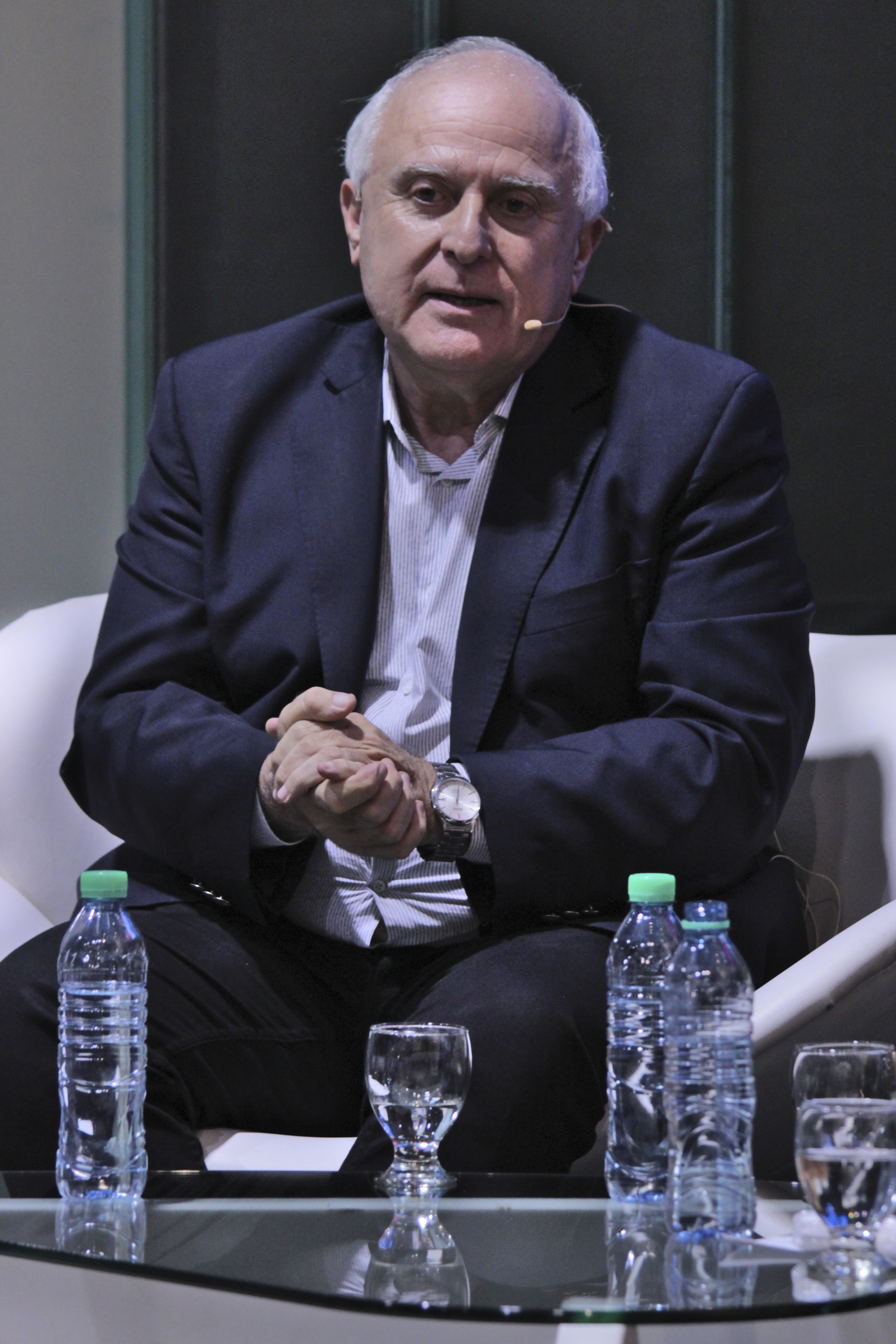
Мигель Лифшиц

- Алисов, Вадим Валентинович (80) — советский и российский кинооператор, народный артист Российской Федерации (2001), сын Нины Алисовой[359].
- Аль-Хаттаб, Ахмед (78 или 79) — иорданский государственный деятель, министр сельского хозяйства Иордании[360].
- Андросов, Валерий Павлович (70) — советский и российский историк буддизма и буддолог, директор Института востоковедения РАН (2015—2020), доктор исторических наук, профессор (1997)[361].
- Бал, Эва (82) — нидерландский и бельгийский театральный режиссёр[362].
- Бувресс, Жак (80) — французский философ[363].
- Вагнер, Луис (73) — бразильский певец, музыкант и композитор[364].
- Залевская, Александра Александровна (91) — советский и российский психолингвист, доктор филологических наук (1981), профессор, заслуженный деятель науки Российской Федерации (1998)[365].
- Исаков, Евгений Иванович (84) — советский и казахстанский оперный певец (бас), солист Казахского театра оперы и балета, народный артист Казахской ССР (1984)[366].
- Кабальеро Бональд, Хосе Мануэль (94) — испанский писатель и поэт[367].
- Лифшиц, Мигель (65) — аргентинский государственный деятель, губернатор провинции Санта-Фе (2015—2019)[368].
- Матысик, Фердинанд (90) — польский актёр[369].
- Мохапатра, Рагхунатх (78) — индийский политик, депутат Раджья сабха (с 2018)[370].
- Пащенко, Евгений Николаевич (70) — советский и украинский литературовед и фольклорист, доктор исторических наук[371].
- Стефанович, Игорь Викентьевич (56) — белорусский хоккеист, игрок национальной сборной Белоруссии[372].
- фон Хазе, Карл-Гюнтер (103) — немецкий дипломат, посол Германии в Великобритании, директор телекомпании ZDF[373].
- Шанаппа, Камалар Бхимша (82) — индийский политик, депутат Раджья сабха (2006—2012)[374].

## 8 мая

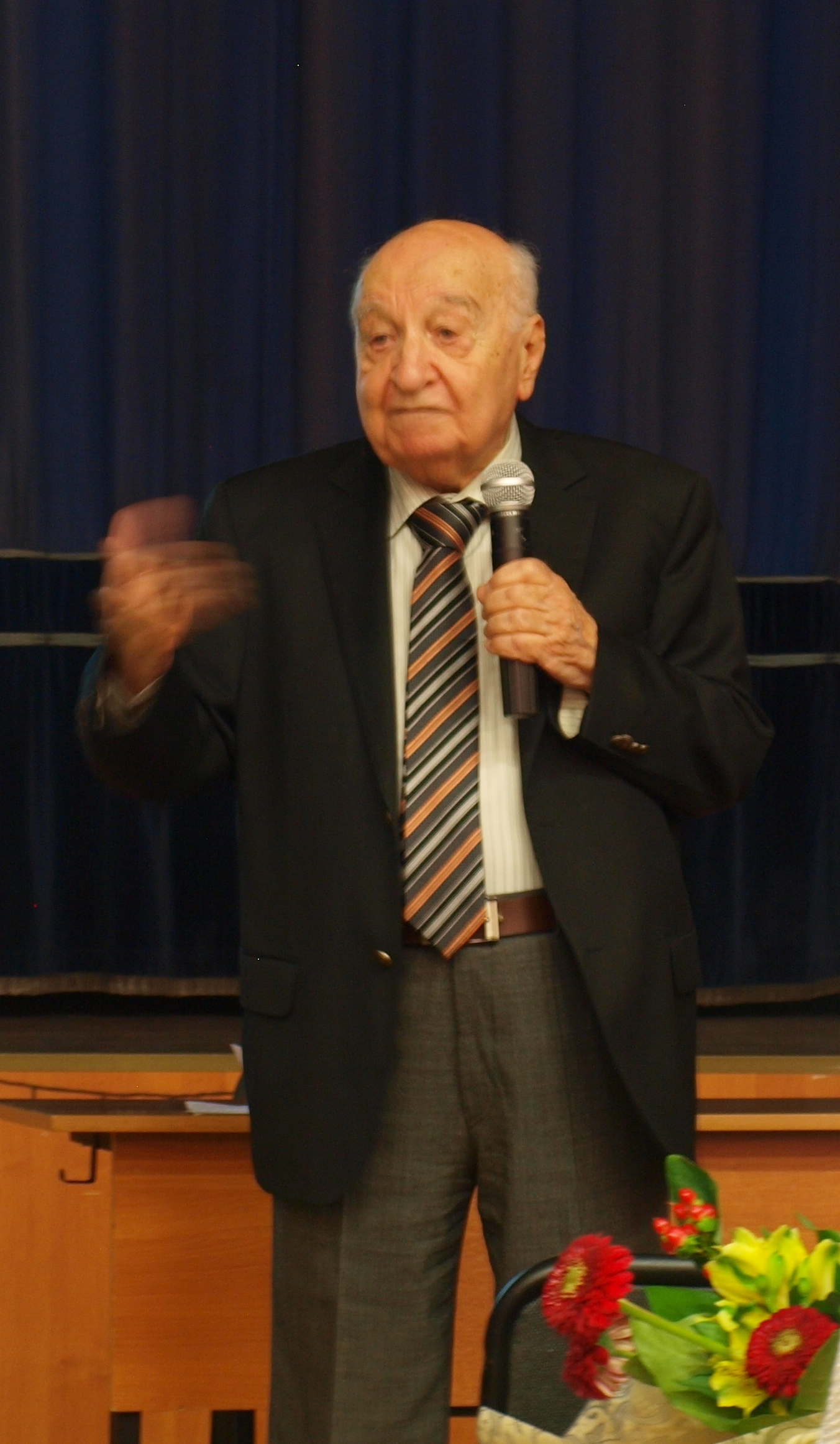
Юрий Завельский

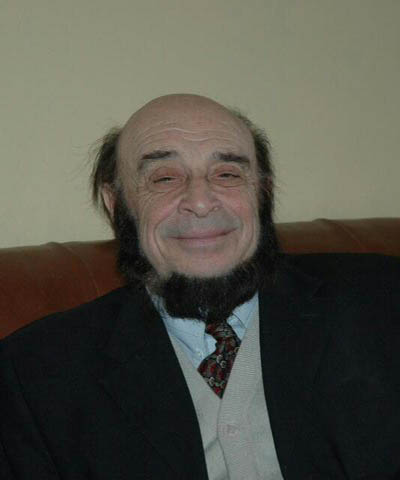
Дмитрий Звягинцев

Рональд Инглхарт

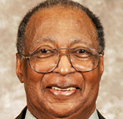
Кёртис Фуллер

- Алмог, Аарон (89) — израильский поэт[375].
- Бердалиев, Дархан Алиевич (57) — казахстанский дипломат, Чрезвычайный и Полномочный Посол Республики Казахстан в Республике Корея (2003—2006 и 2008—2012)[376].
- Бершадская, Татьяна Сергеевна (99) — советский и российский музыковед, заслуженный деятель искусств Российской Федерации (1992)[377].
- Гвозденович, Миодраг (76) — югославский волейболист, бронзовый призёр чемпионата Европы (1975)[378].
- Данда, Раул (63) — ангольский политик, депутат Национальной ассамблеи (2012—2016)[379].
- Димитров, Георги (62) — болгарский футболист и футбольный тренер[380].
- Дюпон, Пит (86) — американский государственный деятель, член Палаты представителей США (1971—1977), губернатор Делавэра (1977—1985)[381].
- Завельский, Юрий Владимирович (93) — советский и российский педагог, народный учитель Российской Федерации (2014)[382].
- Звягинцев, Дмитрий Григорьевич (89) — советский и российский почвовед, доктор биологических наук (1970), заслуженный профессор МГУ (1993), заслуженный деятель науки Российской Федерации[383].
- Инглхарт, Рональд (86) — американский социолог и политолог[384].
- Каушик, Махарадж (66) — индийский игрок в хоккей на траве, чемпион летних Олимпийских игр в Москве (1980)[385].
- Кацаневас, Теодор (74) — греческий политический деятель, депутат Парламента (1989—2004)[386].
- Колев, Никола Иванов (69) — болгарский генерал, начальник Генерального штаба Болгарской армии (2002—2006), посол в Нидерландах (2012—2016)[387].
- Ли Хан Дон (86) — южнокорейский государственный деятель, премьер-министр Республики Корея (2000—2002)[388].
- Маран, Жан (101) — французский политик, мэр Сент-Люса (1965—1990), депутат Национального собрания (1986—1988)[389].
- Сингх, Равиндер Пал (60) — индийский игрок в хоккей на траве, чемпион летних Олимпийских игр в Москве (1980)[390].
- Фуллер, Кёртис (86) — американский джазовый тромбонист[391].
- Швейцер Уолтерс, Мигель Алекс (80) — чилийский юрист, дипломат и государственный деятель, министр иностранных дел Чили (1983)[392].
- Ян, Хельмут (81) — немецкий и американский архитектор; ДТП[393].

## 7 мая

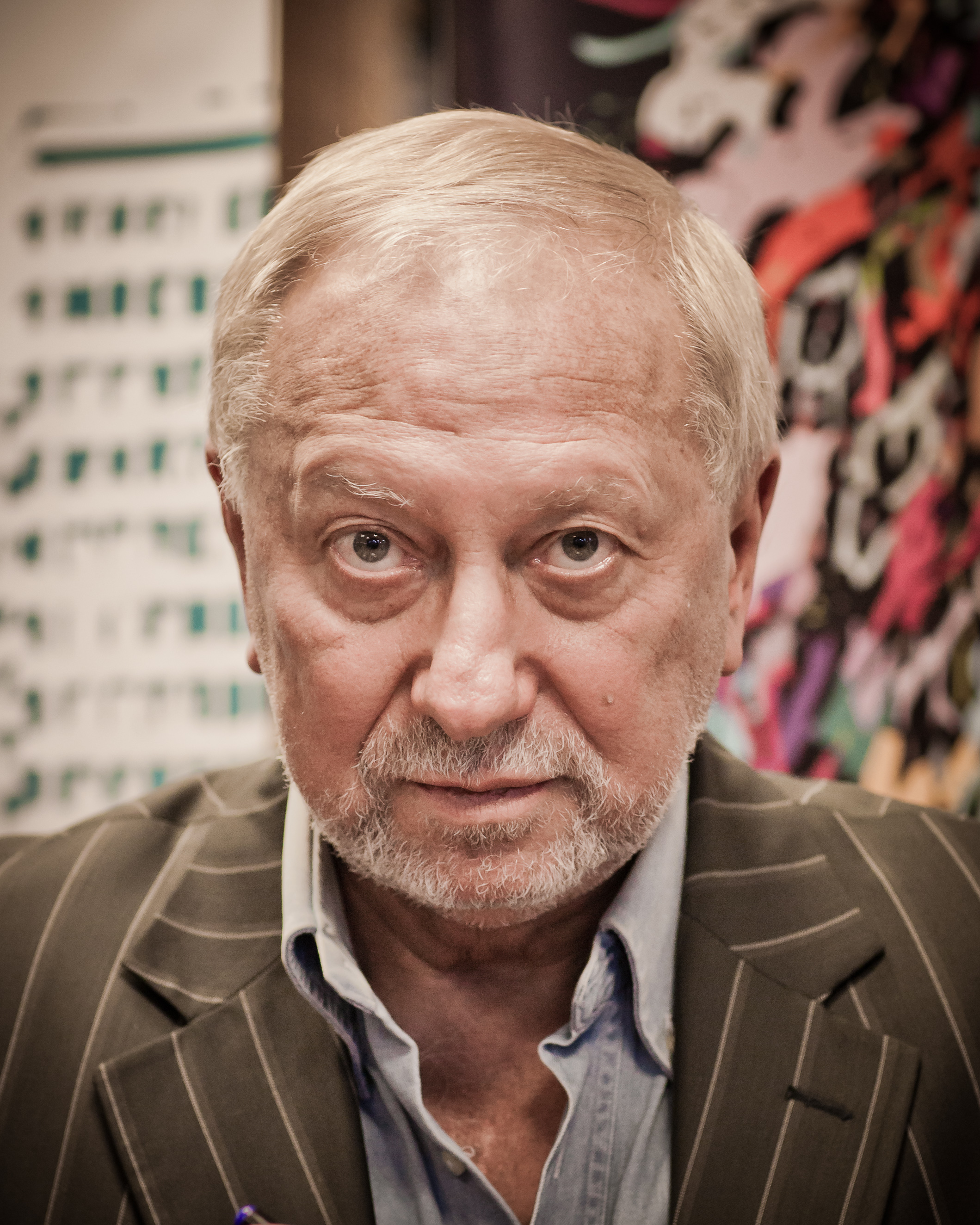
Владимир Качан

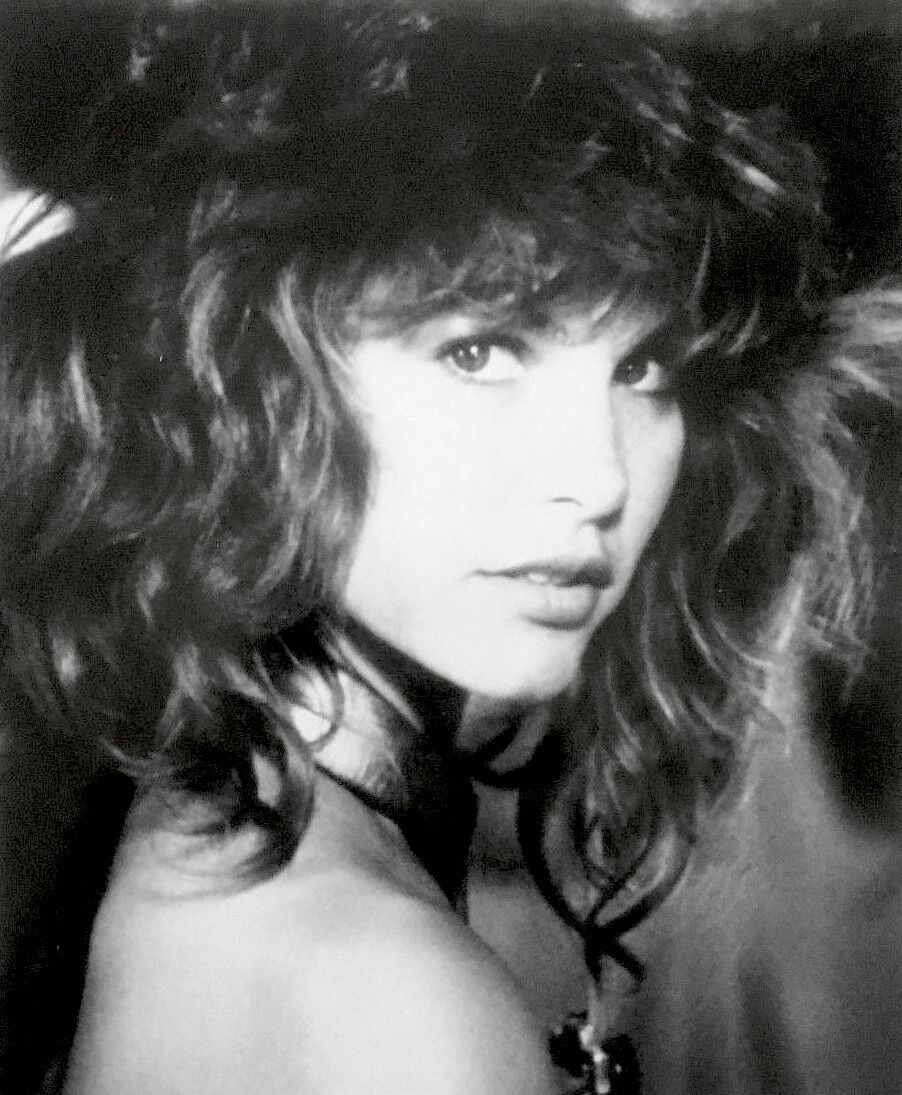
Тони Китэйн

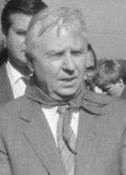
Егор Лигачёв

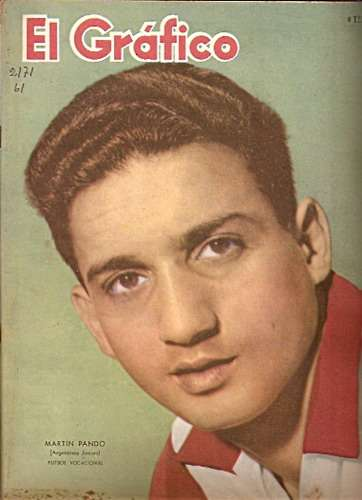
Мартин Пандо

- Альхассан, Аиша (61) — нигерийский политик[394].
- Бхатия, Ванрай (93) — индийский композитор[395].
- Гулиев, Ариф Али оглы (70) — азербайджанский актёр, народный артист Азербайджана (1993)[396].
- Гучков, Борис Петрович (70) — российский поэт[397].
- Касымов, Рустам Сабирович (64) — узбекский государственный деятель, министр высшего и среднего специального образования Республики Узбекистан (2016—2017)[398].
- Качан, Владимир Андреевич (73) — советский и российский актёр, народный артист Российской Федерации (2004)[399].
- Керексизов, Ташкул Жанызакович (73) — киргизский бизнесмен и меценат, депутат Жогорку Кенеша третьего созыва, академик Международной академии художеств[400].
- Китэйн, Тони (59) — американская актриса[401].
- Кох, Роман (33) — пятикратный чемпион России по мотокроссу на мотоциклах с колясками[402].
- Кривоногов, Олег Викторович (82) — российский дипломат, посол России в Люксембурге (1997—2001)[403].
- Лигачёв, Егор Кузьмич (100) — советский и российский государственный и политический деятель, член ЦК КПСС (1976—1990), секретарь ЦК КПСС (1983—1990) и член Политбюро ЦК КПСС (1985—1990)[404].
- Мишра, Мохан (83) — индийский физиолог[405].
- Муса Ягуб (83) — азербайджанский поэт, народный поэт Азербайджана (2019)[406].
- Пандо, Мартин (86) — аргентинский футболист[407].
- Пита Алонсо, Аурора (84) — кубинская актриса[408].
- Селезнёв, Алексей Николаевич (65) — российский виолончелист, заведующий кафедрой виолончели и контрабаса Московской консерватории, профессор (2008), заслуженный артист Российской Федерации (1996)[409].
- Шабанов, Лев Георгиевич (68) — главный дирижёр Ставропольского театра оперетты (с 1999 года), заслуженный артист Грузинской ССР (1985)[410].

## 6 мая

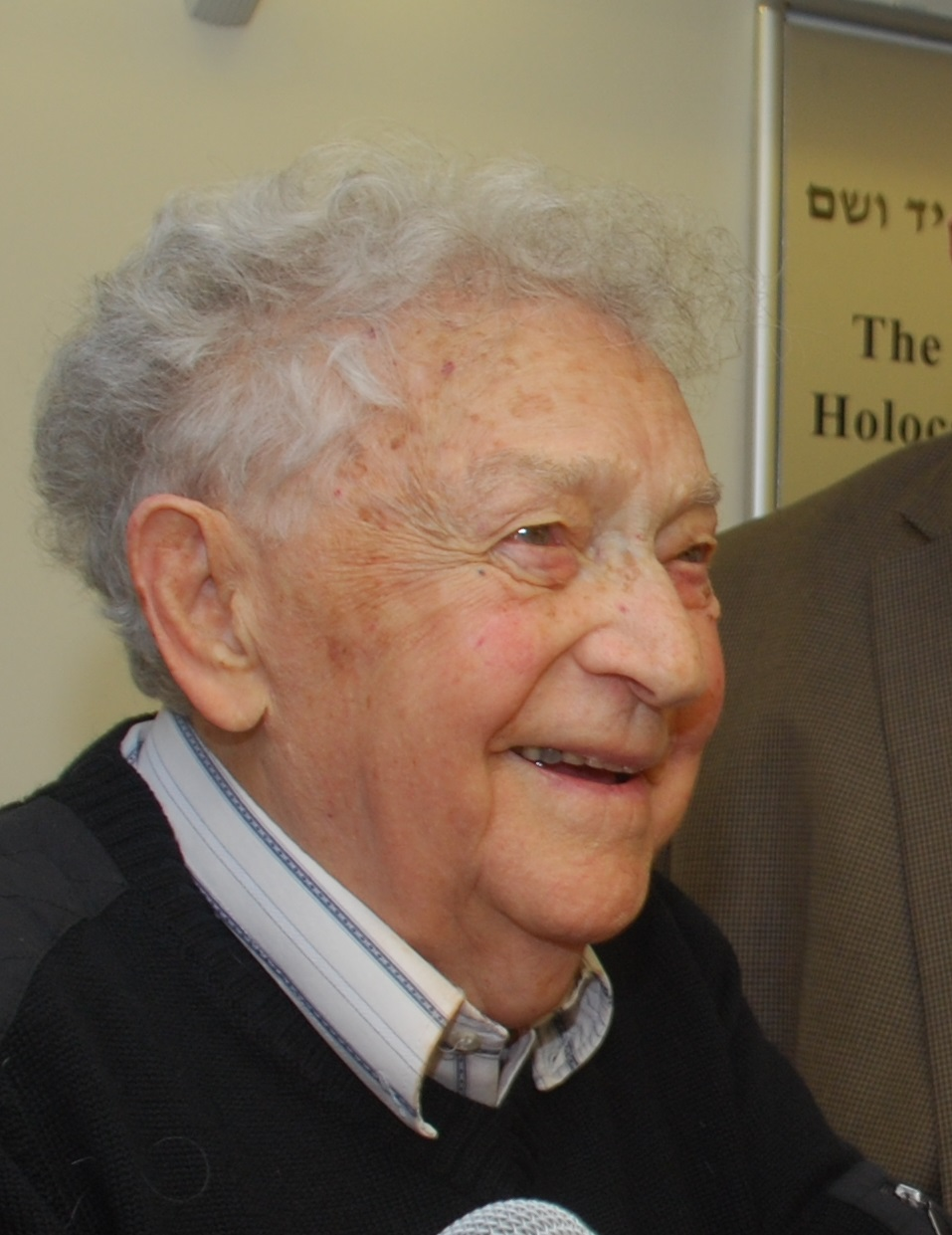
Ицхак Арад

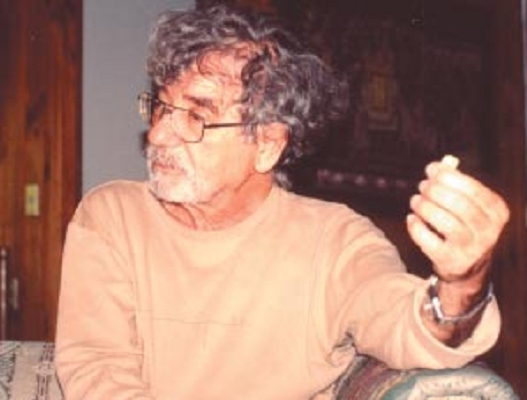
Умберто Матурана

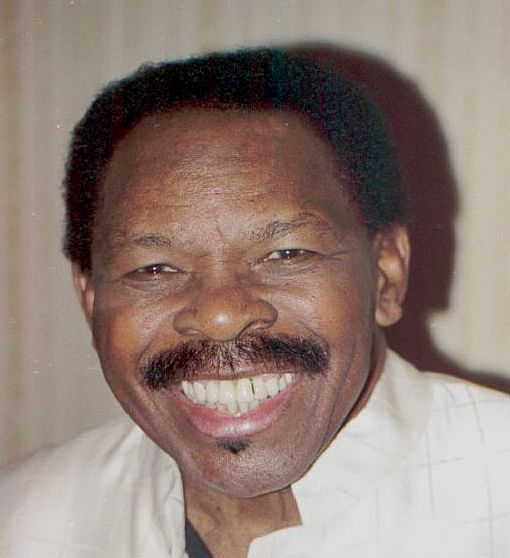
Ллойд Прайс

- Арад, Ицхак (94) — израильский историк, директор мемориала «Яд ва-Шем» (1972—1993)[411].
- Гизель, Эрнст (98) — швейцарский архитектор[412].
- Григуоль, Карлос Тимотео (84) — аргентинский футболист и тренер[413].
- Гузенко, Александр Васильевич (69) — советский футболист, нападающий, мастер спорта СССР[414].
- ван Дорен, Пол (89) — американский бизнесмен, основатель бренда Vans[415].
- Зорин, Олег Дмитриевич (81) — советский и российский театральный актёр и режиссёр, режиссёр Театра имени Ленсовета[416].
- Костова, Ваня (64) — болгарская эстрадная певица[417].
- Крейчи, Станислав Антонович (85) — советский и российский композитор, радиоинженер, работавший с синтезатором АНС[418].
- Матурана, Умберто (92) — чилийский биолог и философ[419].
- Миура, Кэнтаро (54) — японский мангака[420][421].
- Муррай, Гильермо (93) — мексиканский актёр[422].
- Полисадов, Роман Иванович (57) — латвийский оперный певец (бас), солист Латвийской национальной оперы[423].
- Прайс, Ллойд (88) — американский поп-певец[424].
- Сингх, Аджит (82) — индийский государственный деятель, министр сельского хозяйства (2001—2003) и министр гражданской авиации (2011—2014) Индии[425].

## 5 мая

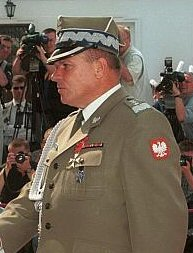
Эдвард Петшик

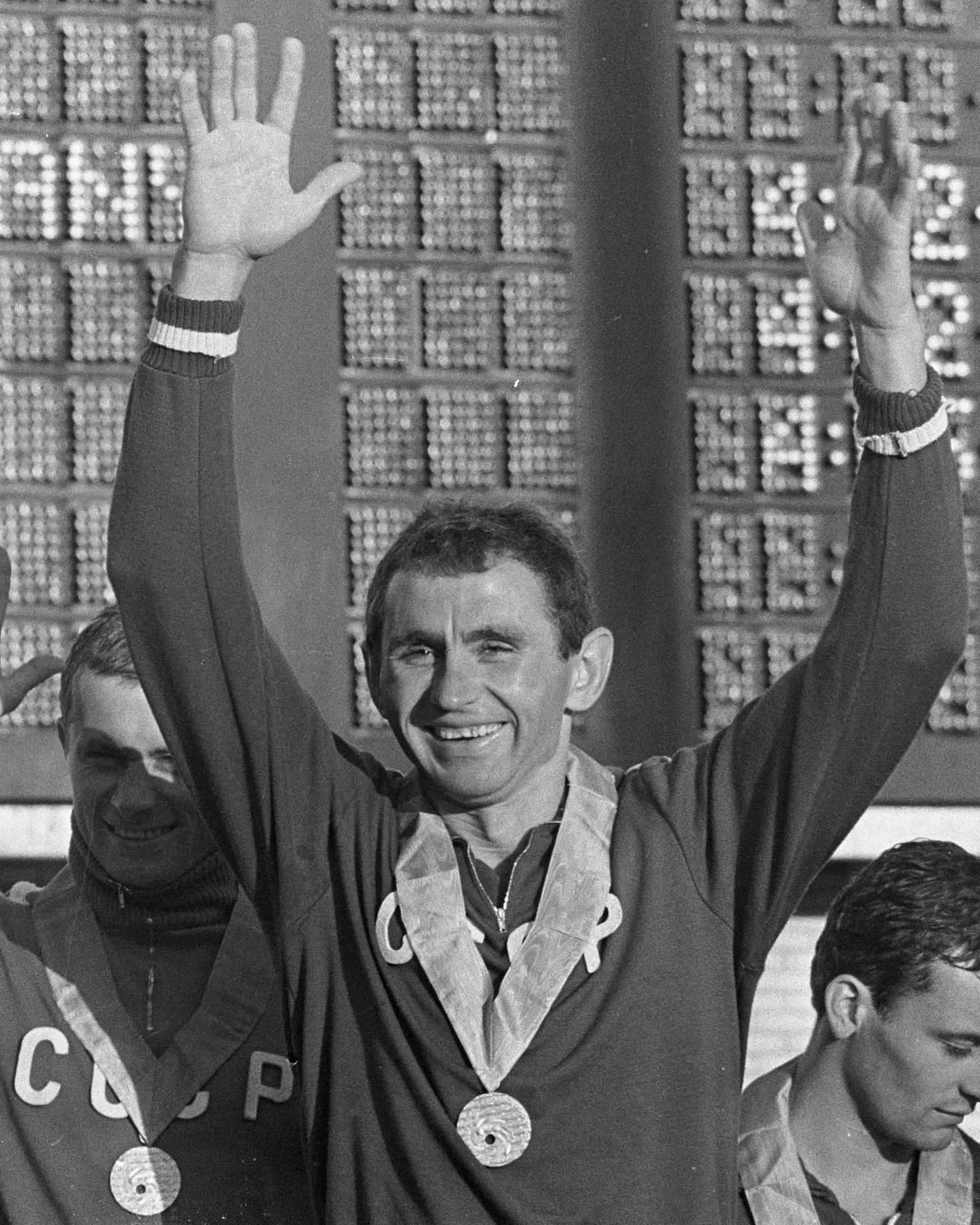
Георгий Прокопенко

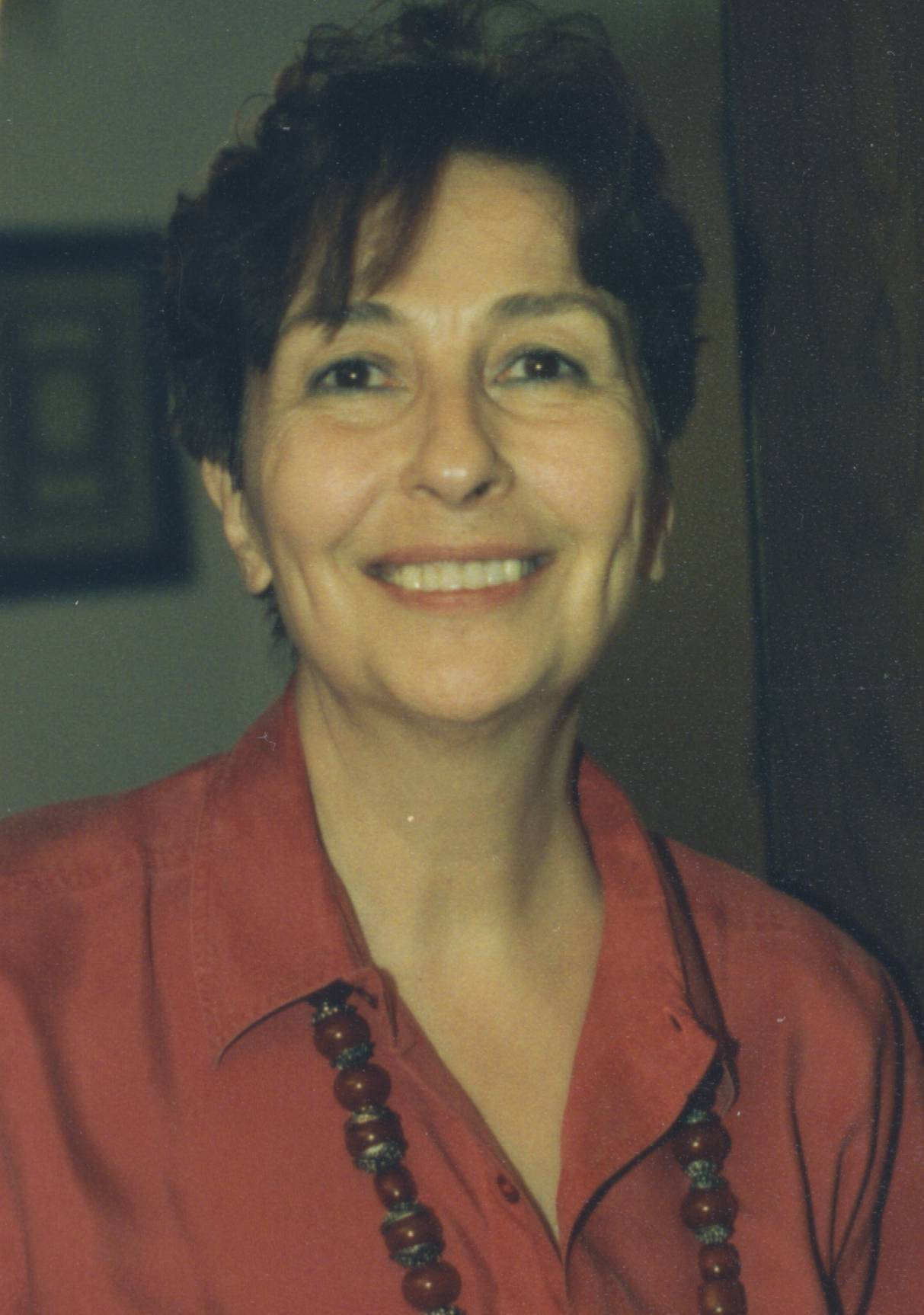
Эмине Ышинсу

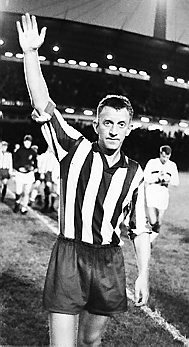
Бертиль Юханссон

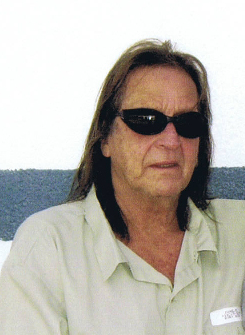
Джордж Джейкоб Янг

- Гаврилов, Юрий Анатольевич (54) — украинский гандболист, чемпион летних Олимпийских игр в Барселоне (1992) в составе ОК (1992)[426].
- Годжа, Фикрет (85) — азербайджанский поэт и писатель[427].
- Горбунов, Борис Владимирович (72) — российский историк-краевед, доктор исторических наук (1998), профессор (2000), заслуженный работник высшей школы Российской Федерации (2011)[428].
- Добровольскис, Константинас Ромуальдас (81) — советский и литовский радиолог, министр здравоохранения Литвы (2001—2003)[429].
- Камен, Ник (59) — британский поп-певец[430].
- Кашицкий, Люциан (88) — польский композитор и музыкальный деятель[431].
- Крапивин, Владимир Фёдорович (85) — советский и российский учёный в области прикладной математики и кибернетики, заведующий отделом Института радиотехники и электроники РАН. Заслуженный деятель науки Российской Федерации (1999)[432].
- Натарайян, Т. К. С. (87) — индийский киноактёр и певец[433].
- Петшик, Эдвард (71) — польский военный деятель и дипломат, командующий Сухопутными войсками (2000—2006), посол в Ираке (2007—2008) и КНДР (2009—2014)[434].
- Пирогов, Александр Леонидович (62) — российский художник-реставратор[435].
- Прокопенко, Георгий Яковлевич (84) — советский пловец, серебряный призёр летних Олимпийских игр в Токио (1964), заслуженный мастер спорта СССР (1963)[436].
- Радоя, Гульем (75) — албанский киноактёр[437].
- Раенко, Валерий Фёдорович (65) — российский врач и государственный деятель, председатель Законодательного собрания Камчатского края (с 2011 года)[438].
- Свенсен, Дэвид (67) — американский инвестор и филантроп, член Американской академии искусств и наук (2008)[439].
- Стоянович, Федя (73) — сербский актёр театра и кино[440].
- Сухииндер, Шера — индийский киноактёр и кинорежиссёр[441].
- Феррейра, Кандиду — португальский актёр[442].
- Шрипада — индийская киноактриса[443].
- Ышинсу, Эмине (82) — турецкая писательница и журналистка[444].
- Юханссон, Бертиль (86) — шведский футболист[445].
- Янг, Джордж Джейкоб (78) — американский наркоторговец[446].

## 4 мая

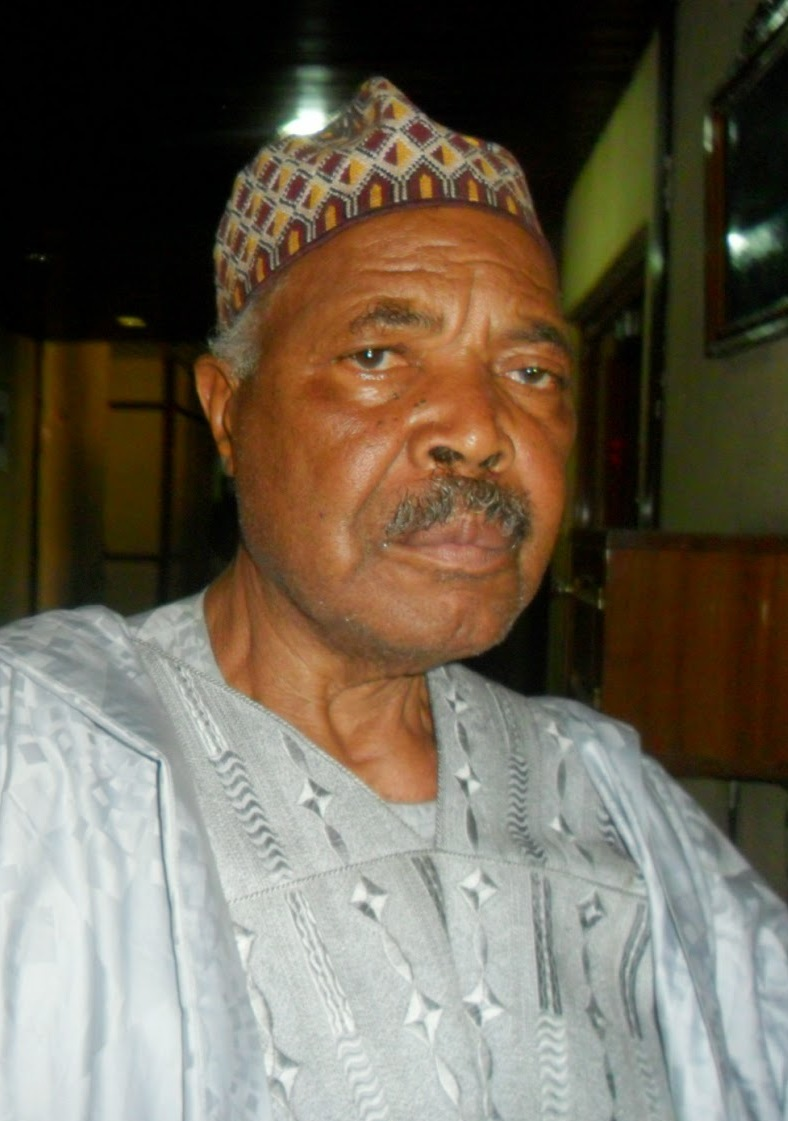
Симон Ашиди Ашу

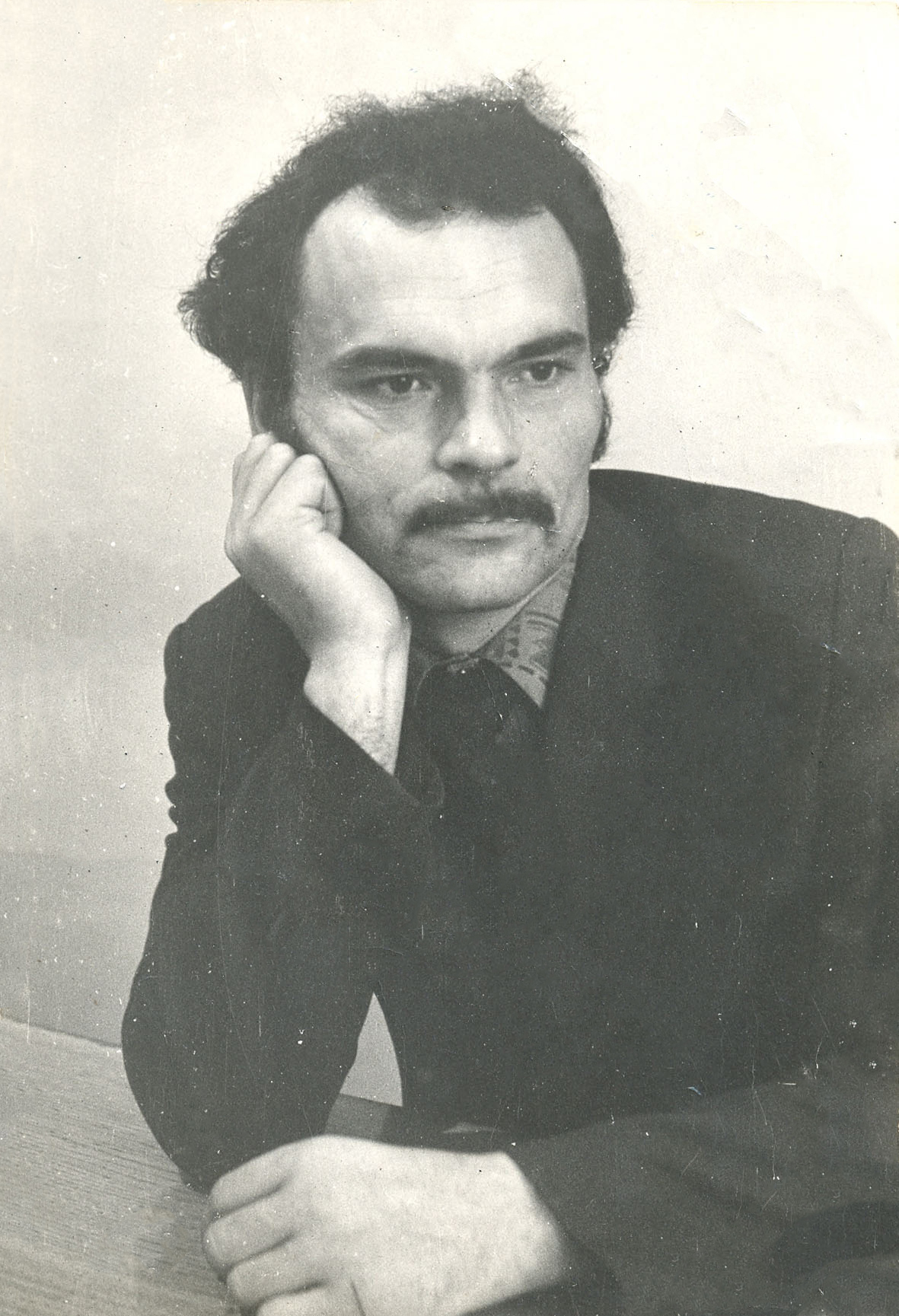
Иван Стадольник

- Амарал, Паулу Густаву (42) — бразильский актёр, режиссёр-постановщик, сценарист, телеведущий и юморист[447].
- Аночич, Саша (52) — хорватский актёр[448].
- Ашу, Симон Ашиди (86) — премьер-министр Камеруна (1992—1996)[449].
- Дзинуси, Пётр Тосио (90) — японский католический прелат, епископ Саппоро (1987—2009)[450].
- Коновалов, Александр Иванович (87) — советский и российский химик-органик, ректор Казанского университета (1979—1990), директор ИОФХ (1990—2001), академик РАН (1992)[451].
- Лазарев, Леонид Николаевич (83) — советский и российский фотохудожник[452].
- Маклафлин, Алан (54) — ирландский футболист[453].
- Радху, Мела (60) — индийский киноактёр[454].
- Расулев, Уткур Хасанович (81) — советский и узбекский физик, директор Института электроники АН Узбекской ССР / АН Узбекистана (1985—2007), академик АН РУз (1995)[455].
- Сапрыкин, Александр Михайлович (74) — советский и российский волейболист и волейбольный тренер, бронзовый призёр летних Олимпийских игр в Мюнхене (1972), заслуженный мастер спорта СССР (1990)[456].
- Стадольник, Иван Константинович (80) — белорусский писатель и поэт[457].
- Сталлькнехт, Кирстен (83) — датская медсестра, президент Международного совета медицинских сестёр[458].
- Трутнев, Лев Емельянович (85) — советский и российский писатель[459].
- Цернант, Александр Альфредович (81) — советский и российский специалист в области транспортного строительства, доктор технических наук, профессор, заслуженный строитель Российской Федерации (1996)[460].
- Яаксоо, Андрес (76) — эстонский писатель, журналист и переводчик[461].

## 3 мая

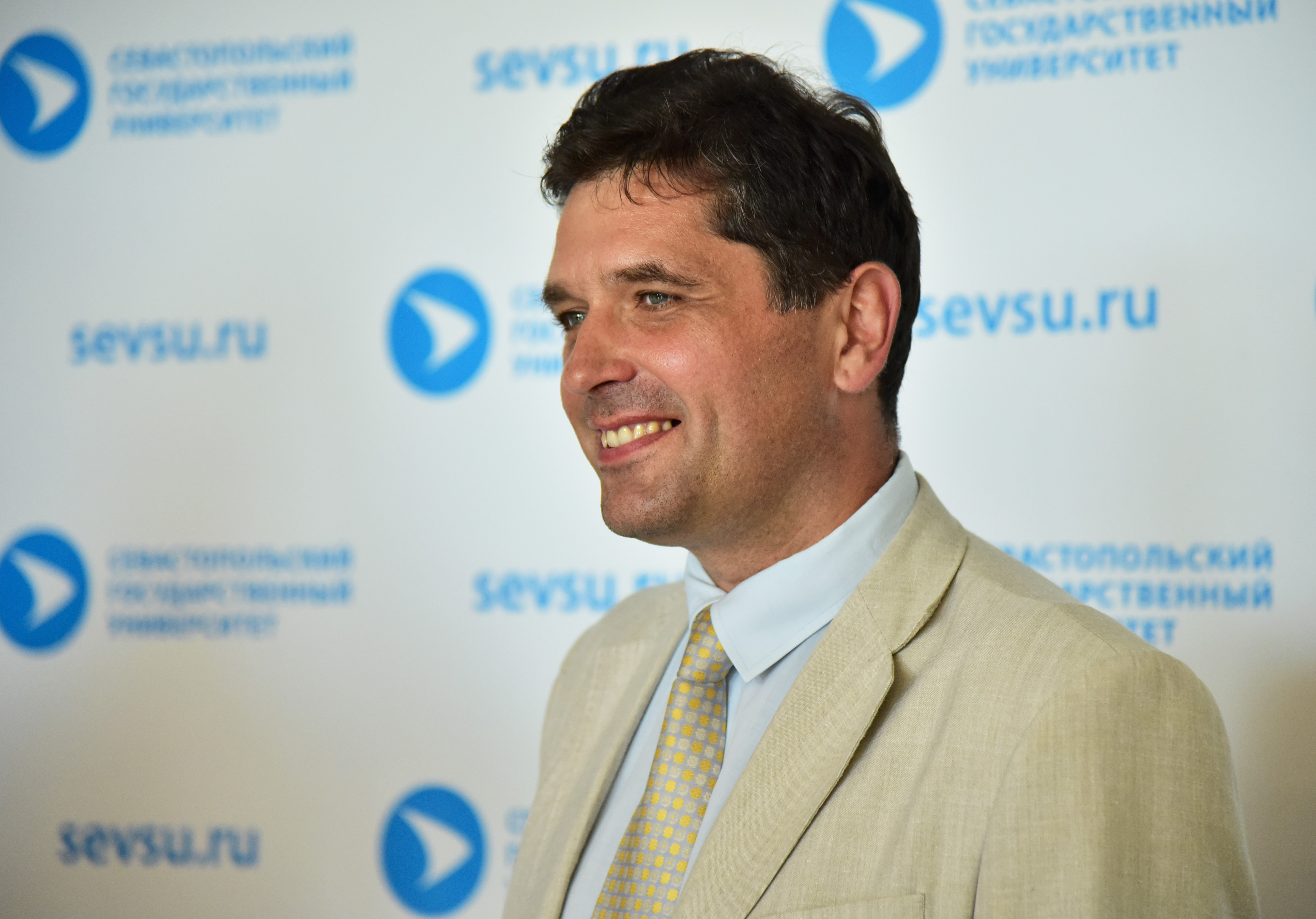
Владимир Нечаев

- Альбрехт, Рафаэль (79) — аргентинский футболист, игравший в национальной сборной[462].
- Багдасаров, Михаил Ашотович (75) — российский артист цирка, дрессировщик хищных животных, народный артист Российской Федерации (1997)[463].
- Григорова, Ирина Анатольевна (66) — украинский невролог, доктор медицинских наук (1997), профессор ХНМУ (2001), заслуженный деятель науки и техники Украины[464].
- Забудский, Игорь Владимирович (60) — украинский поэт, писатель и художник[465].
- Каменецкий, Ефим Айзикович (85) — советский и российский театральный актёр, артист Санкт-Петербургского театра имени Комиссаржевской, народный артист Российской Федерации (2008)[466].
- Коломбо, Марита (64) — аргентинский политик, сенатор (2001—2009)[467].
- Коробейник, Юрий Фёдорович (90) — советский и российский математик, доктор физико-математических наук (1965), профессор (1967), сотрудник ЮМИ ВНЦ РАН, заслуженный деятель науки Российской Федерации[468].
- Маккин, Стив (77) — новозеландский баскетбольный тренер[469].
- Нечаев, Владимир Викторович (70) — советский футболист и тренер, бронзовый призёр чемпионата СССР (1974), мастер спорта СССР (1974)[470].
- Нурков, Йордан (63) — болгарский архитектор[471].
- Савостюк, Олег Михайлович (93) — советский и российский график, народный художник РСФСР (1980), академик РАХ (2007)[472].
- Фролов, Геннадий Васильевич (74) — советский и российский поэт и переводчик[473].
- Хари, Саббам (68) — индийский политик, депутат Лок сабха (2009—2014)[474].
- Чалаби, Камель (74) — алжирский футболист[475].
- Шамаев, Виктор Иванович (92) — советский и российский художник-акварелист, график, заслуженный деятель культуры России, член Союза художников России (с 1991)[476].

## 2 мая

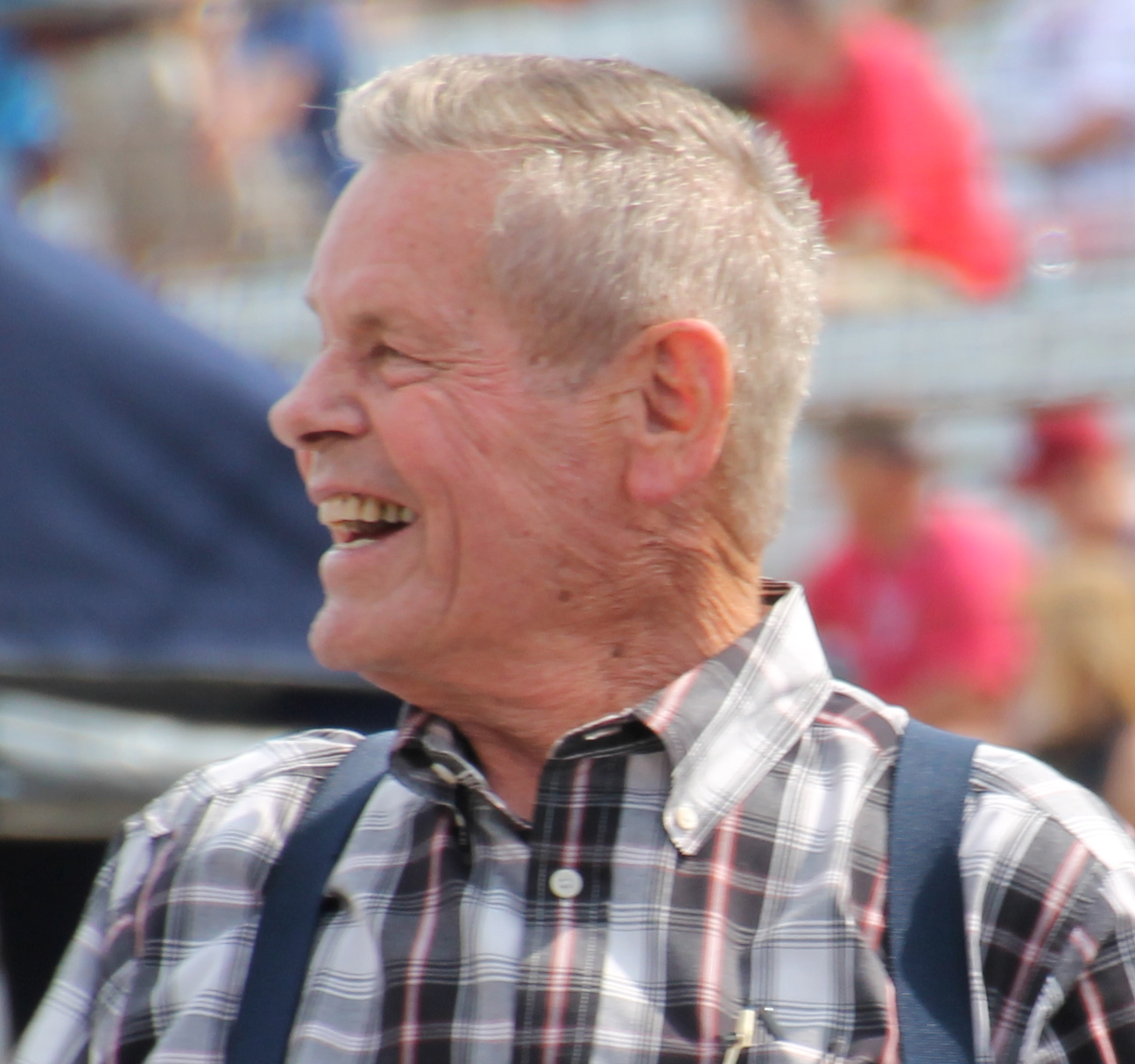
Бобби Анзер

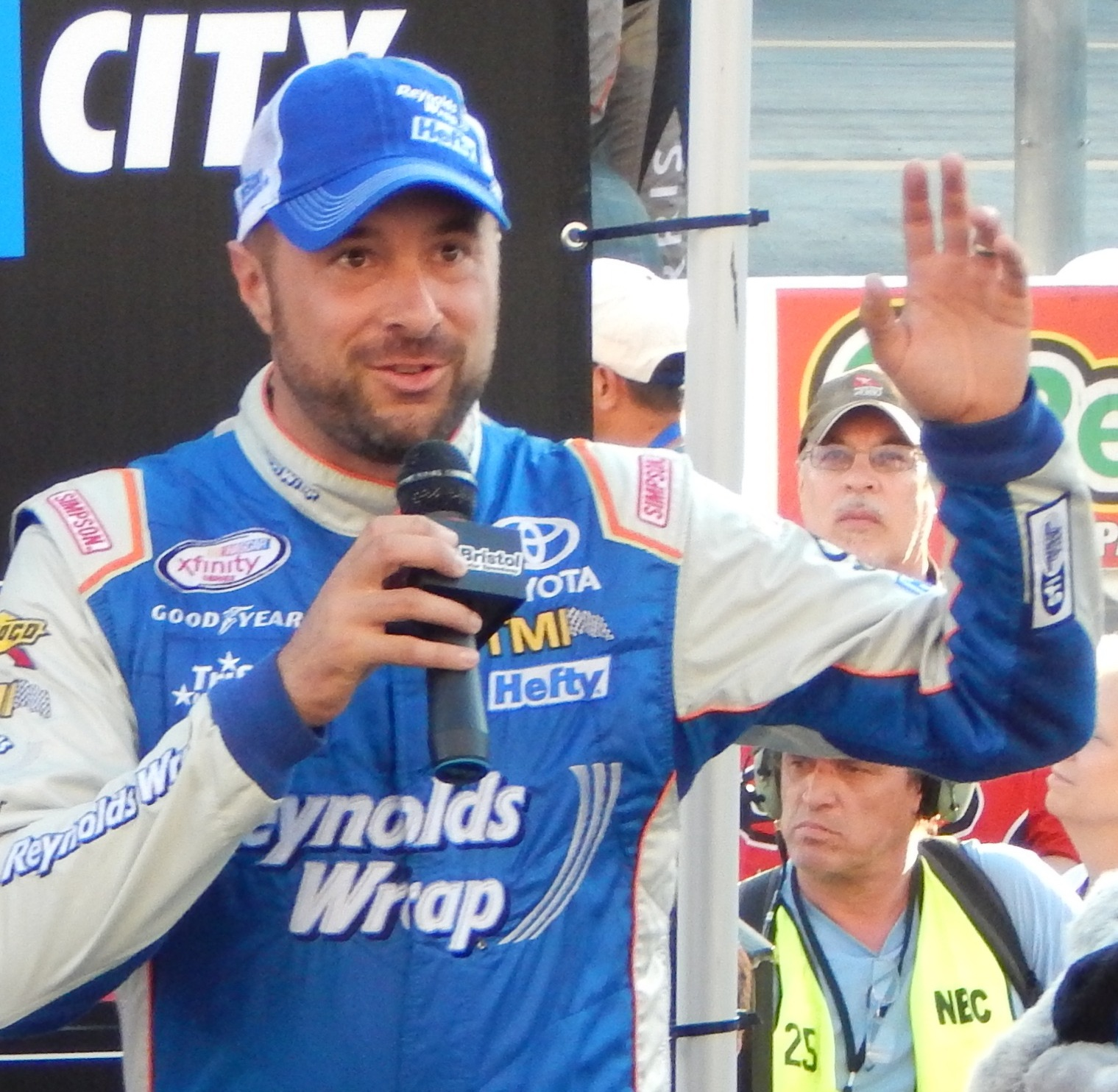
Эрик Макклюр

- Анзер, Бобби (87) — американский автогонщик[477].
- Арзуманов, Павел Архипович (60) — российский живописец, академик РАХ (2011)[478].
- Гноевой, Борис Александрович (83) — советский и российский тренер по лёгкой атлетике. Заслуженный тренер СССР (1980)[479].
- Д’Амбуаз, Жак (86) — американский артист балета, хореограф и актёр[480].
- Дженнингс, Кейт (72) — австралийская поэтесса, эссеист, мемуарист, новеллист[481].
- Кильмухаметов, Тимергали Абдулгалимович (79) — башкирский и русский писатель и литературовед, доктор филологических наук (1992), профессор кафедры журналистики БашГУ (1994)[482].
- Макклюр, Эрик (42) — американский автогонщик[483].
- Мельников, Жан Александрович (84) — советский и украинский актёр и режиссёр, народный артист УССР (1977)[484].
- Ромеро Барсело, Карлос (88) — пуэрто-риканский политик, губернатор Пуэрто-Рико (1977—1985)[485].
- Слепян, Эрик Иосифович (89) — советский и российский биолог, доктор биологических наук, профессор[486].
- Тундидор, Хесус Иларио (85) — испанский поэт[487].
- Цесляк, Бронислав (77) — польский киноактёр и депутат Сейма Польши (1997—2005)[488].
- Шингада, Дамодар Барку (66) — индийский политик, депутат Лок сабха (1980—1996, 2004—2009)[489].

## 1 мая

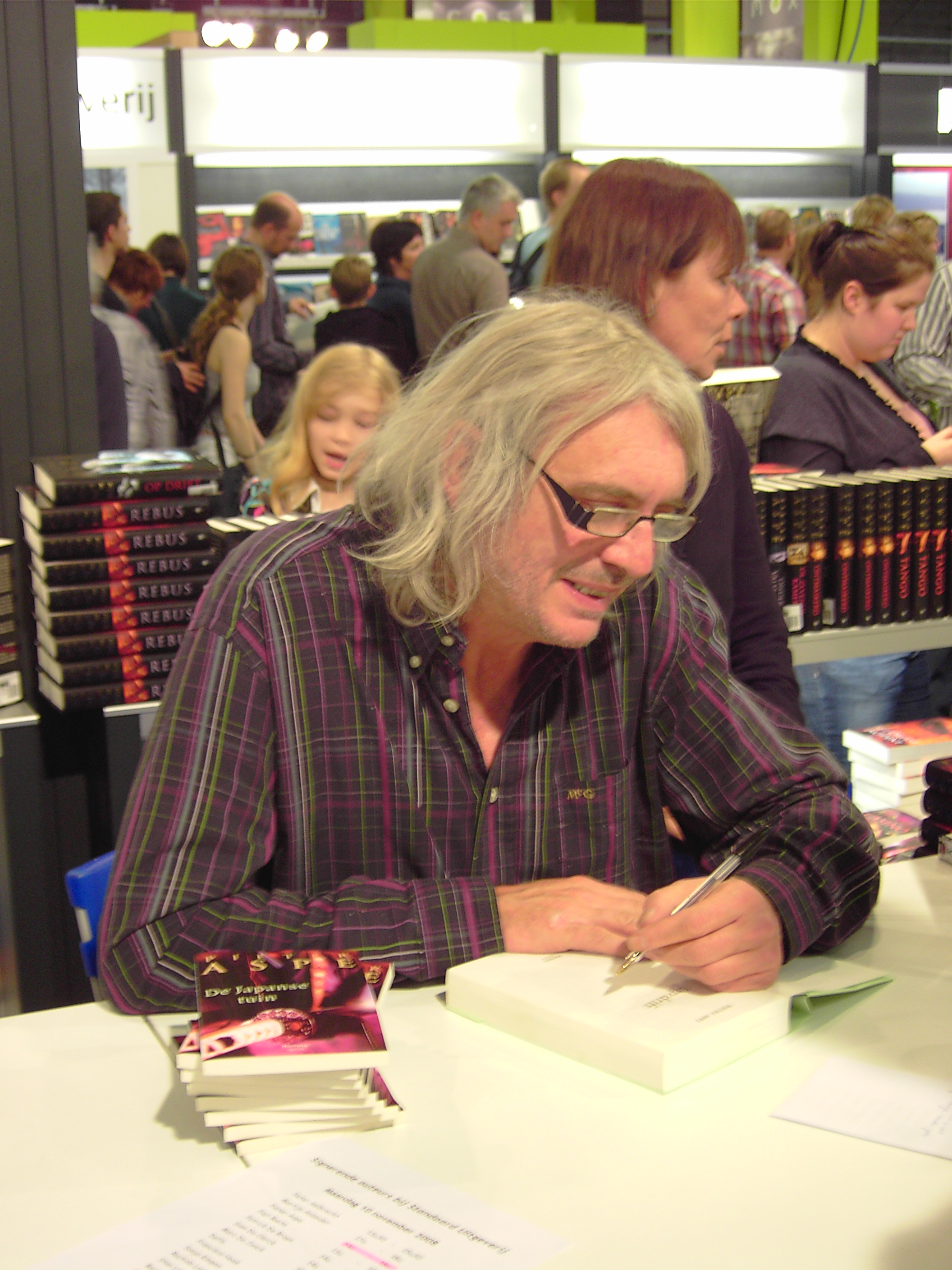
Питер Аспе

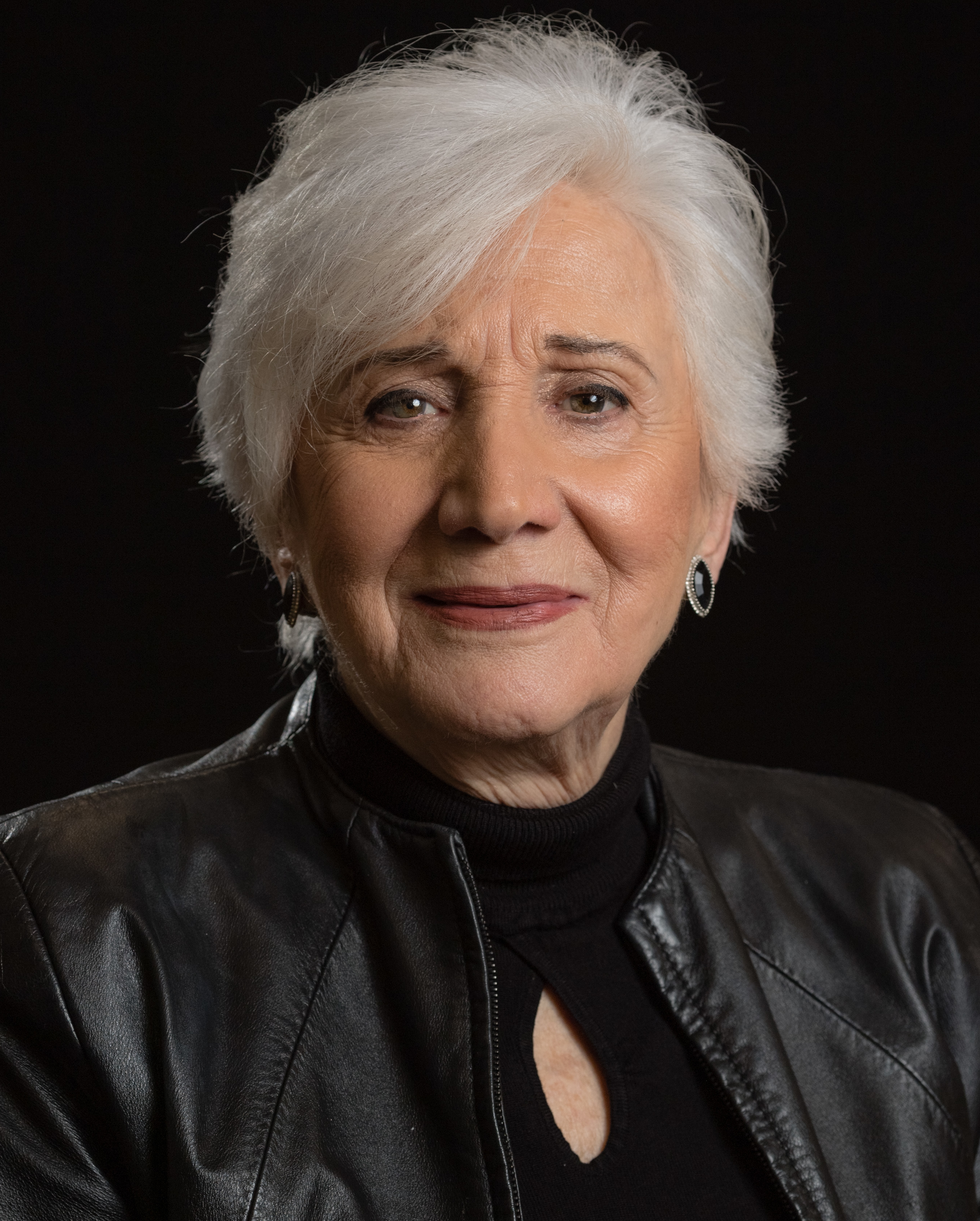
Олимпия Дукакис

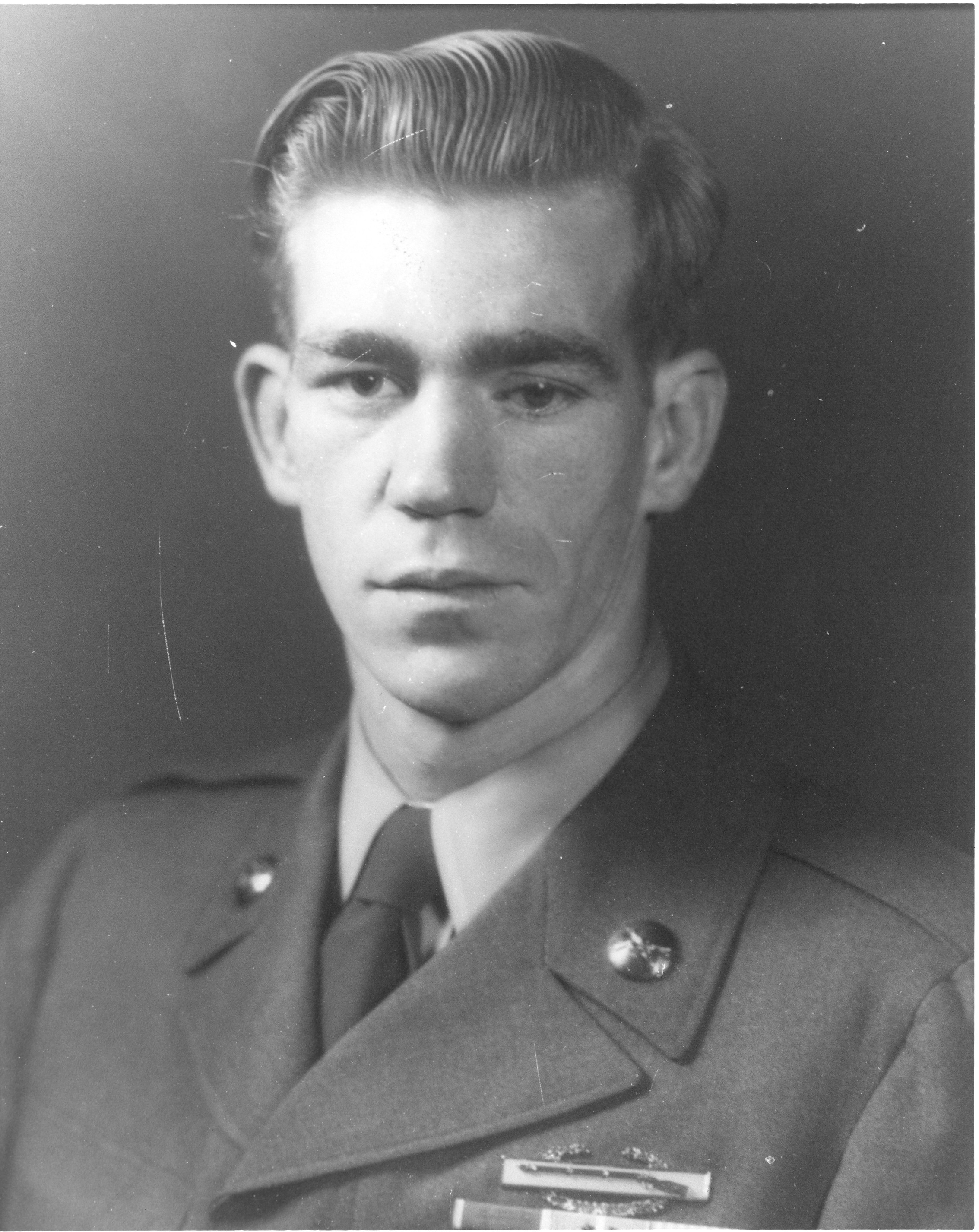
Эрнест Эдисон Уэст

- Артюшин, Анатолий Алексеевич (82) — российский учёный в области комплексной механизации животноводства, член-корреспондент РАСХН (1999—2014), член-корреспондент РАН (2014)[490].
- Аспе, Питер (68) — бельгийский нидерландскоязычный писатель[491].
- Генусов, Леонид Борисович (62) — российский спортивный журналист и комментатор[492].
- Дукакис, Олимпия (89) — американская актриса[493].
- Коло, Тава (118) — французская неверифицированная долгожительница[494].
- Лима, Эди Мария Дутра да Коста (Эди Лима) (96) — бразильская писательница[495].
- Плоткин, Михаил Владимирович (77) — советский музыкальный администратор, российский продюсер[496].
- Ронкальоло, Рафаэль (76) — перуанский государственный деятель, министр иностранных дел Перу (2011—2013)[497].
- Уэст, Эрнест Эдисон (89) — американский солдат, награждённый медалью Почёта (1954)[498].
- Хамори, Йожеф (89) — венгерский биолог и государственный деятель, министр культуры Венгрии (1998—1999)[499].
- Хризостом (Карагунис) (61) — епископ Александрийской православной церкви, епископ Мозамбикский (с 2015 года)[500].